# Liste von Persönlichkeiten der Stadt Offenbach am Main
Hier werden Personen gelistet, die im Zusammenhang mit der Stadt Offenbach am Main stehen, sei es, dass sie hier geboren sind, in Offenbach gelebt haben oder zu Ehrenbürgern der Stadt ernannt wurden.

## Söhne und Töchter der Stadt

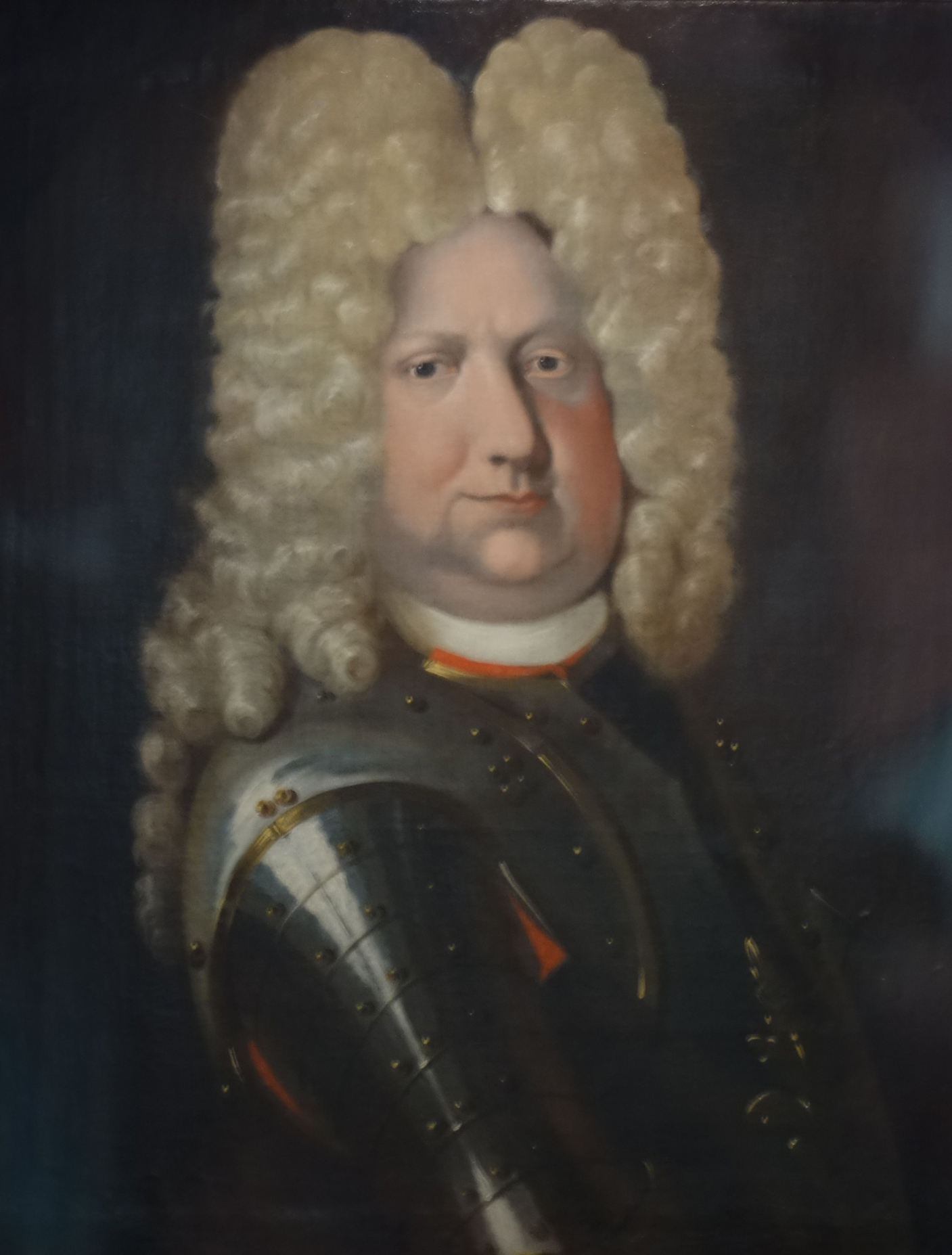
Graf Johann Philipp von Isenburg-Offenbach

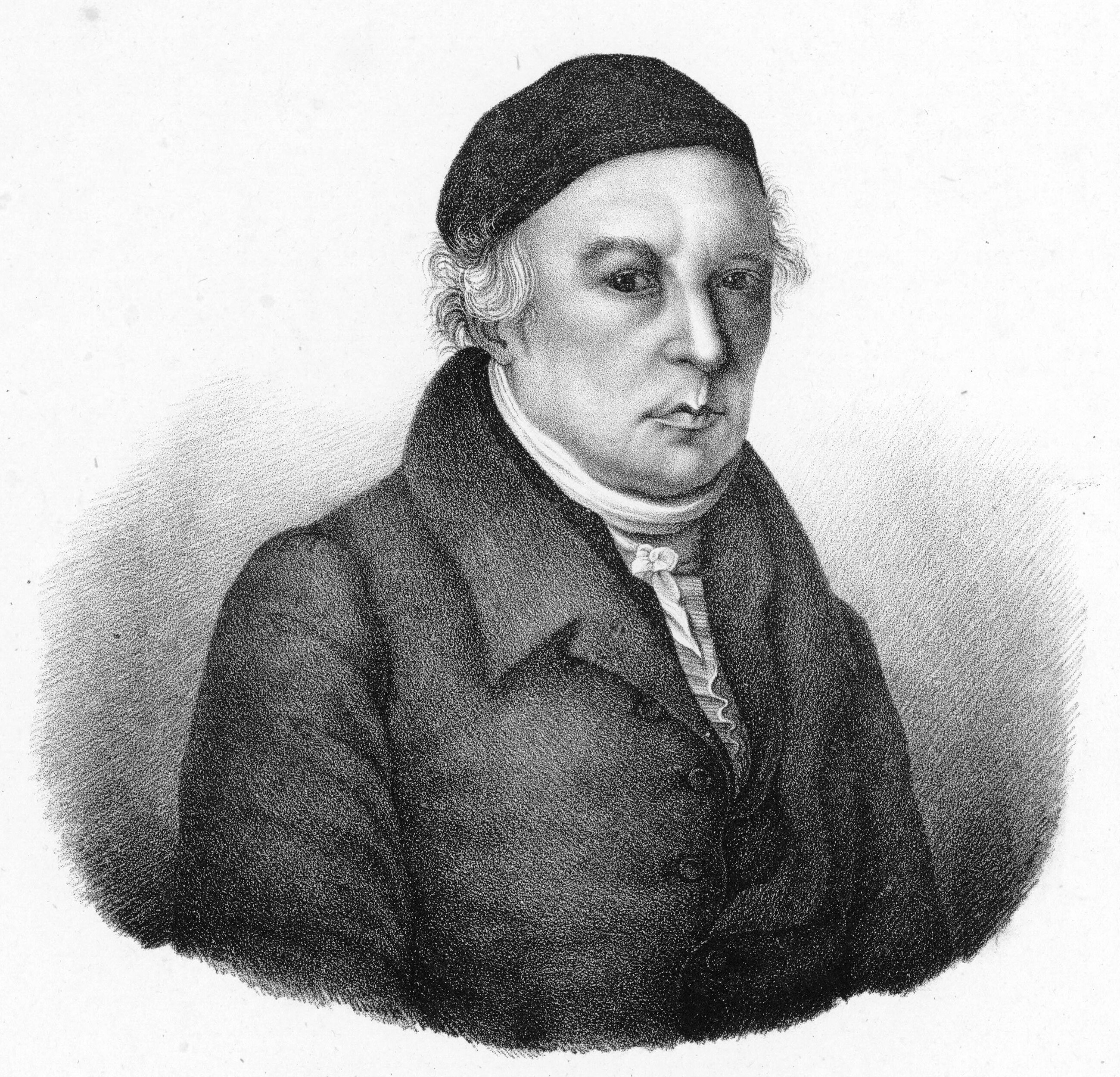
Johann Anton André

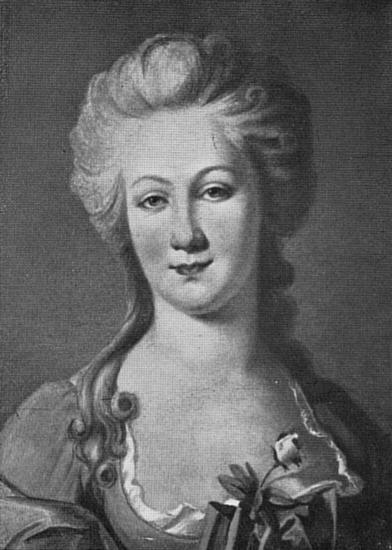
Lili Schönemann

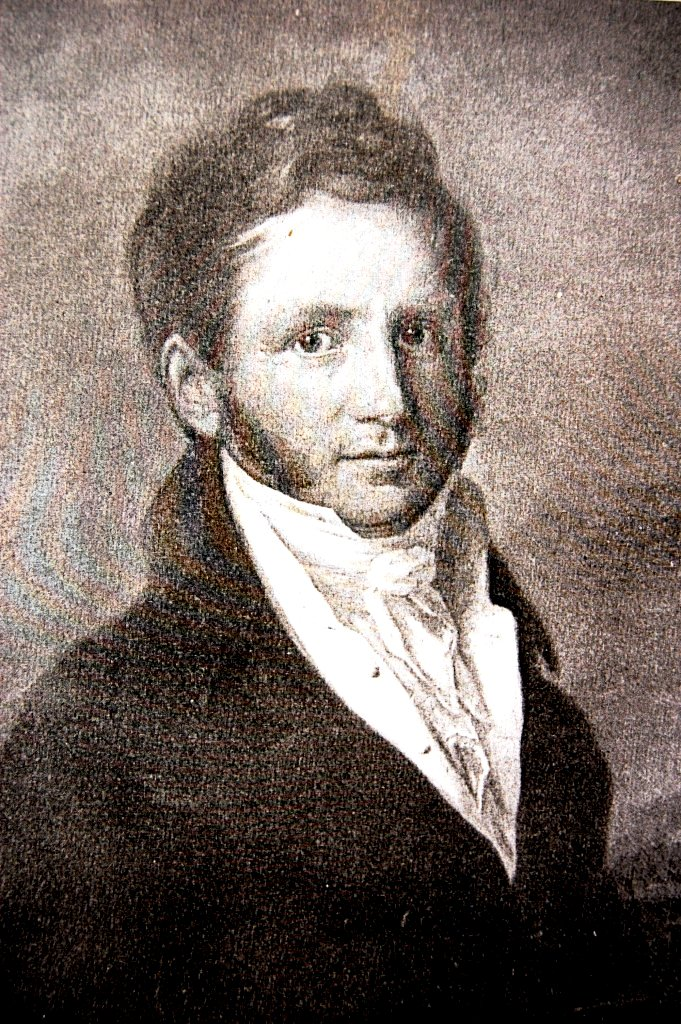
Peter Georg d’Orville

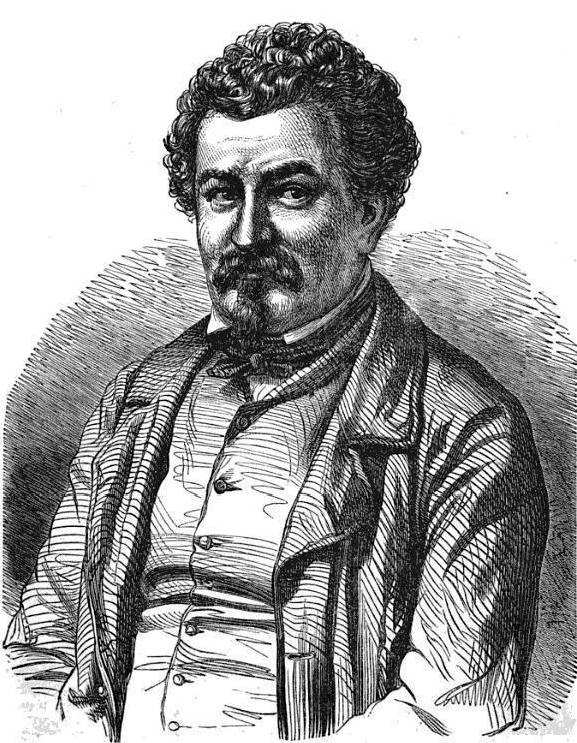
Tony Johannot

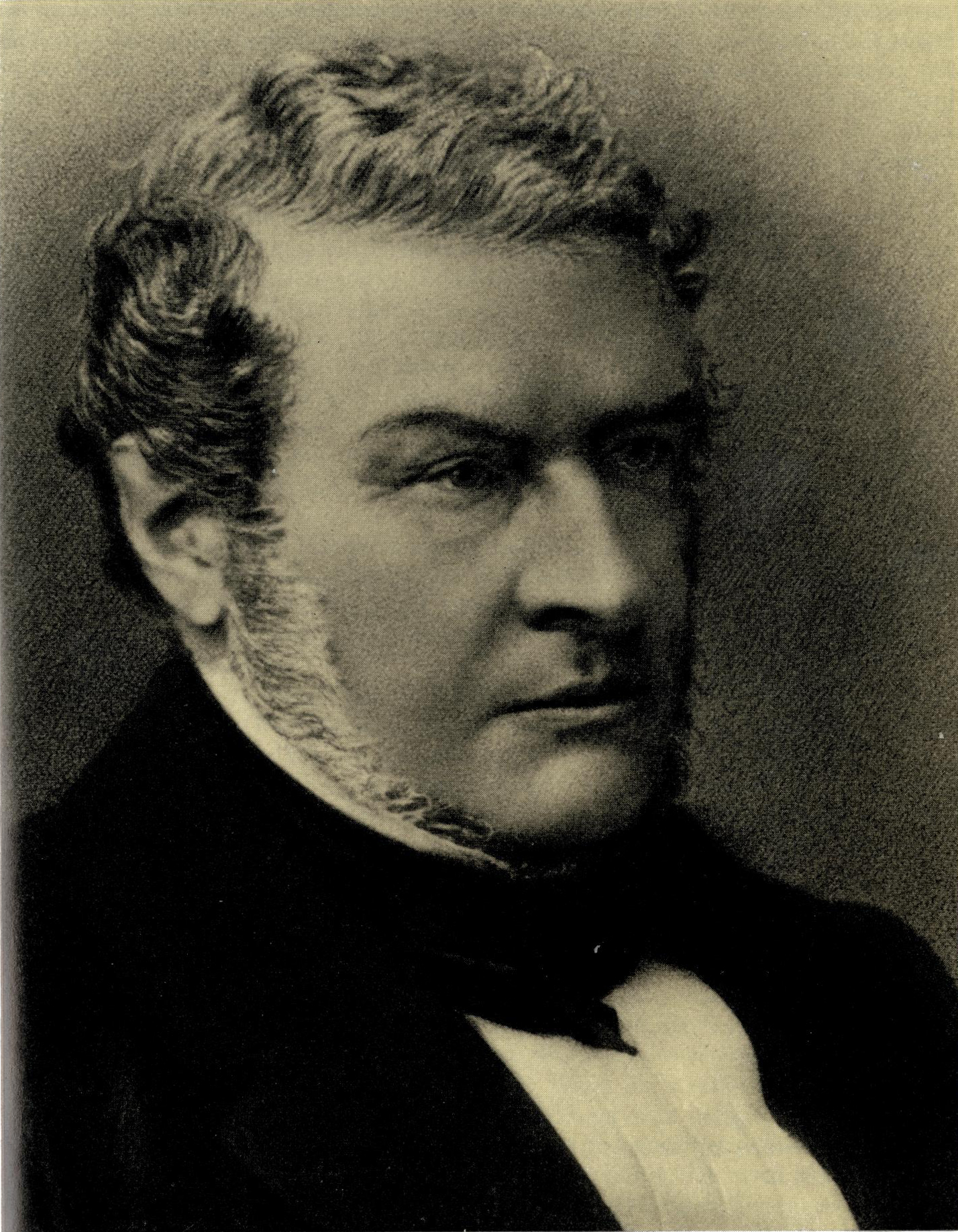
Eduard Gölzenleuchter

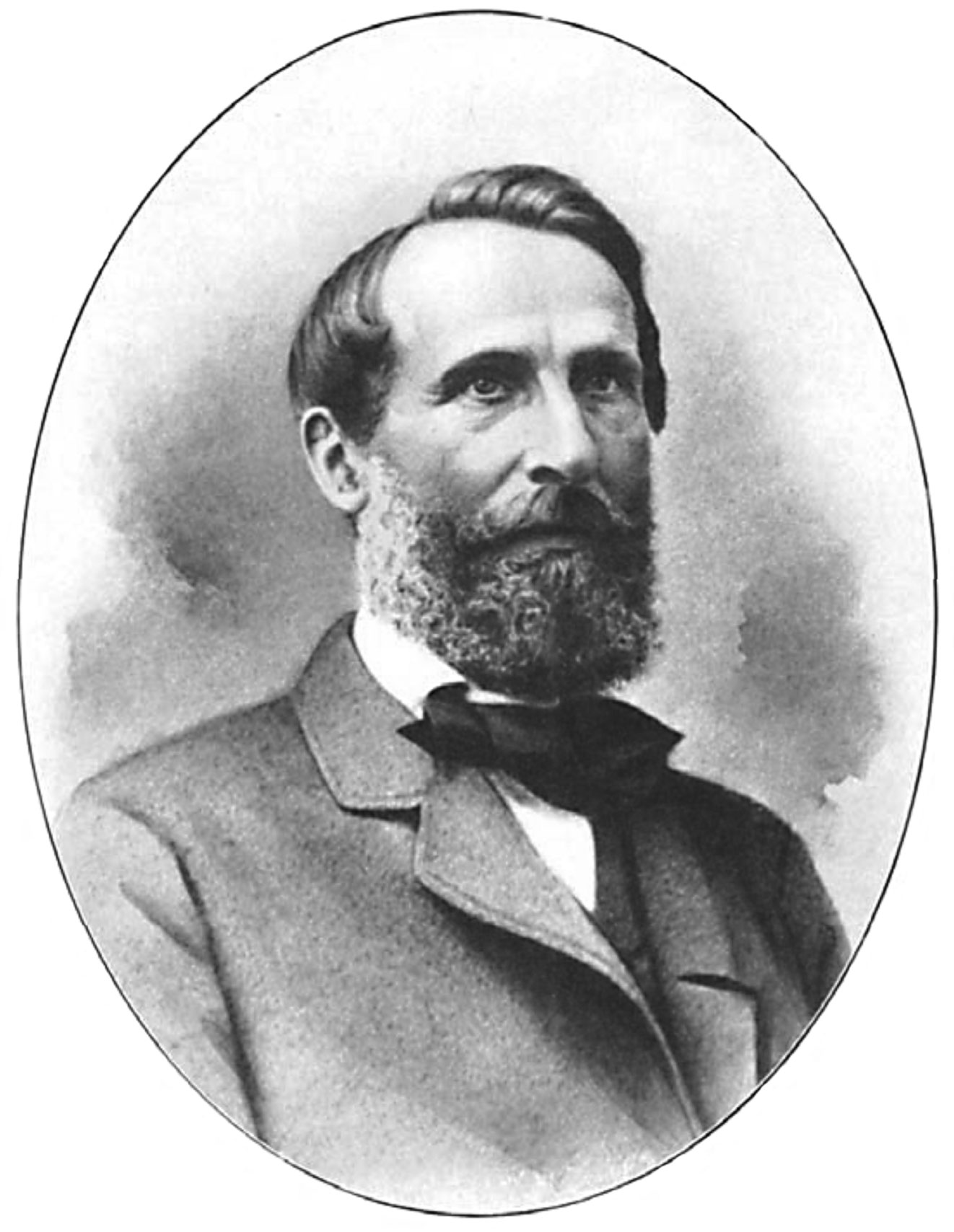
Ludwig Franz Alexander Winther

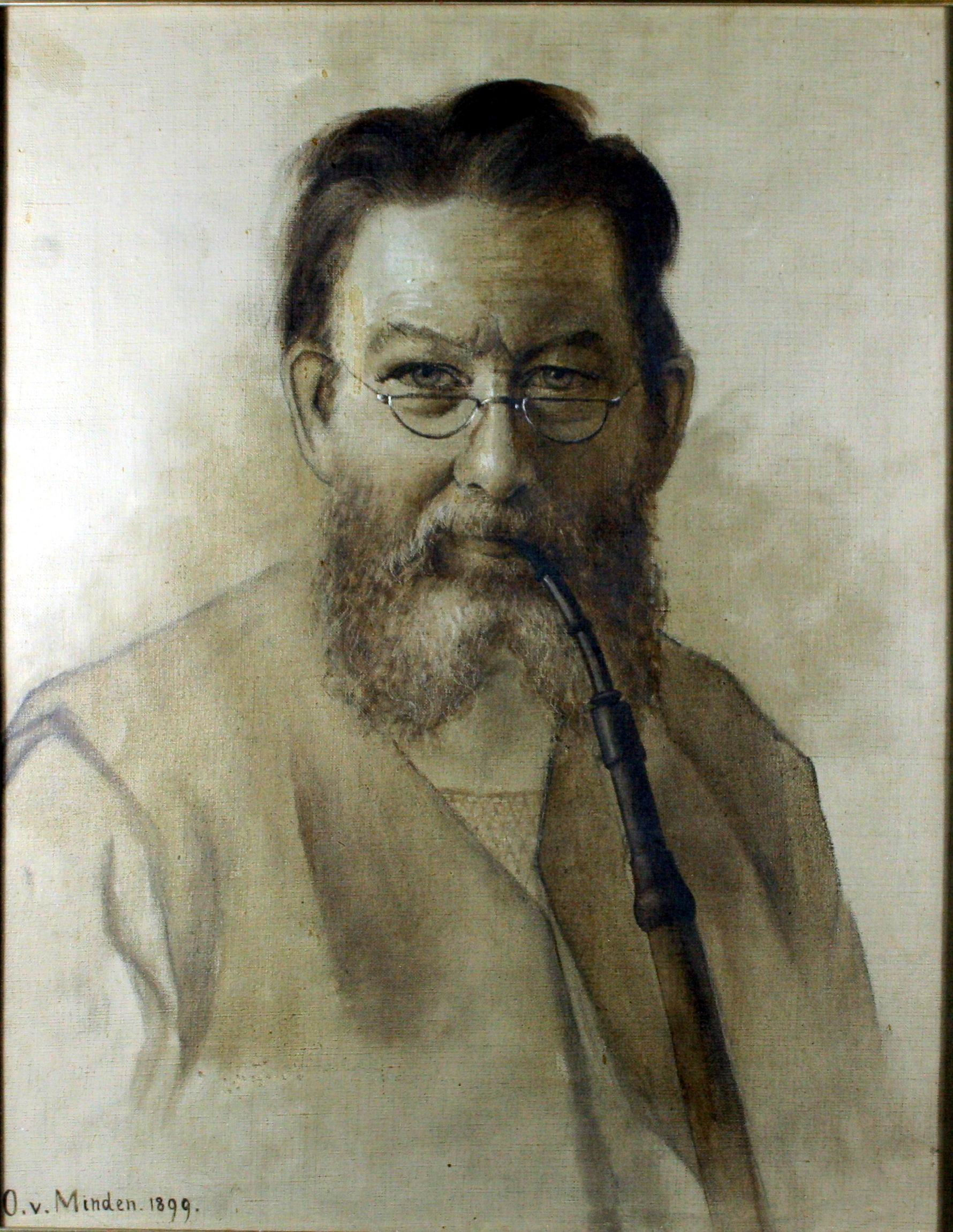
Julius Preller

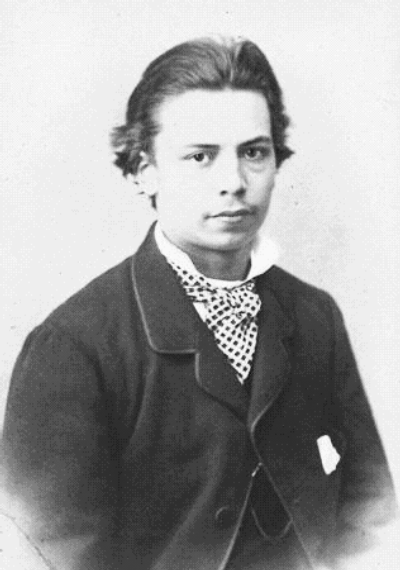
Philipp Mainländer

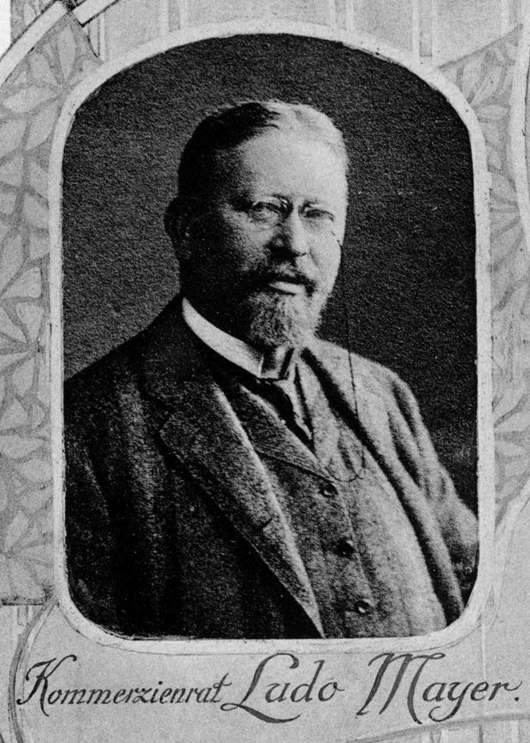
Ludo Mayer

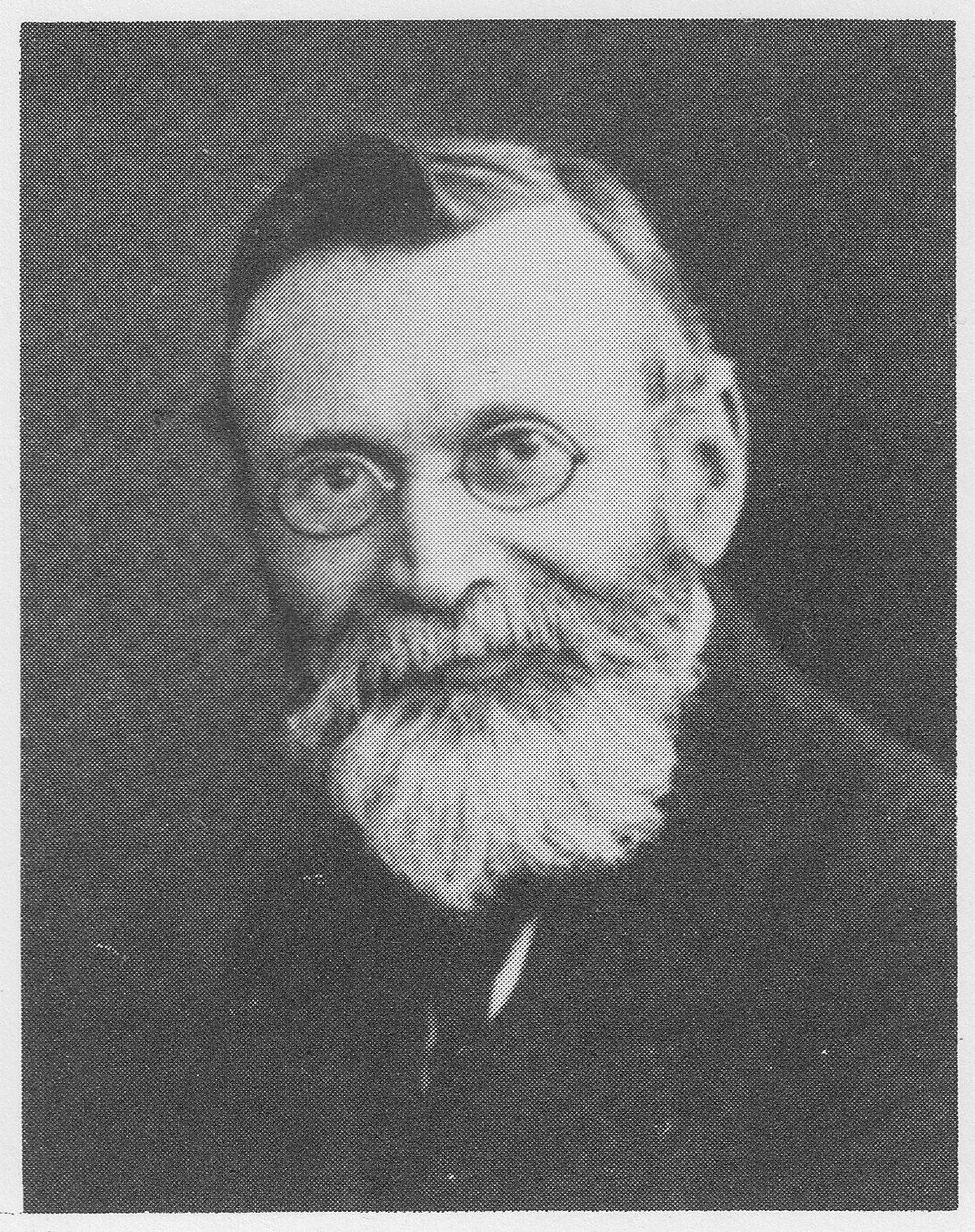
Karl Brockmann

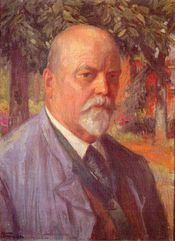
Johannes Lippmann

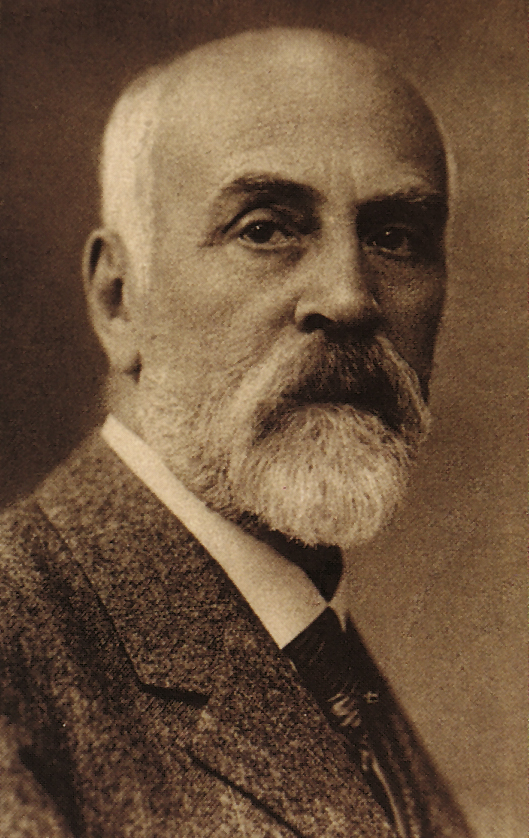
Robert Weintraud

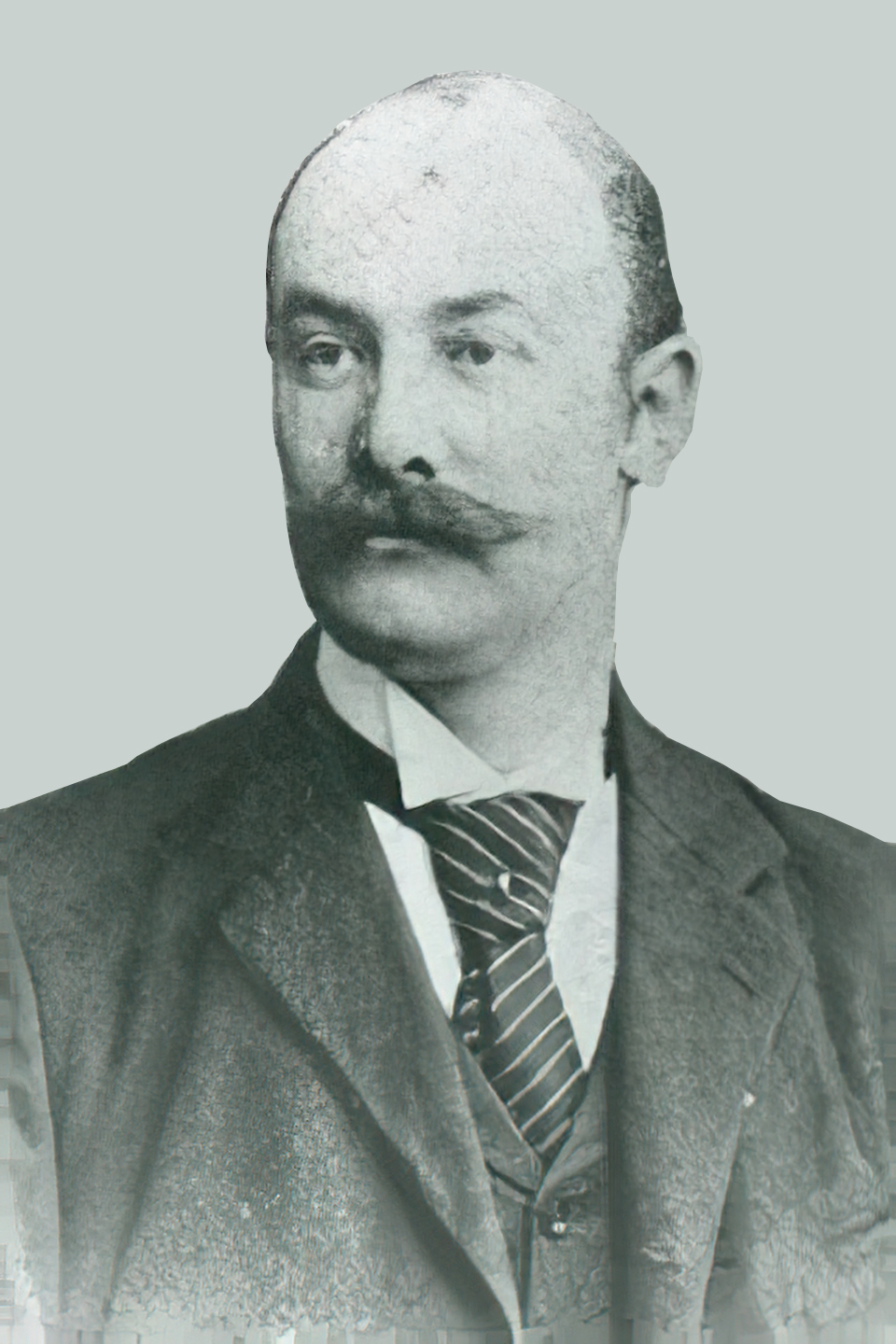
Adalbert Rinck von Starck

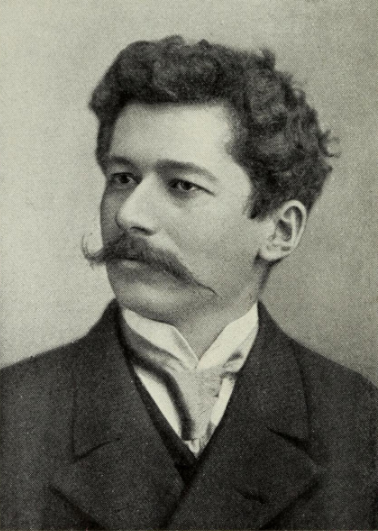
Carl Fuchs

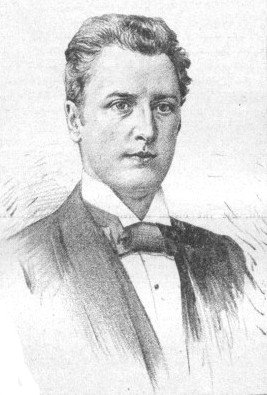
Otto Rippert

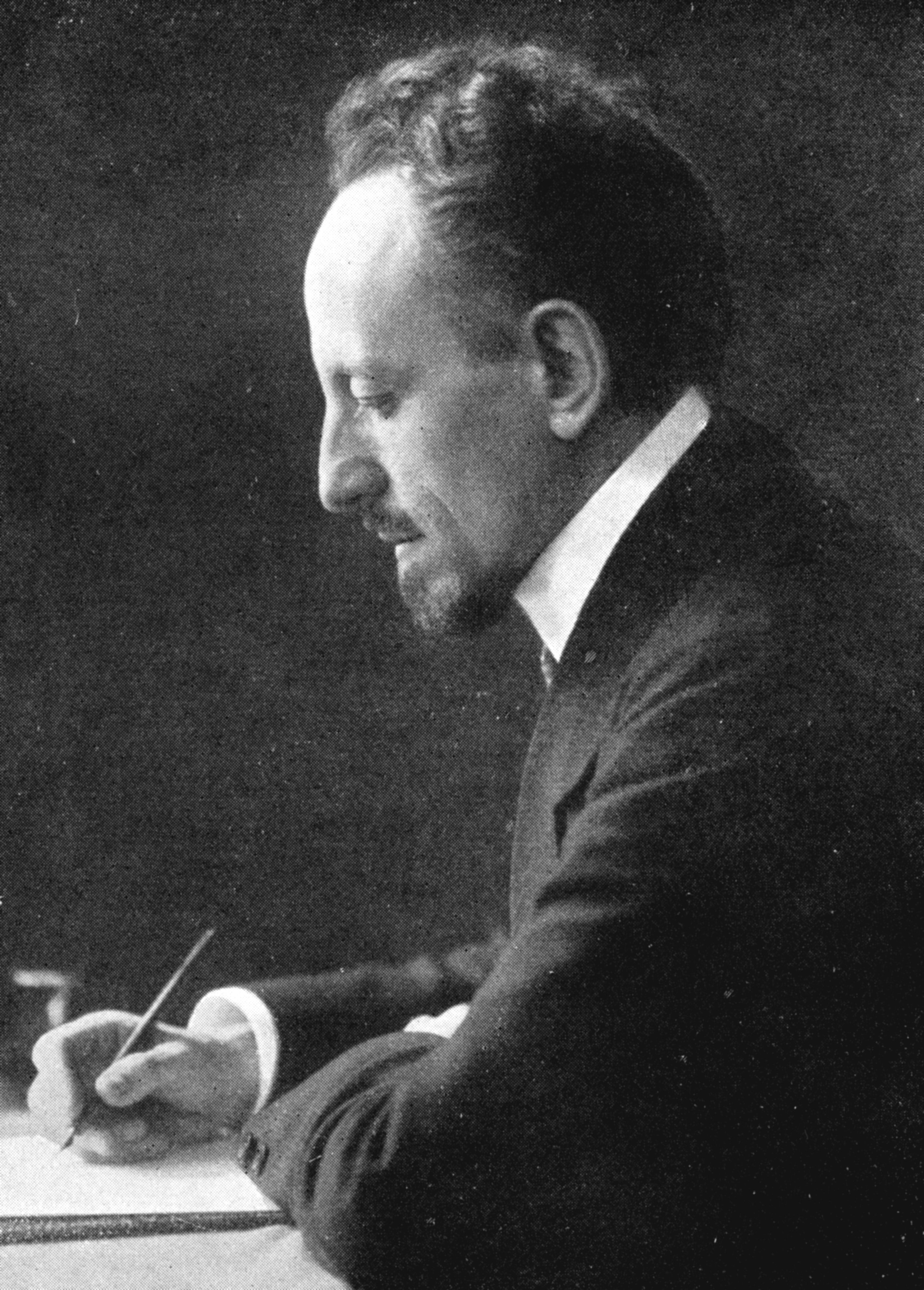
Wilhelm Schlink

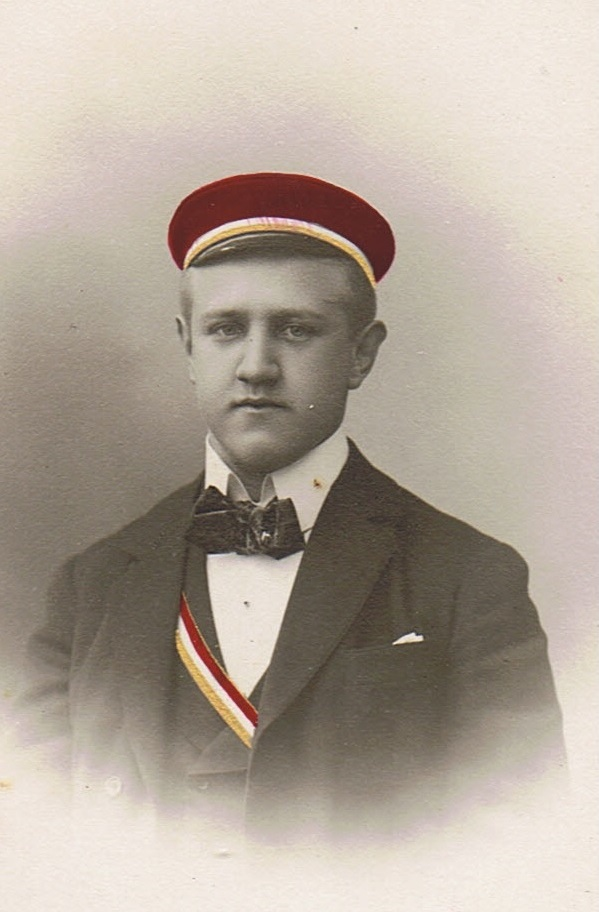
Heinrich Kochendörffer

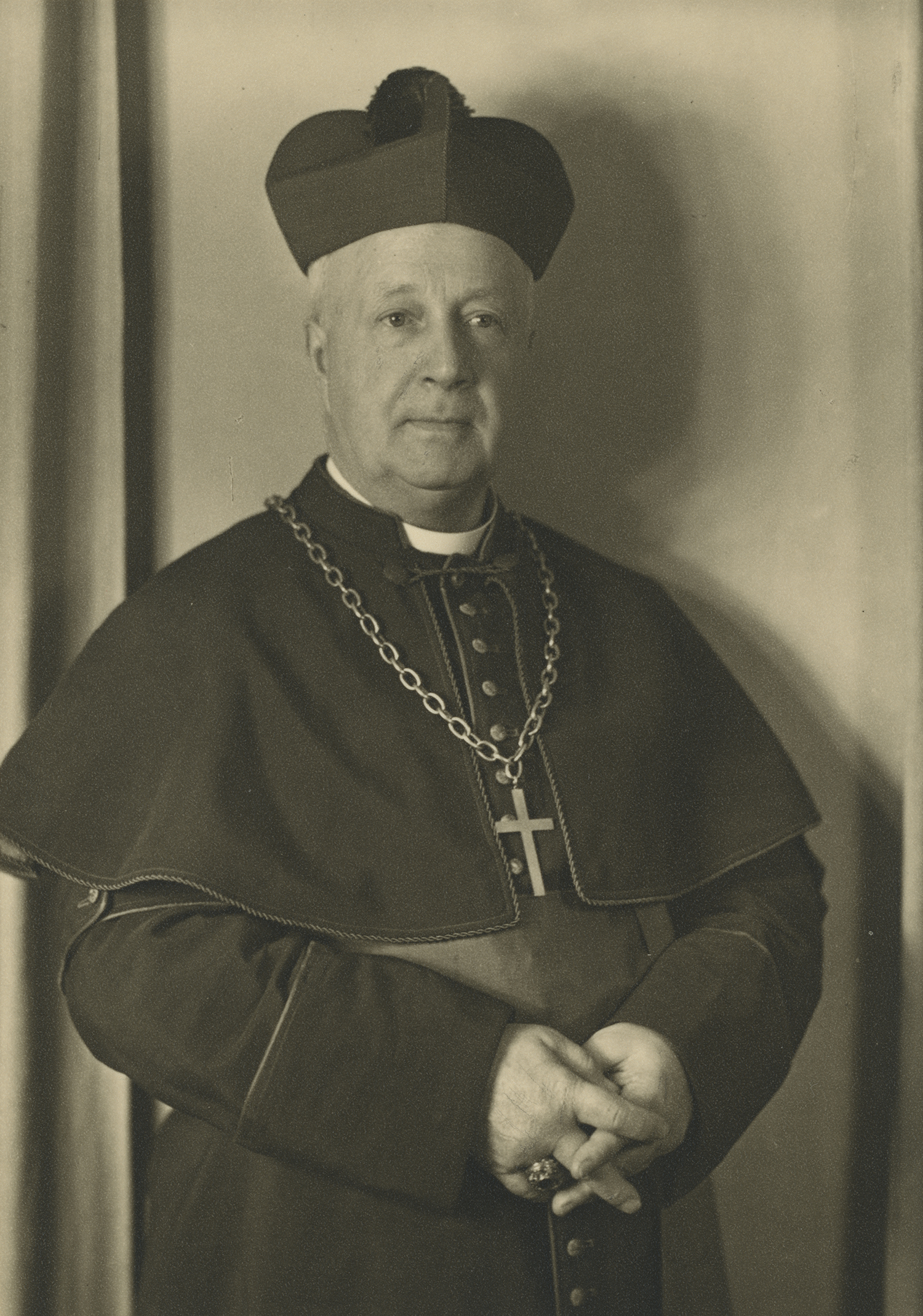
Otto Steinwachs

Heinrich Ritzel

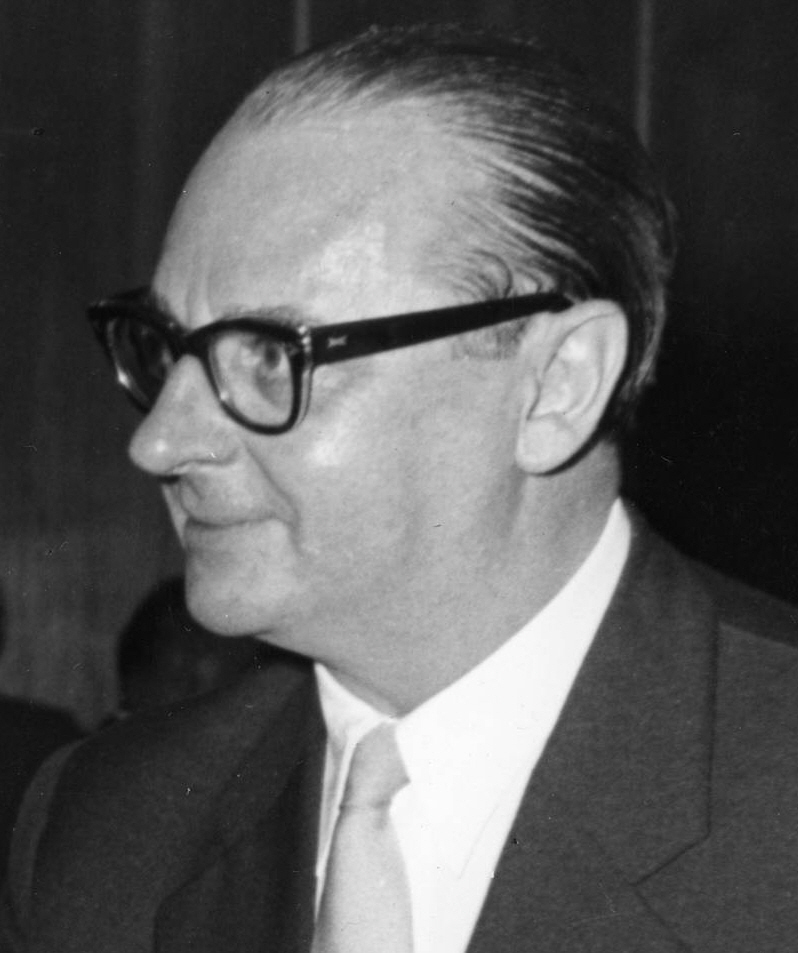
Heinrich von Brentano

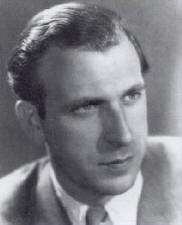
Hans Hotter

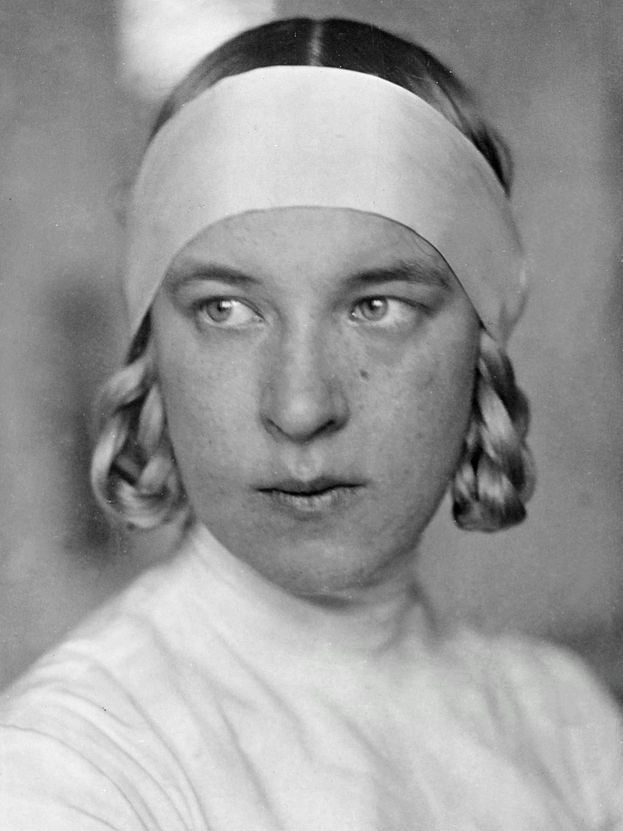
Helene Mayer

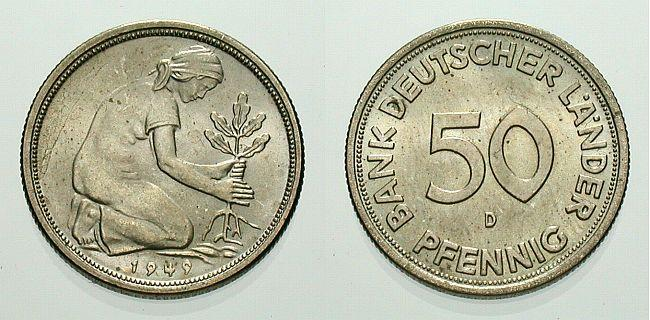
Gerda Johanna Werner

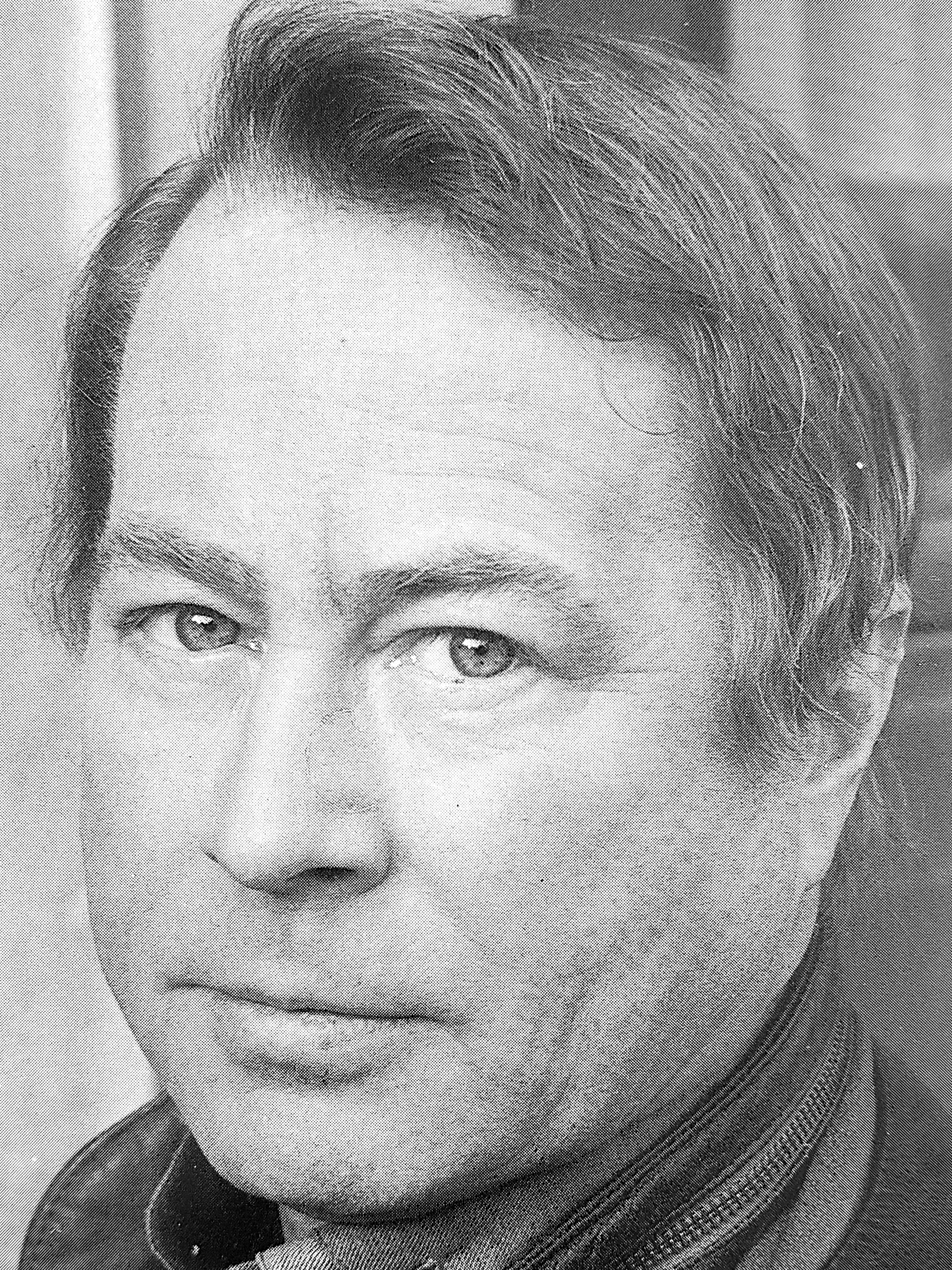
Gerd Potyka

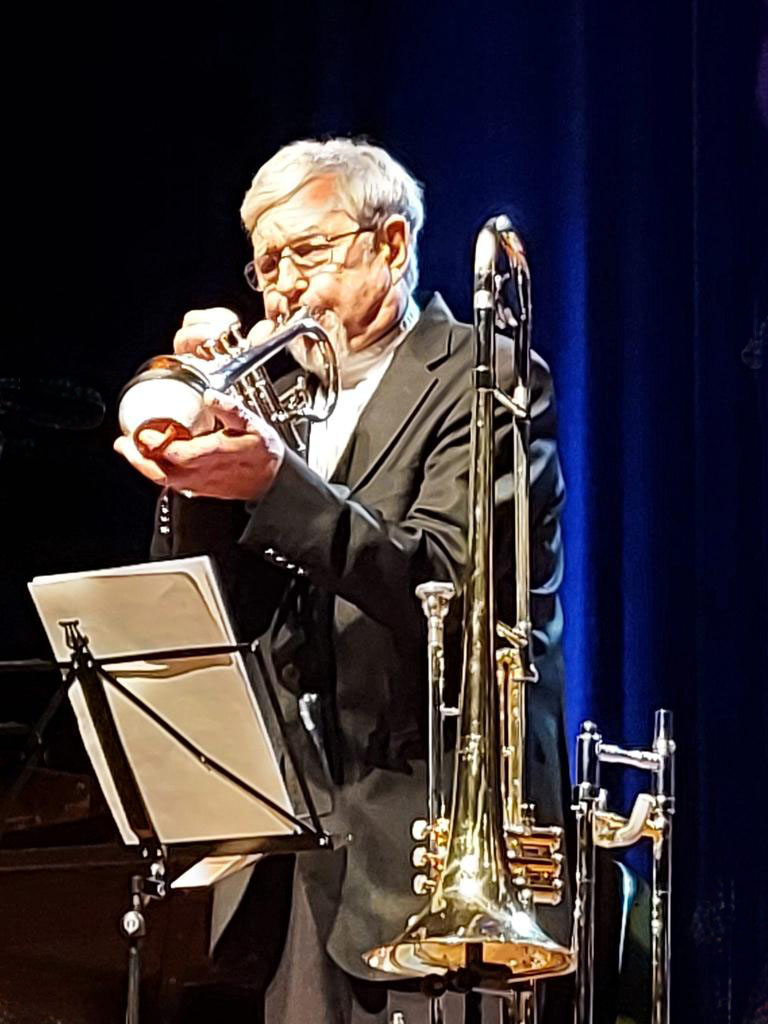
Horst Schwarz

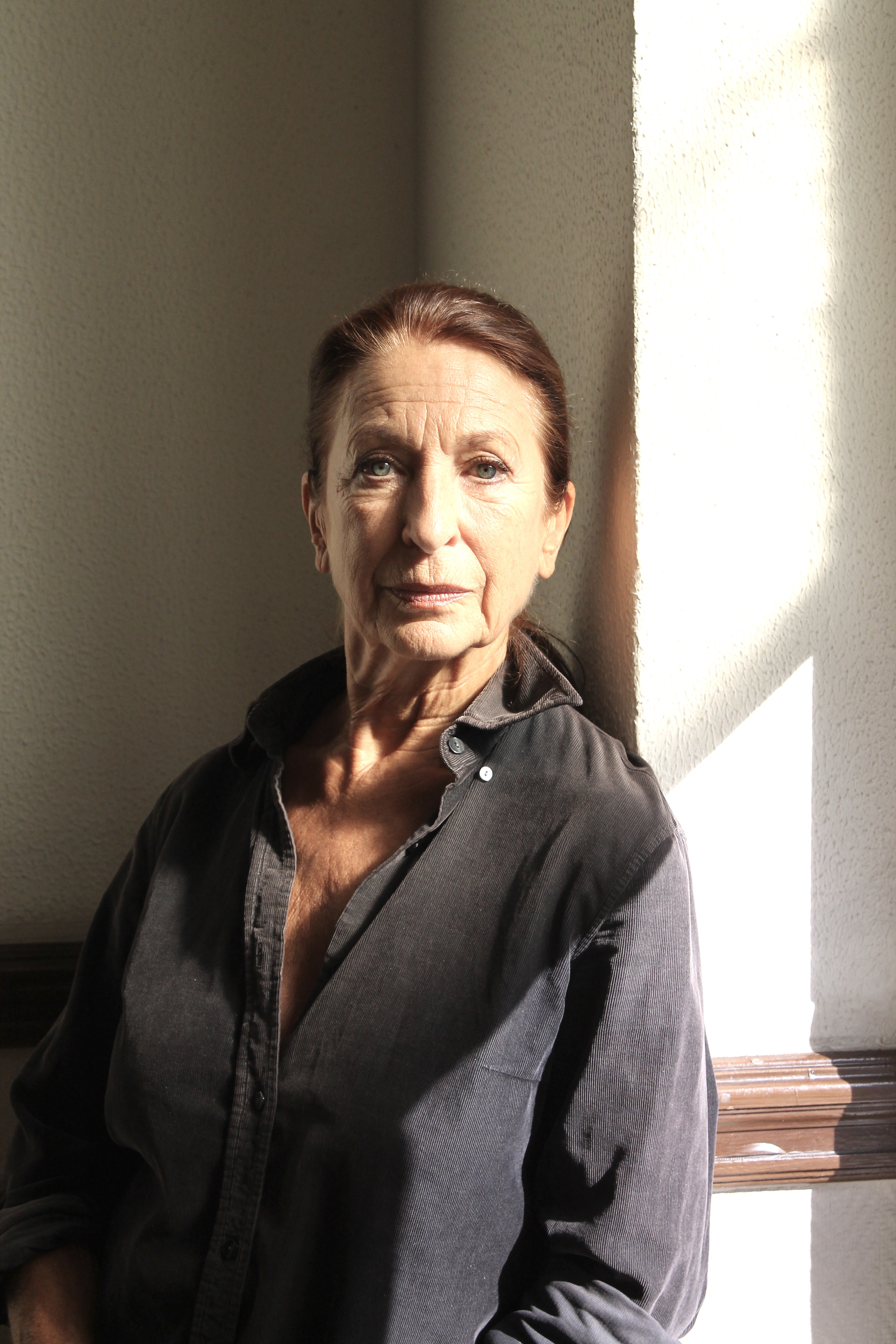
Daniela Ziegler

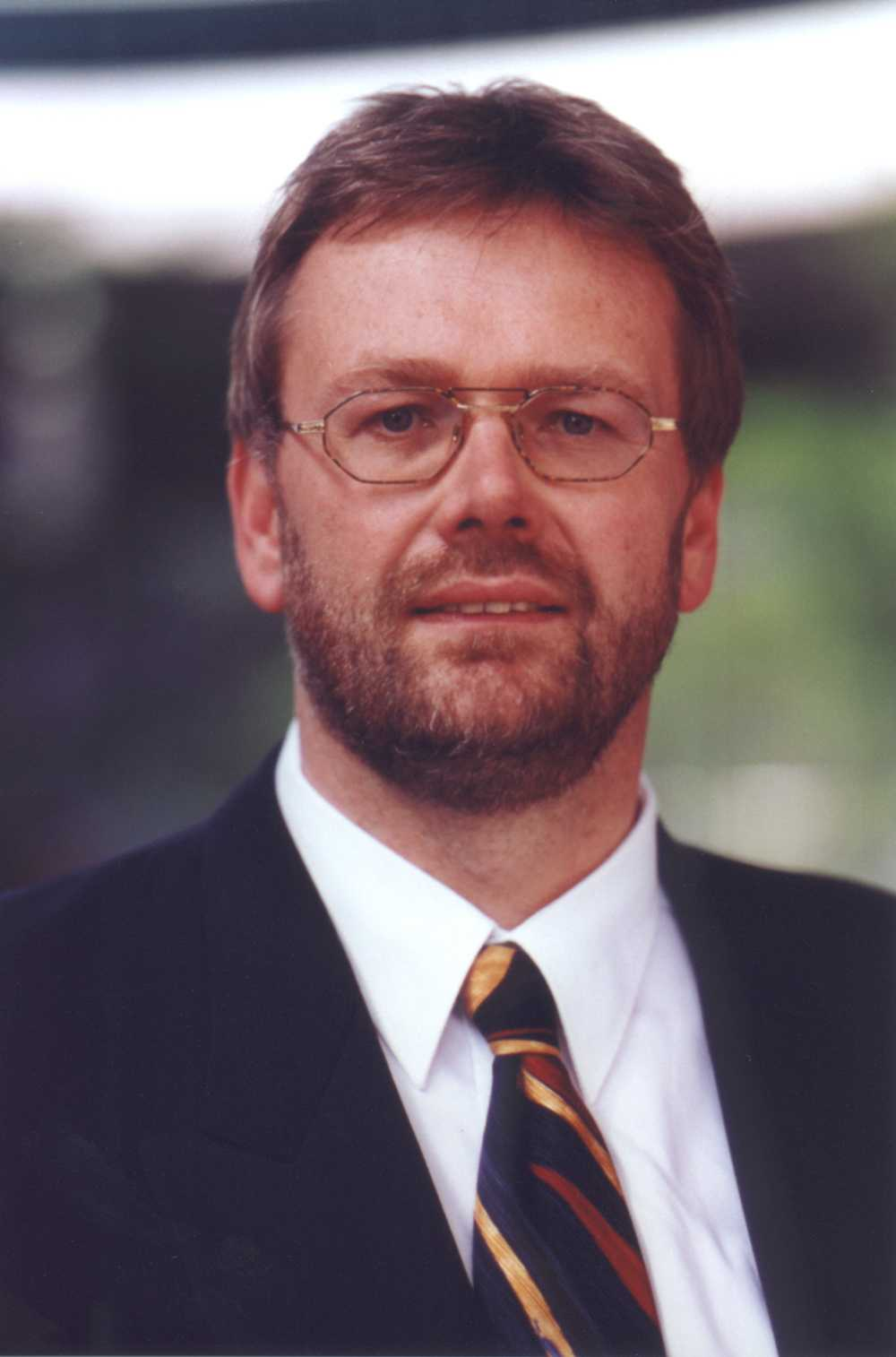
Gerhard Grandke

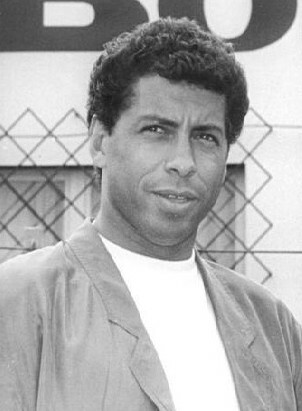
Jimmy Hartwig

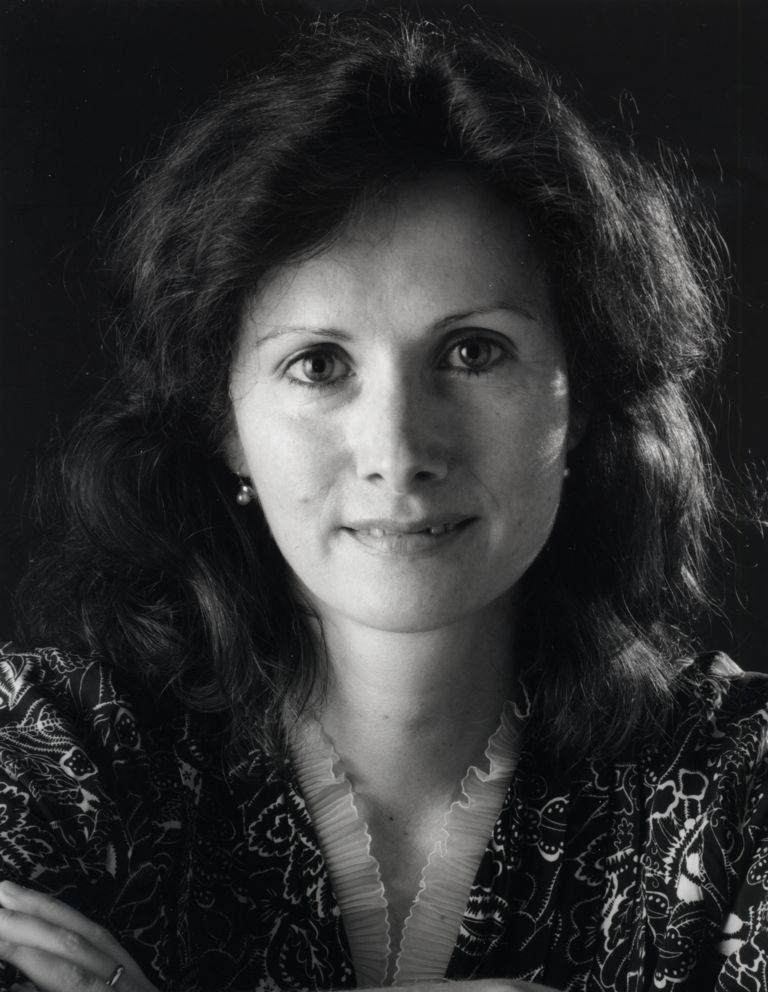
Marion Kemmerzell

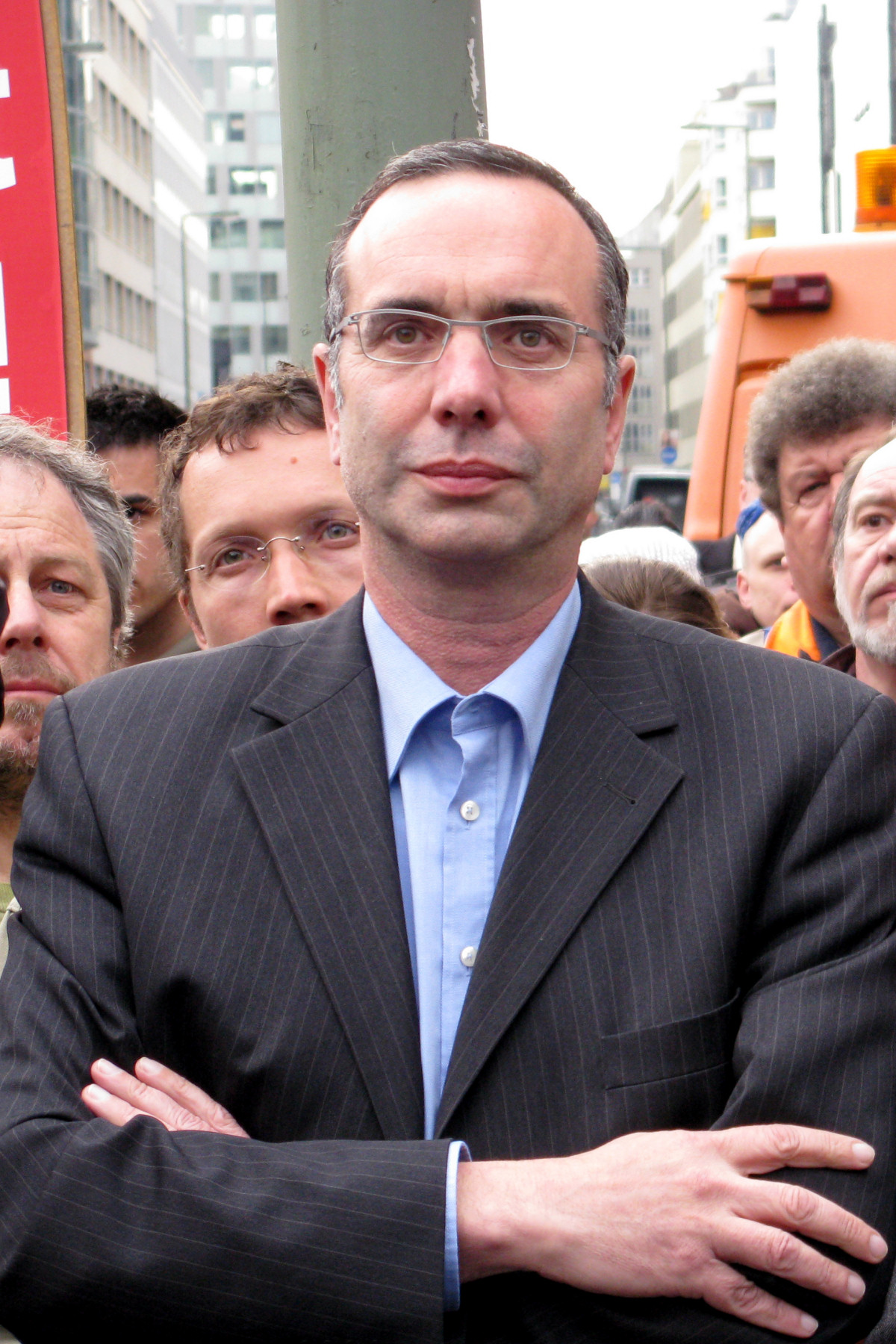
Harald Wolf

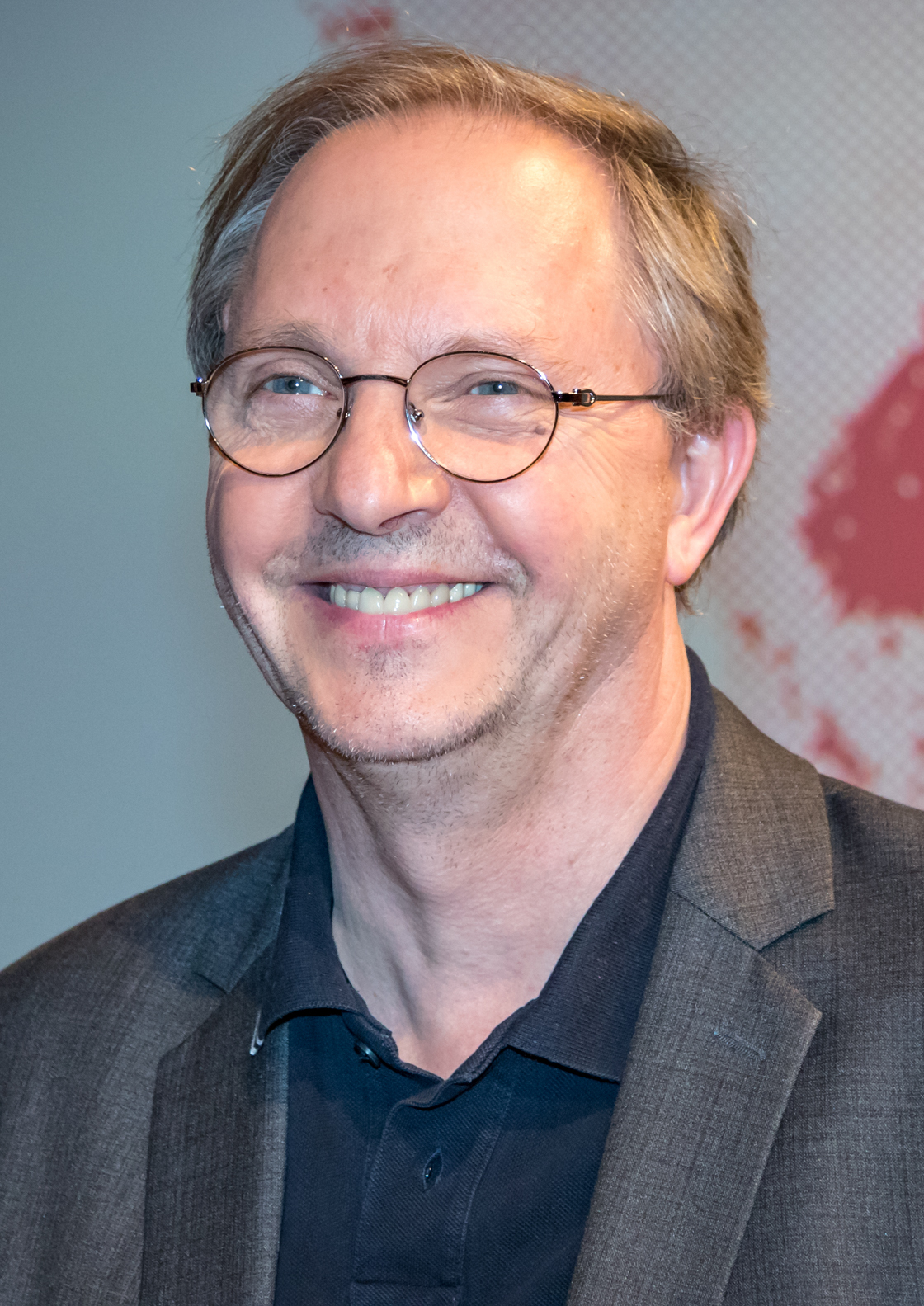
Olli Dittrich

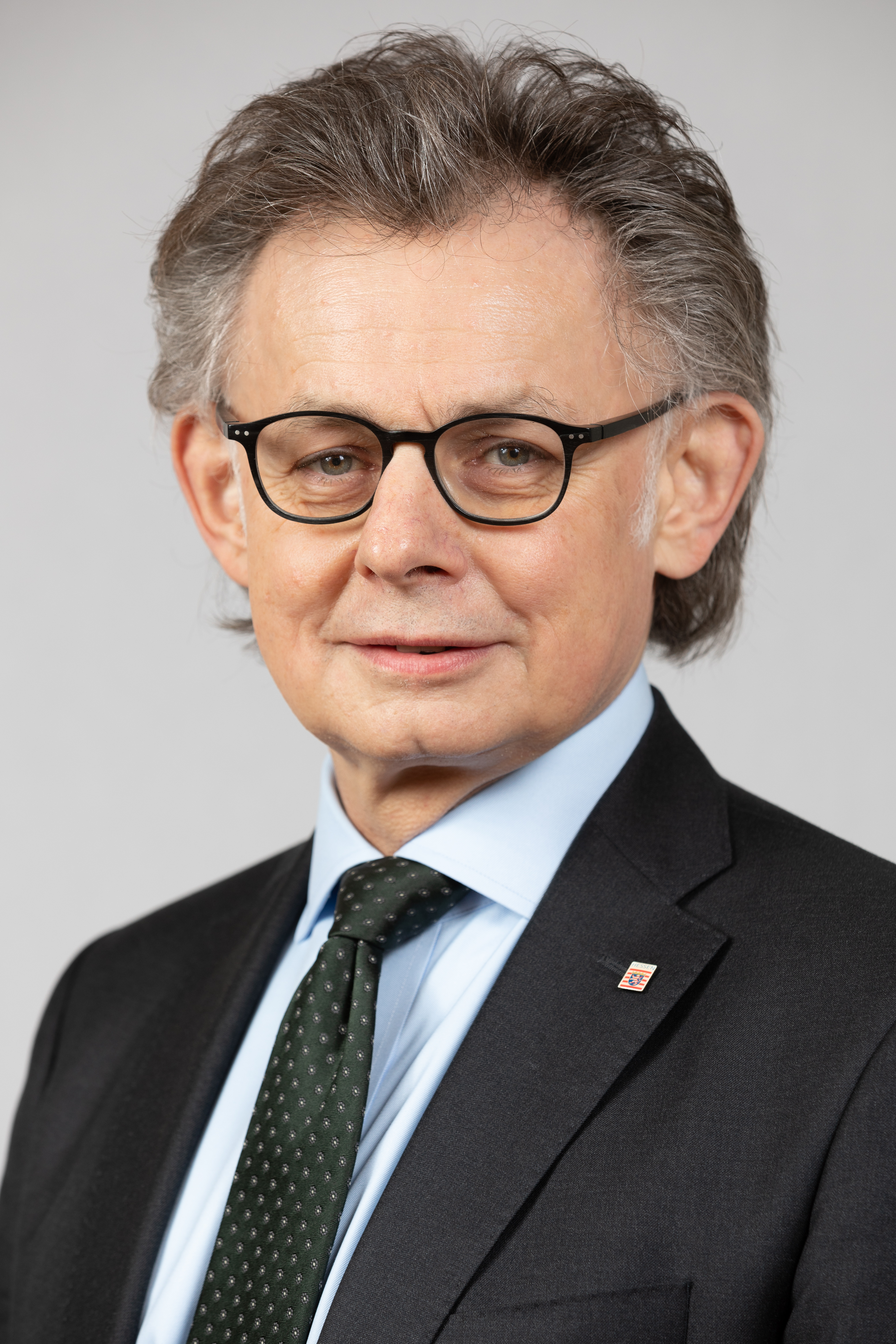
Michael Bußer

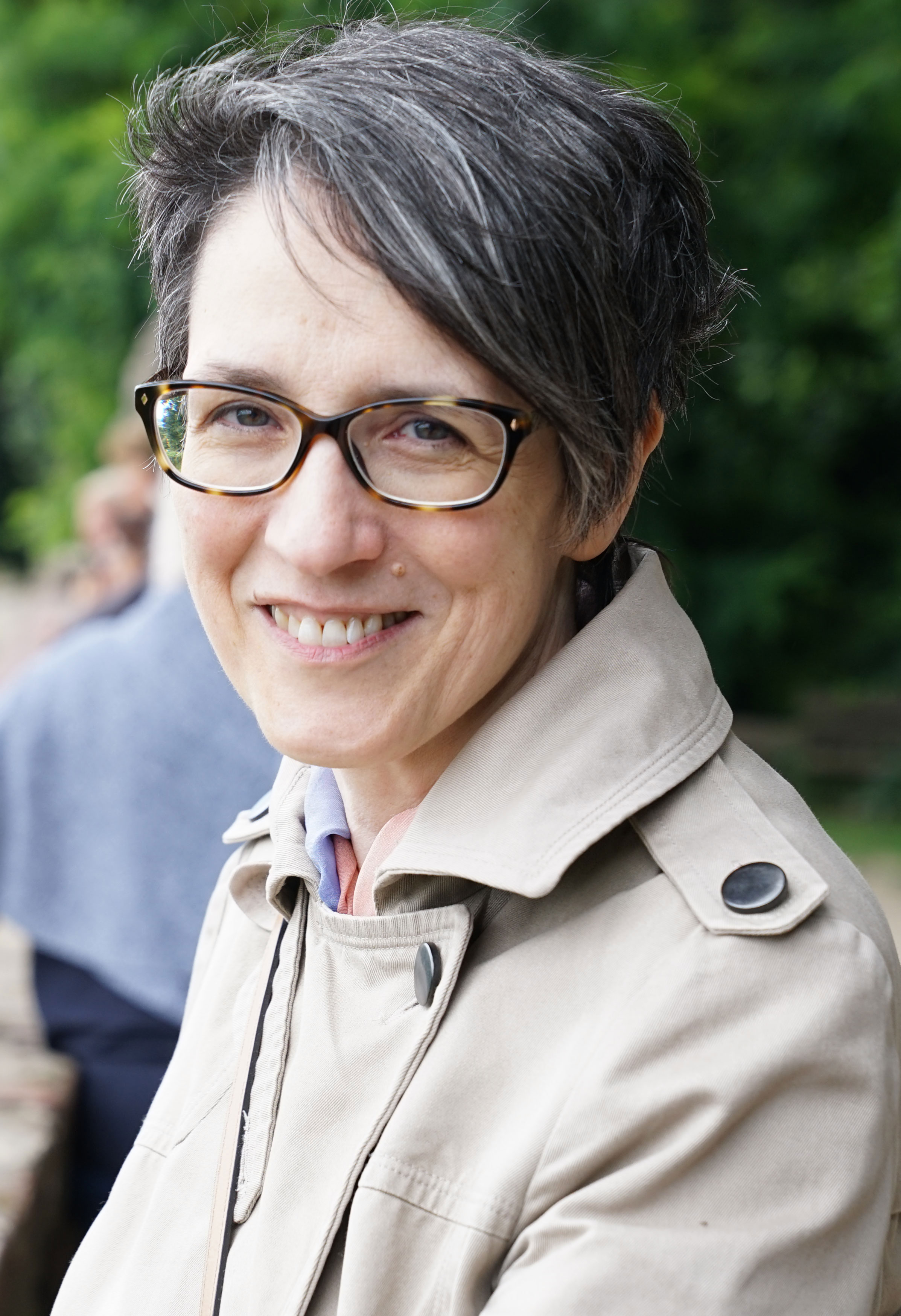
Sonja Toepfer

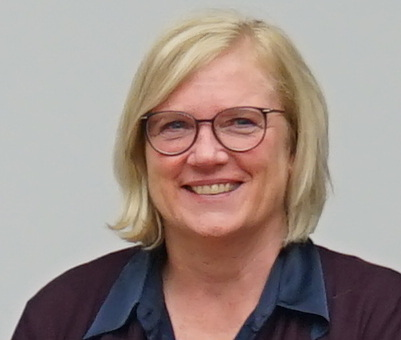
Sabine Freitag

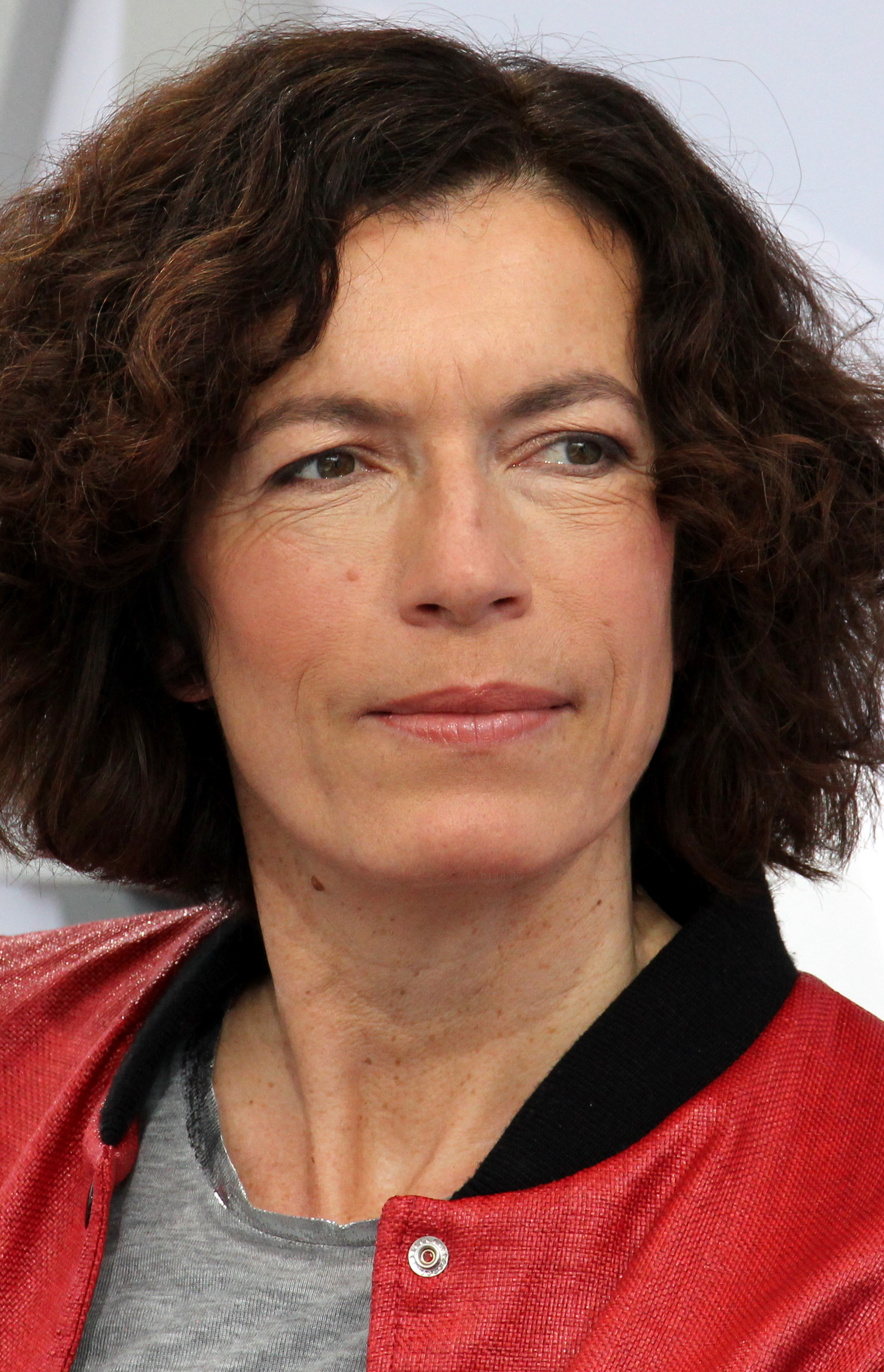
Anne Weber

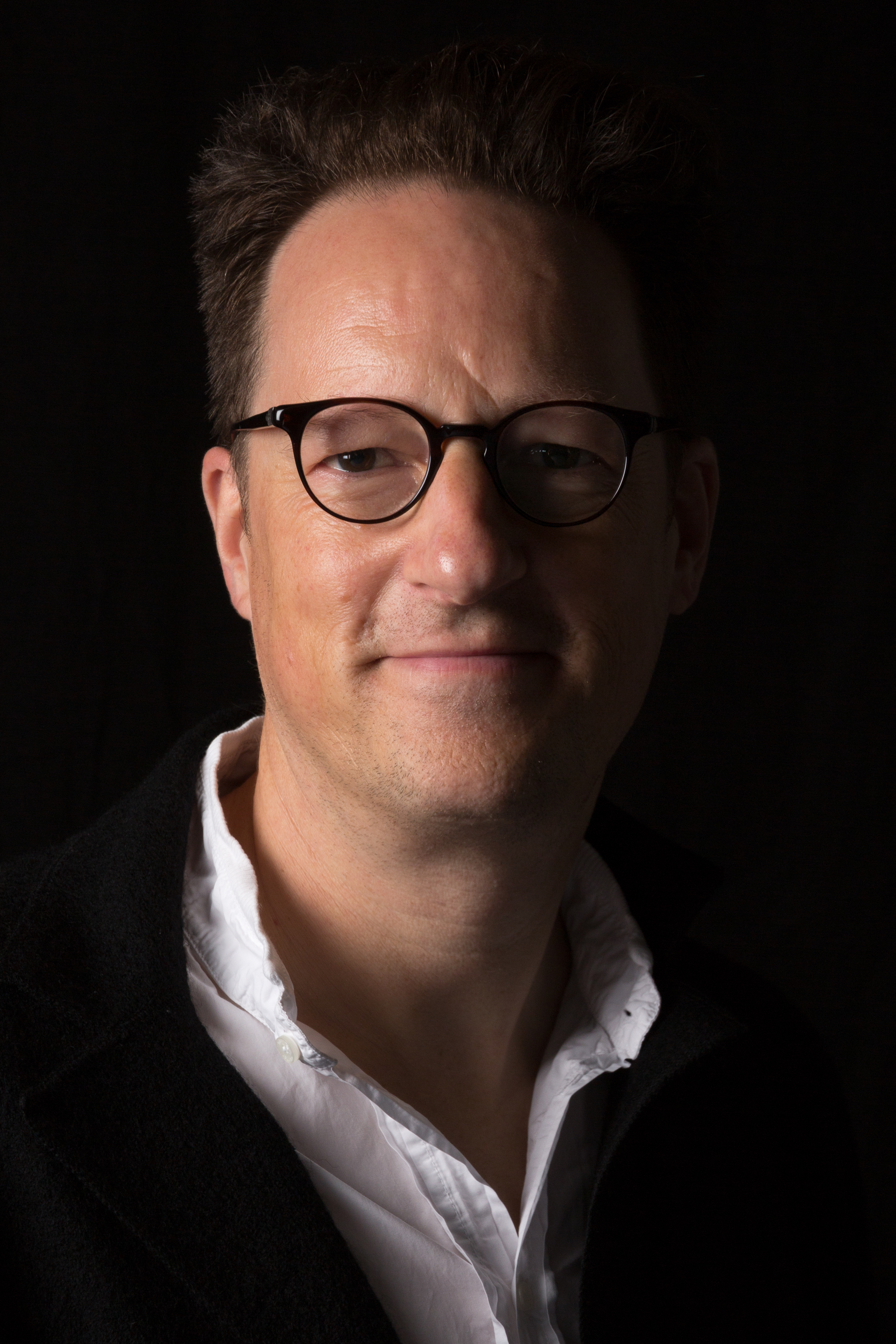
Thilo von Debschitz

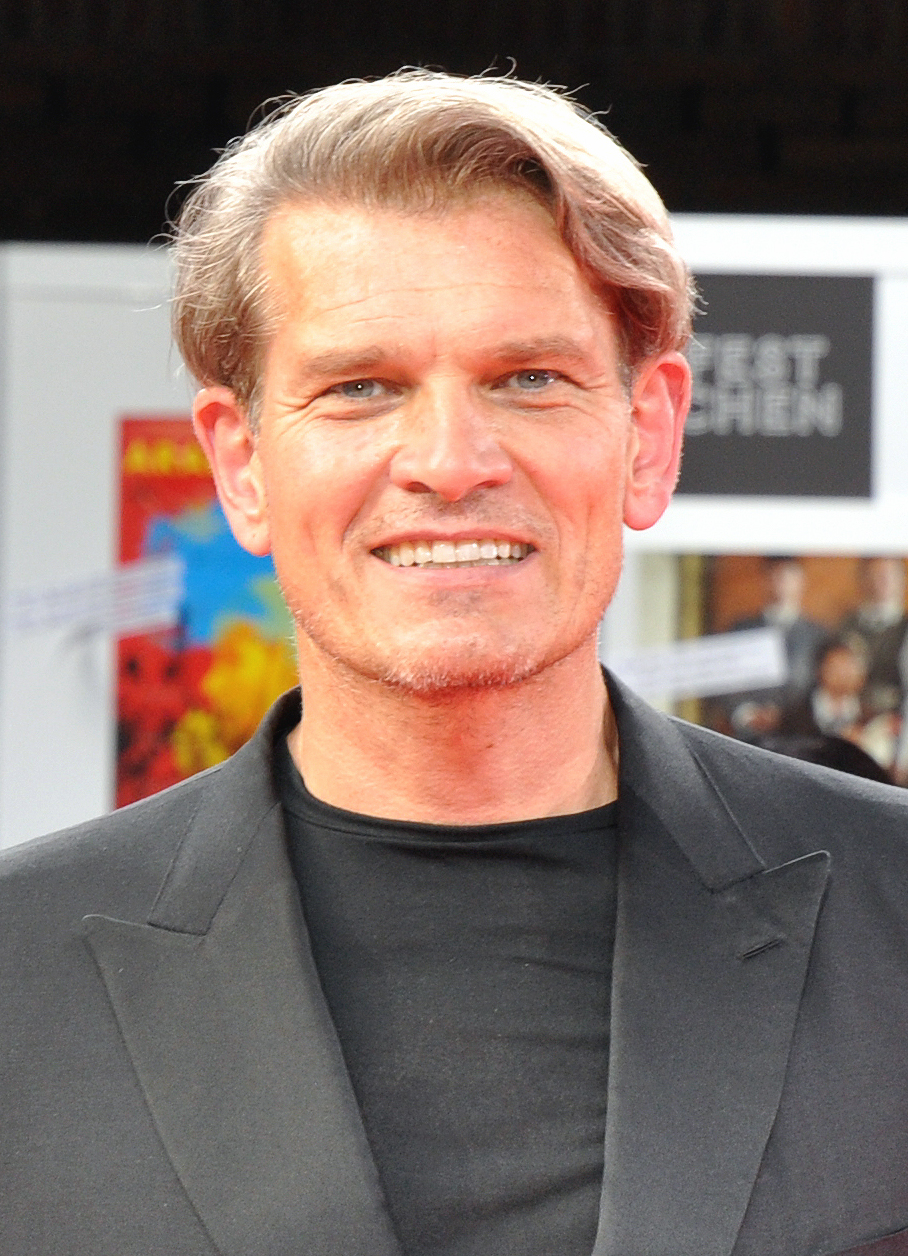
Götz Otto

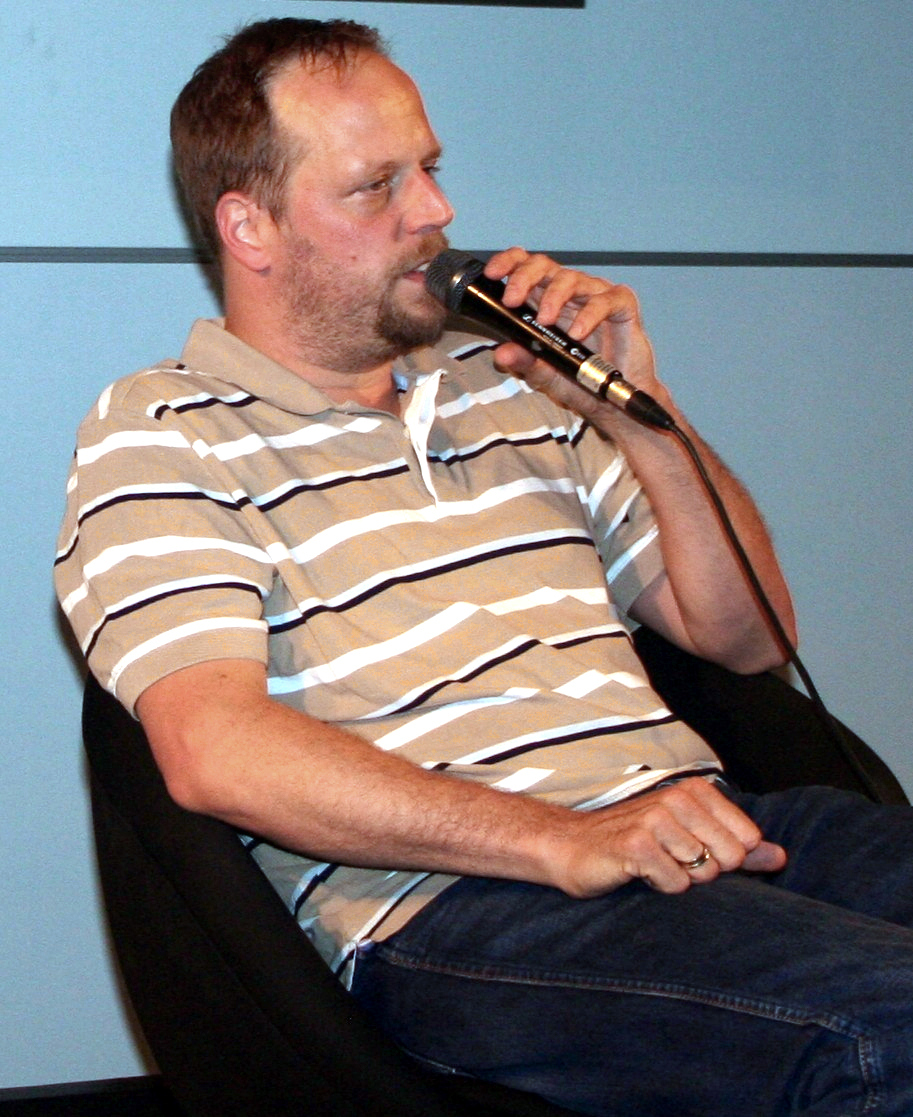
Smudo

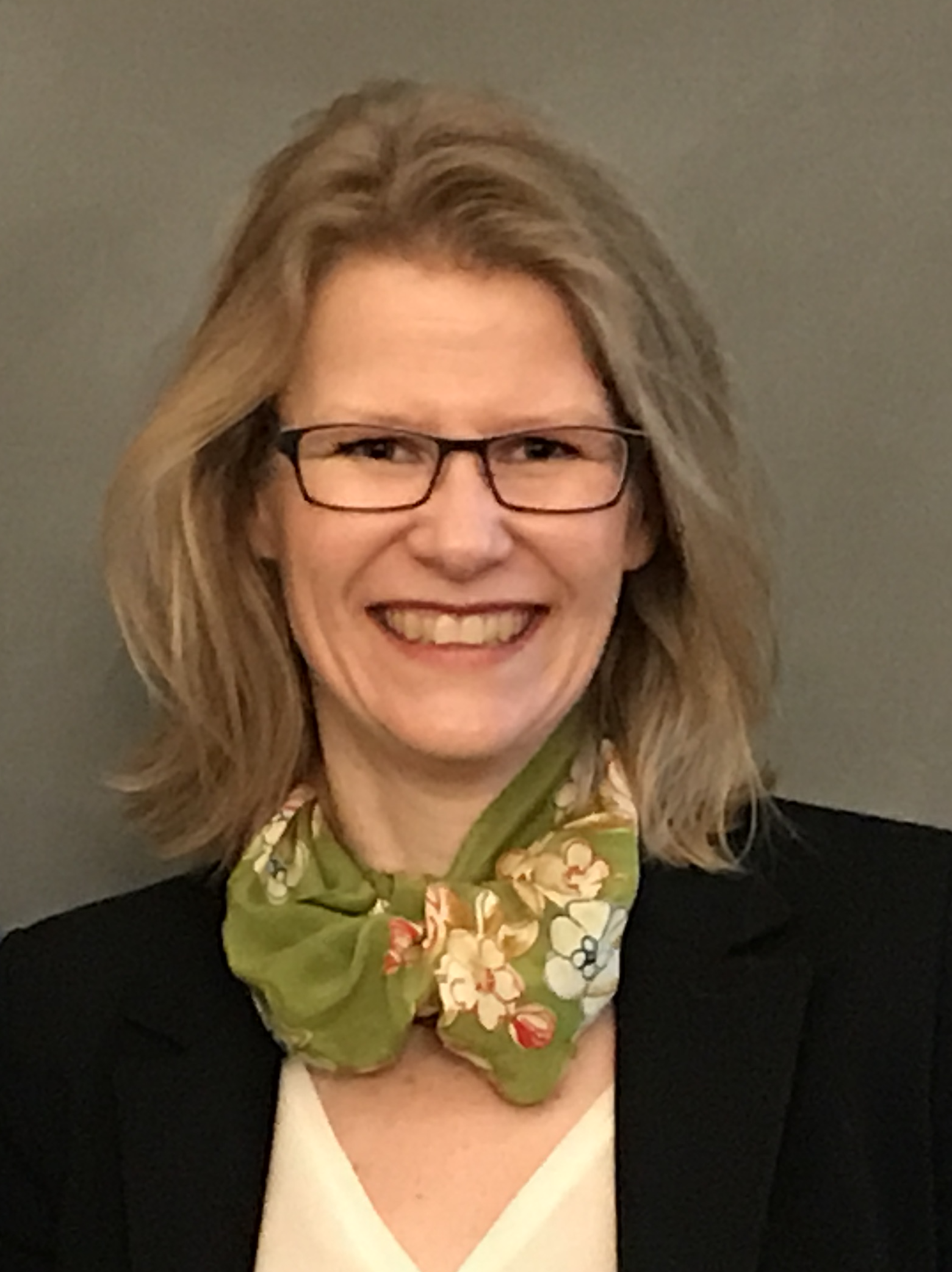
Helma Wennemers

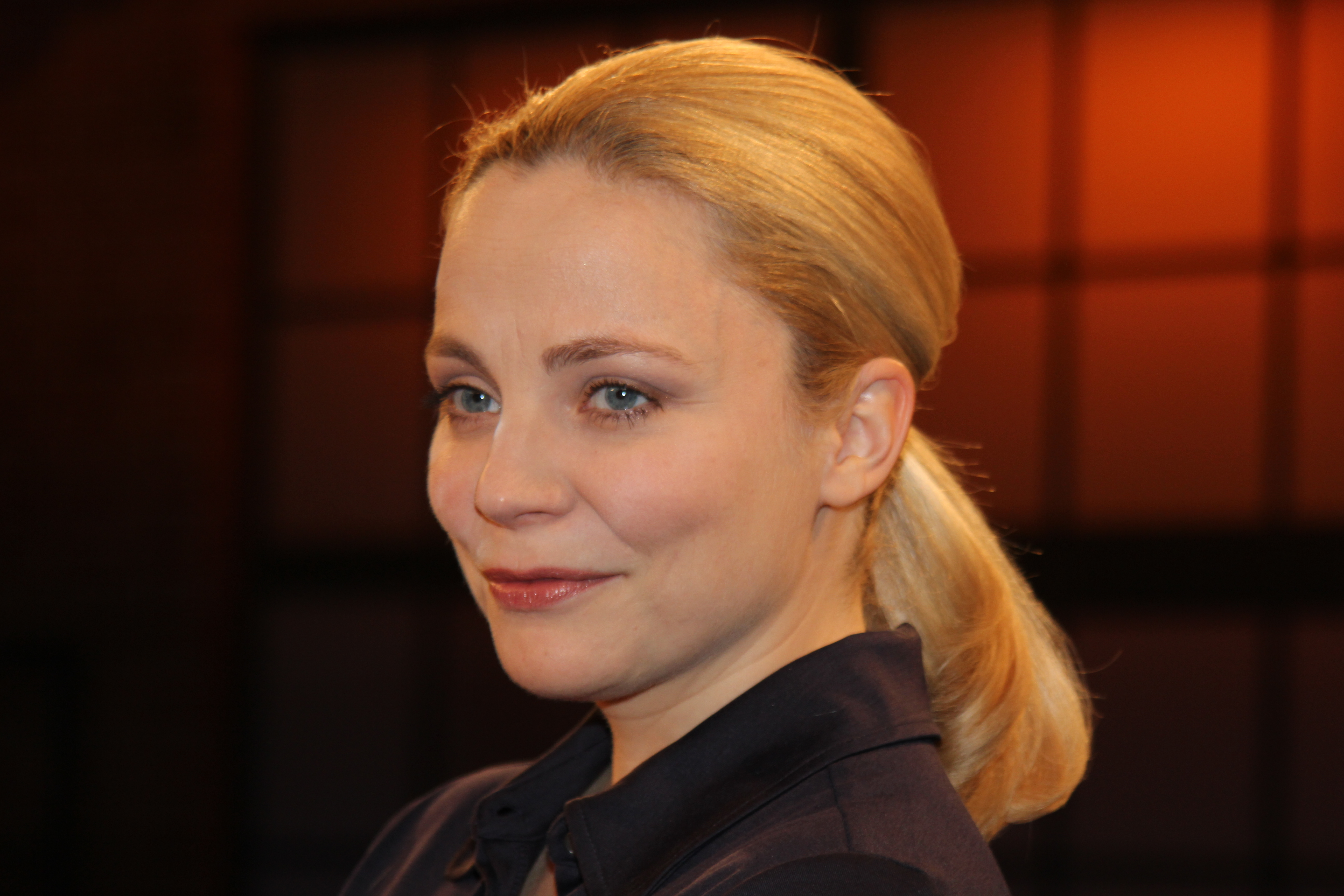
Thea Dorn

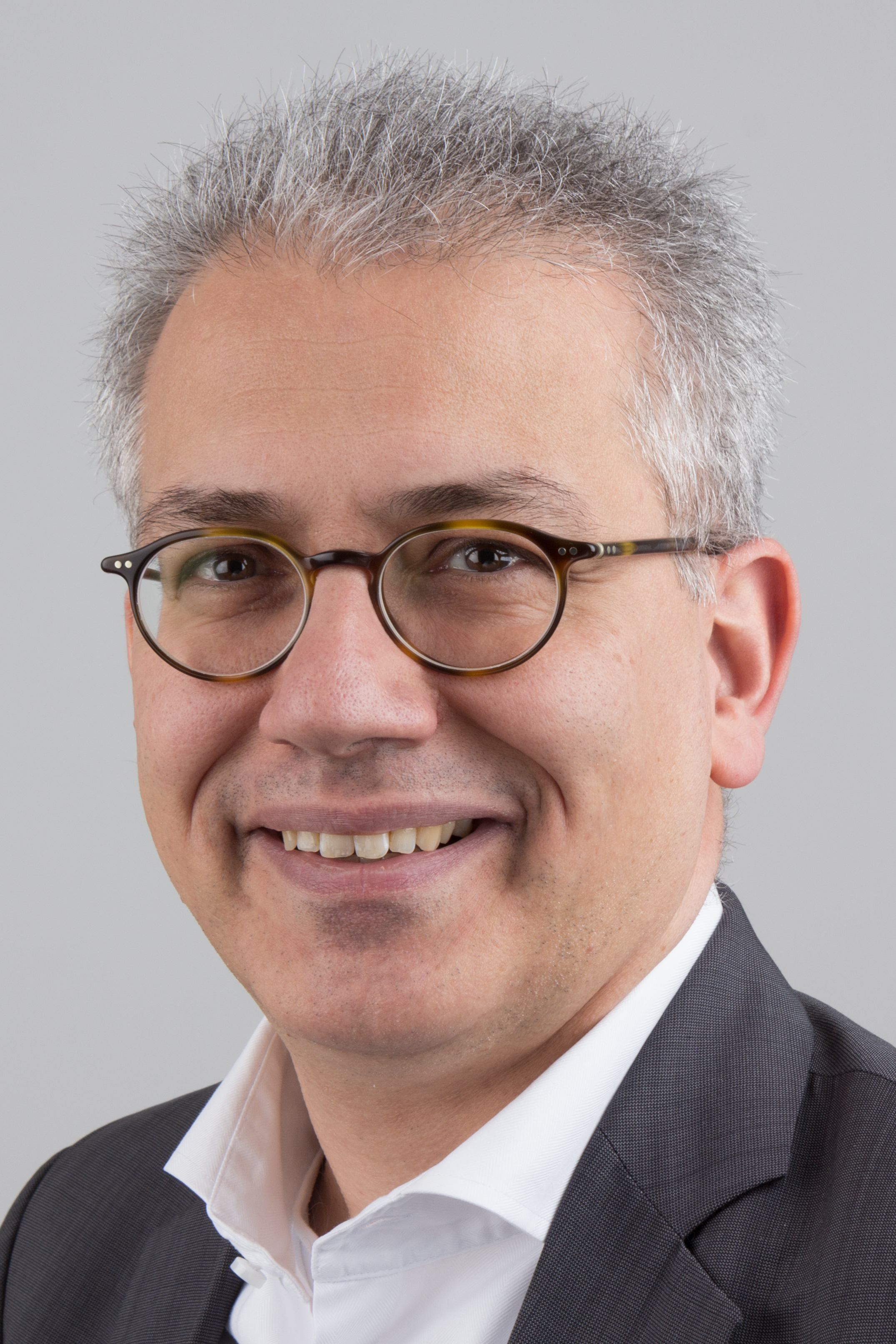
Tarek Al-Wazir

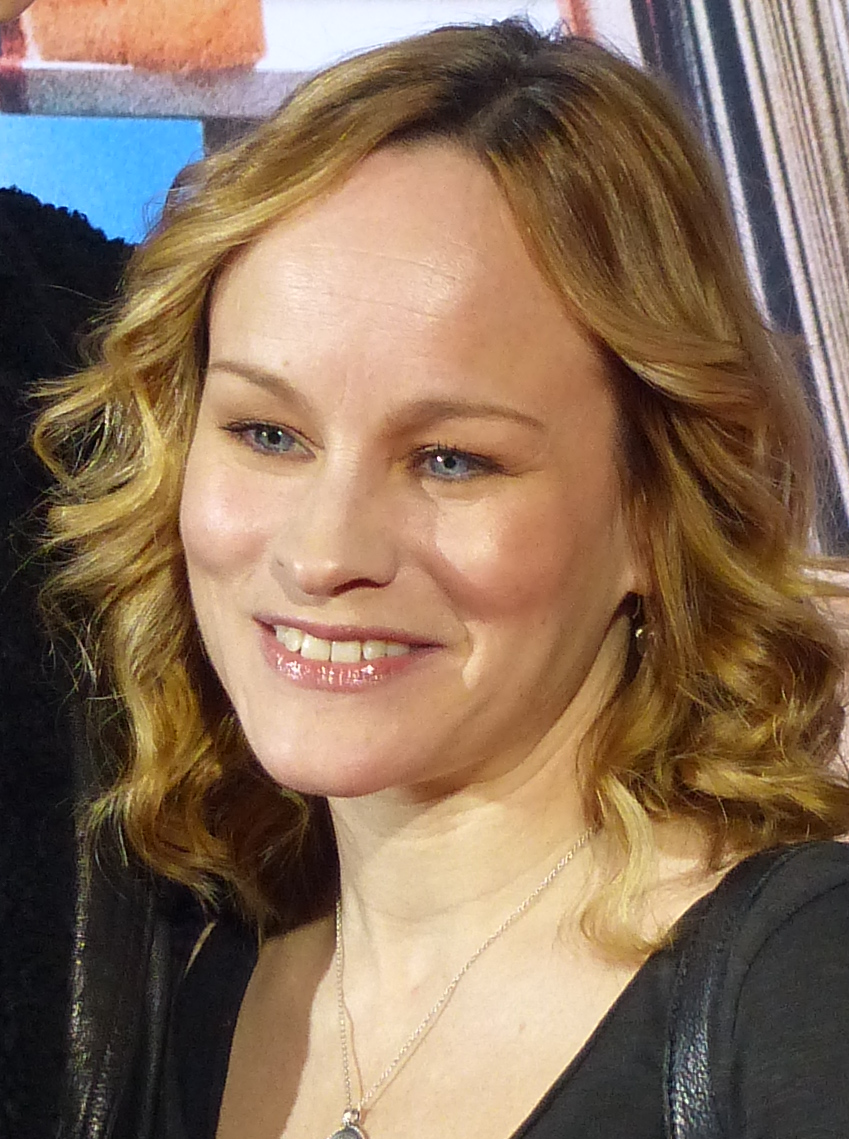
Dorkas Kiefer

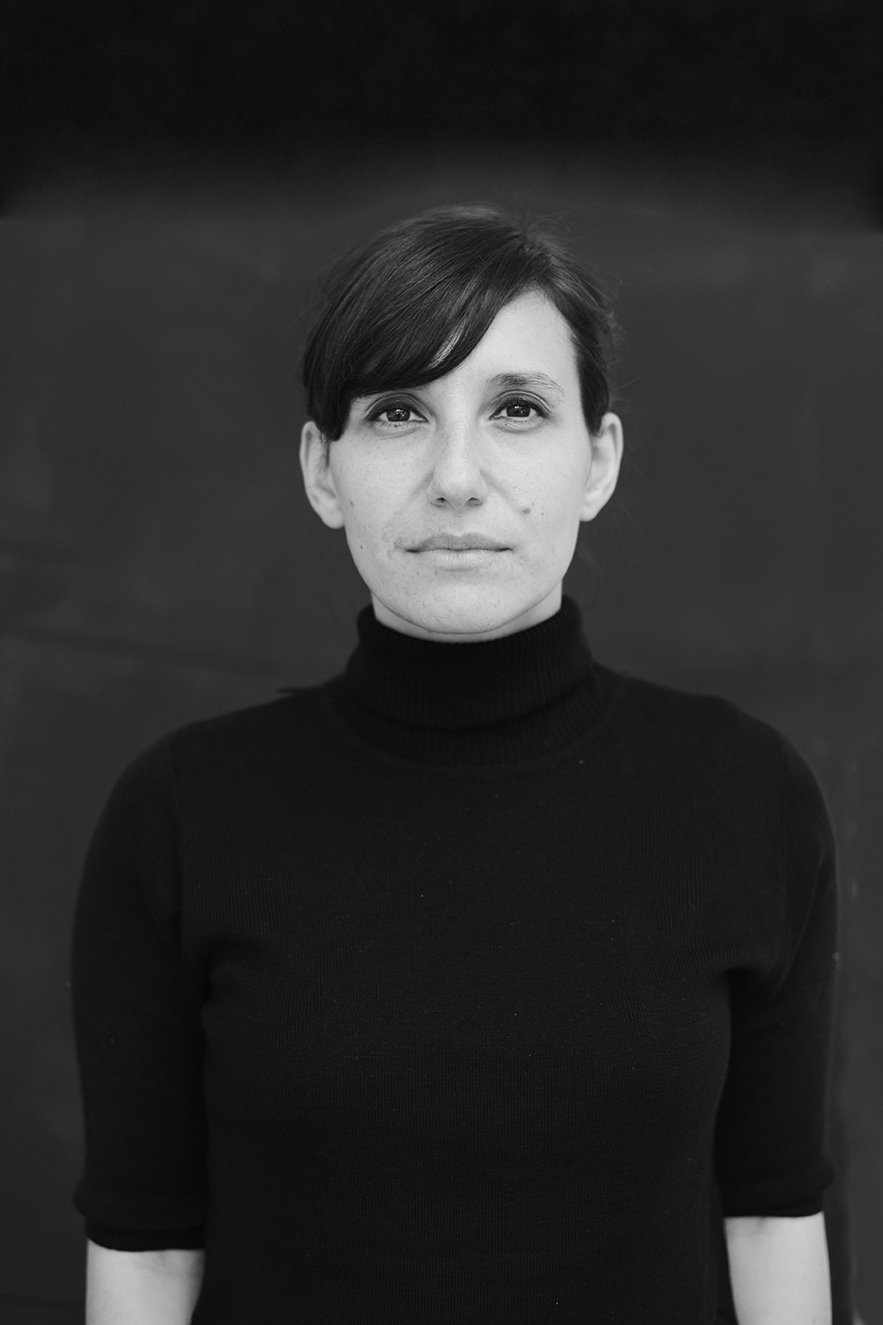
Lilli Messina

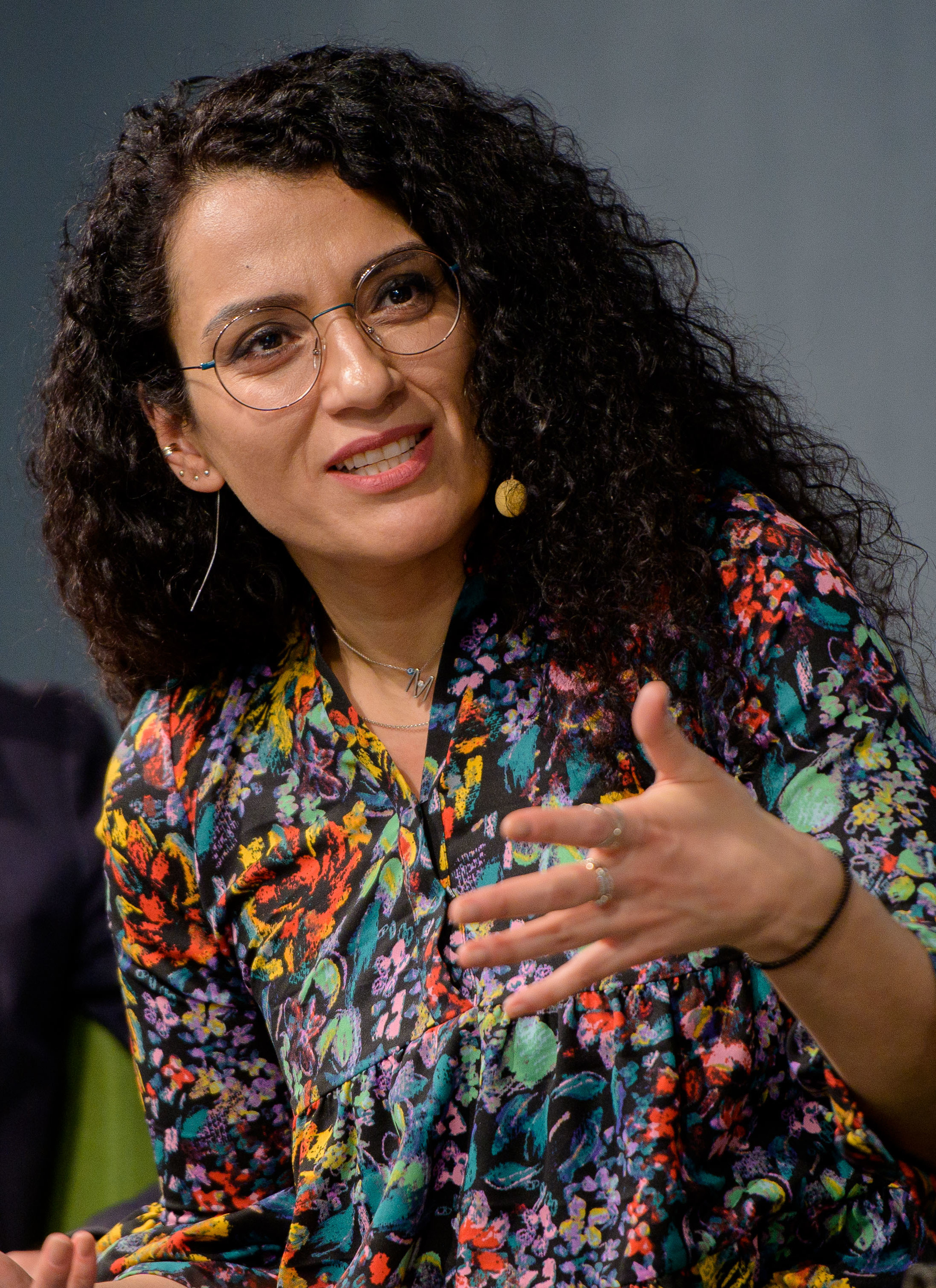
Safiye Can

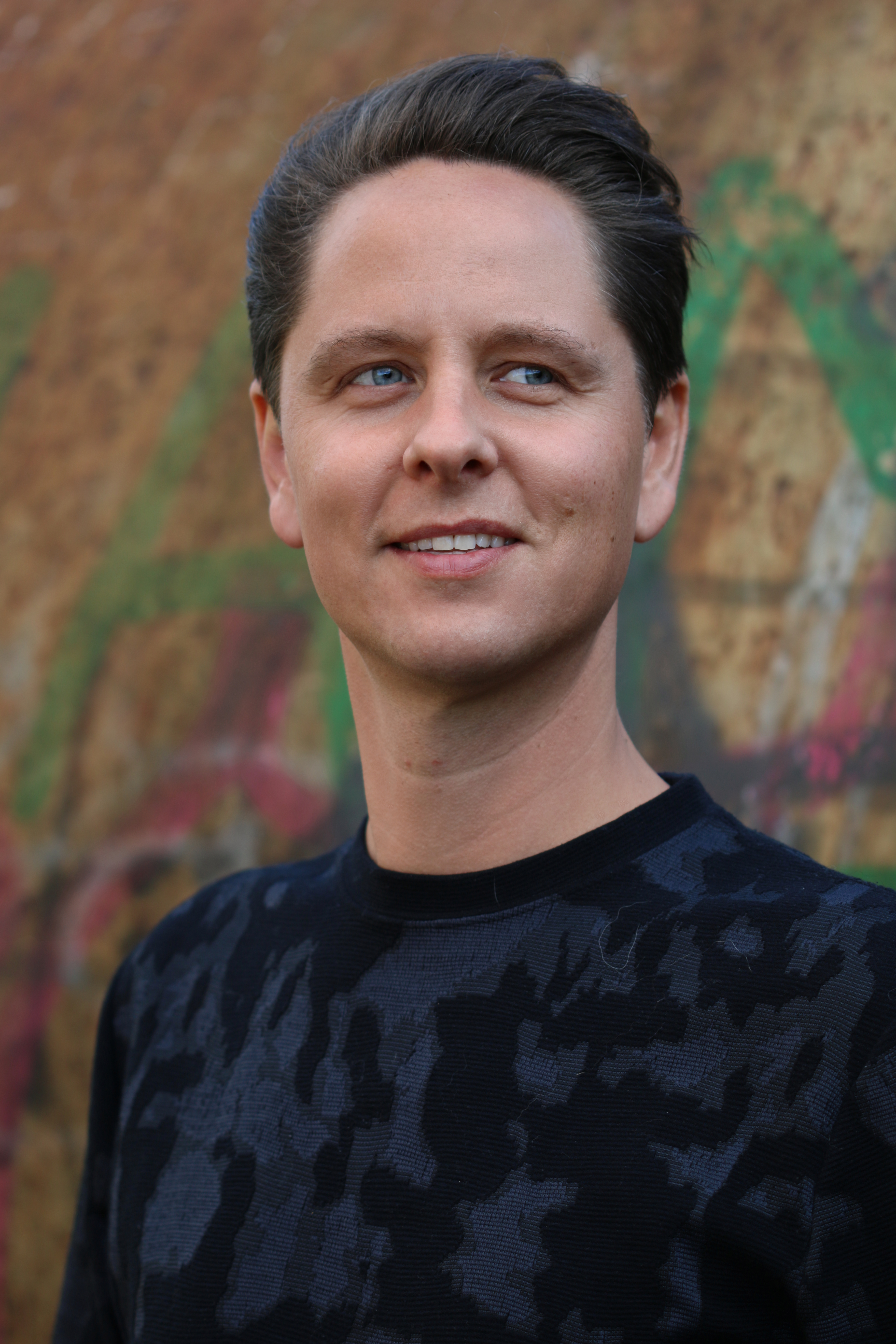
Frederic Hecker

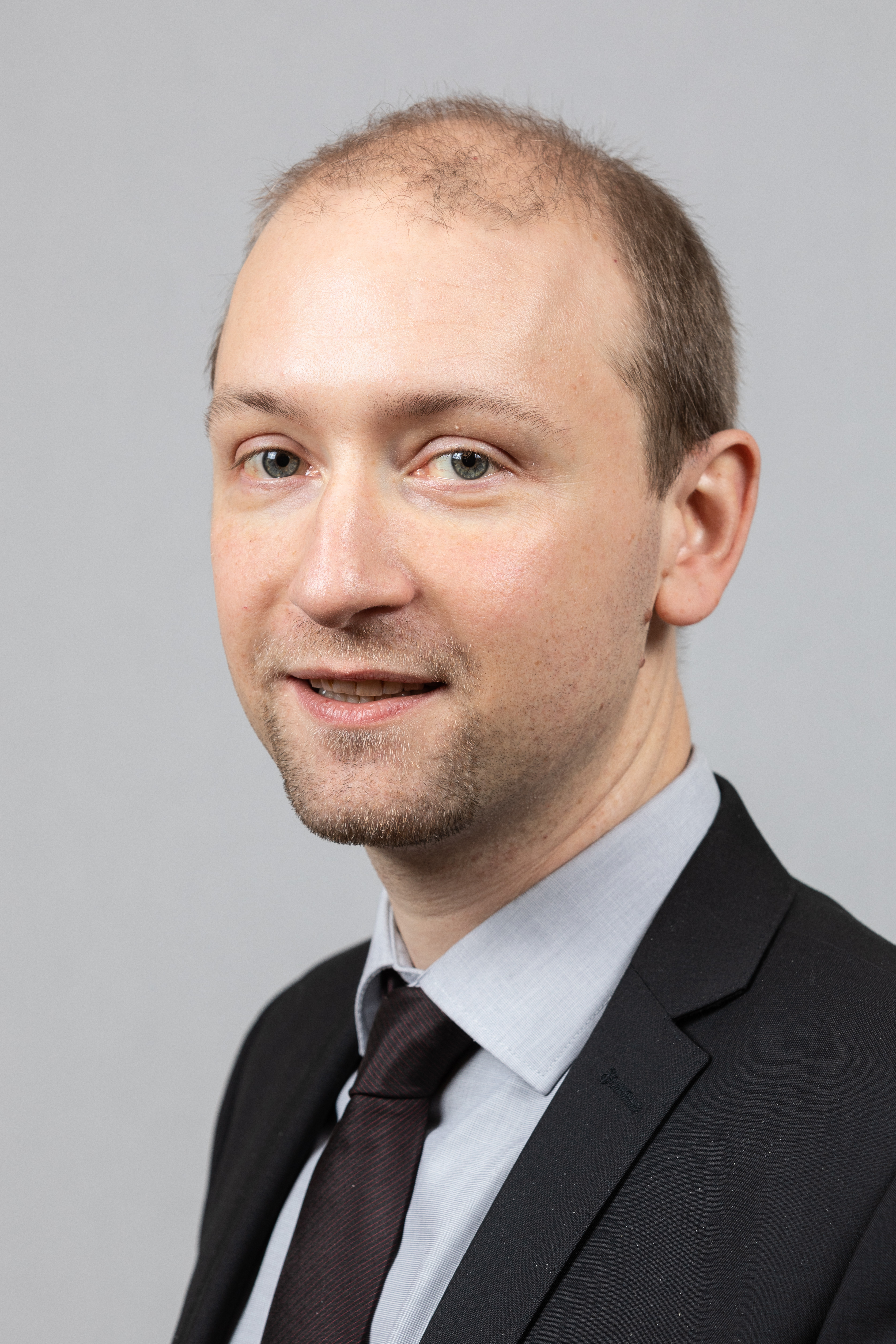
Max Schad

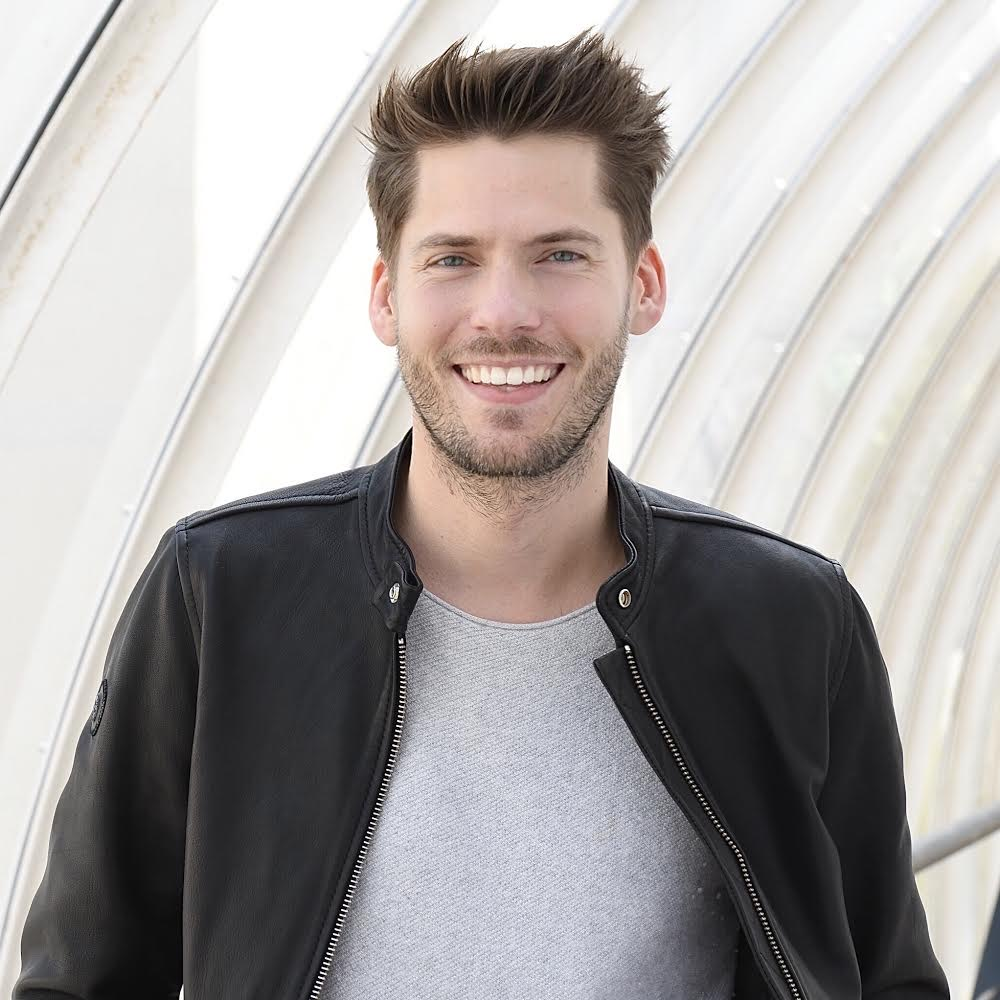
Dennis Tinat

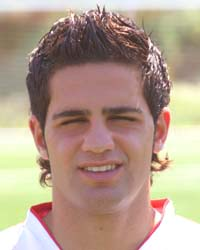
Christian Demirtas

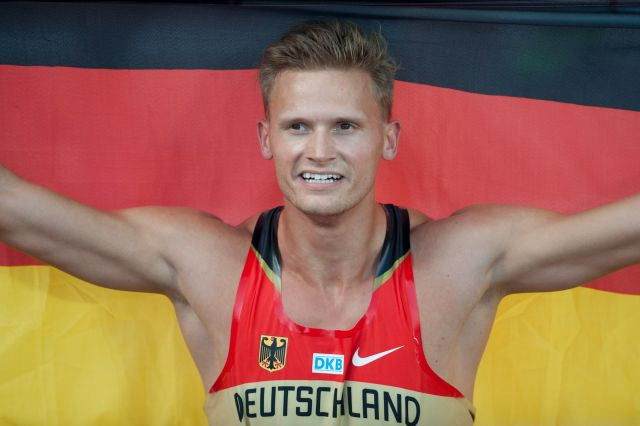
Pascal Behrenbruch

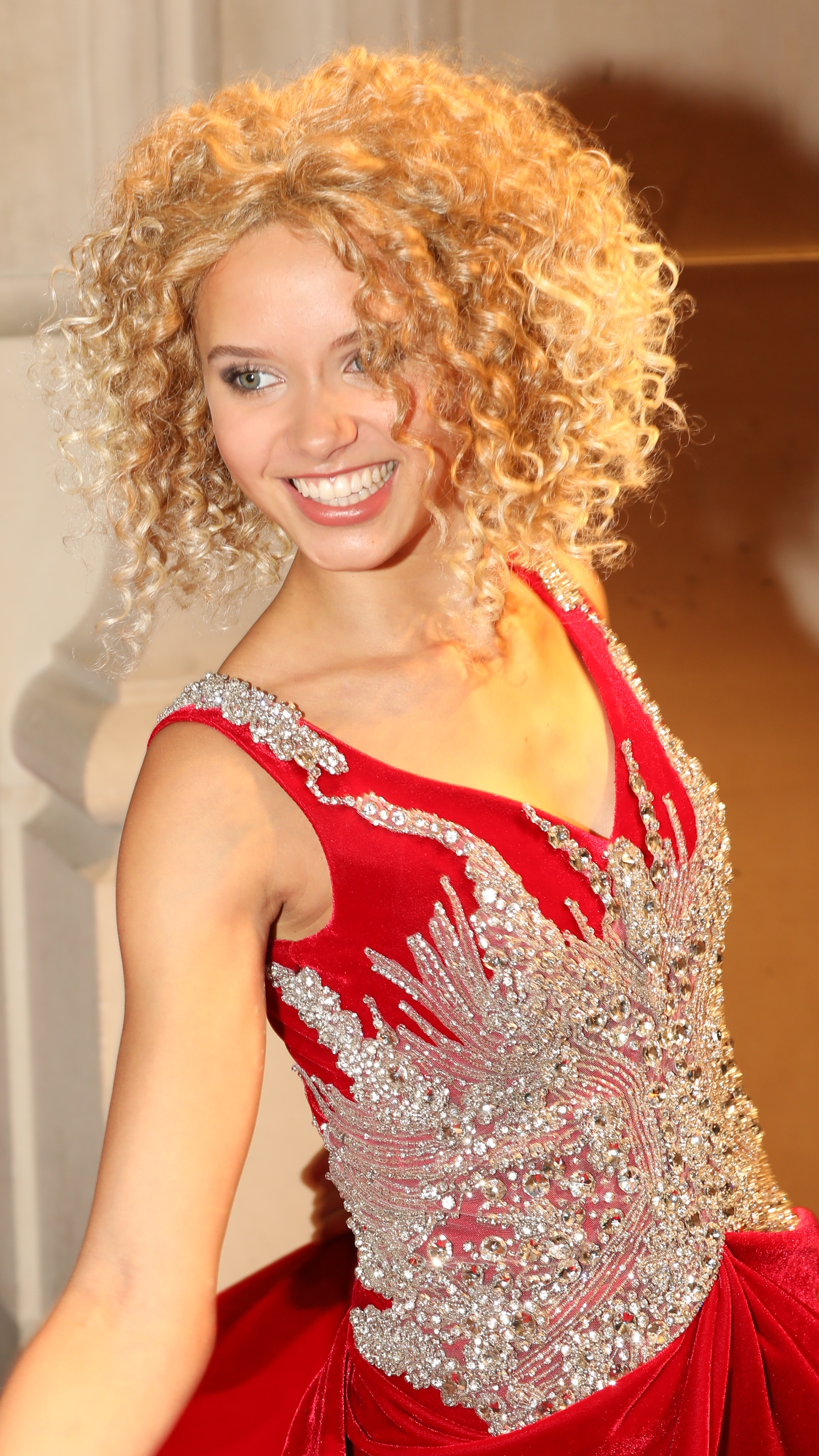
Taynara Wolf

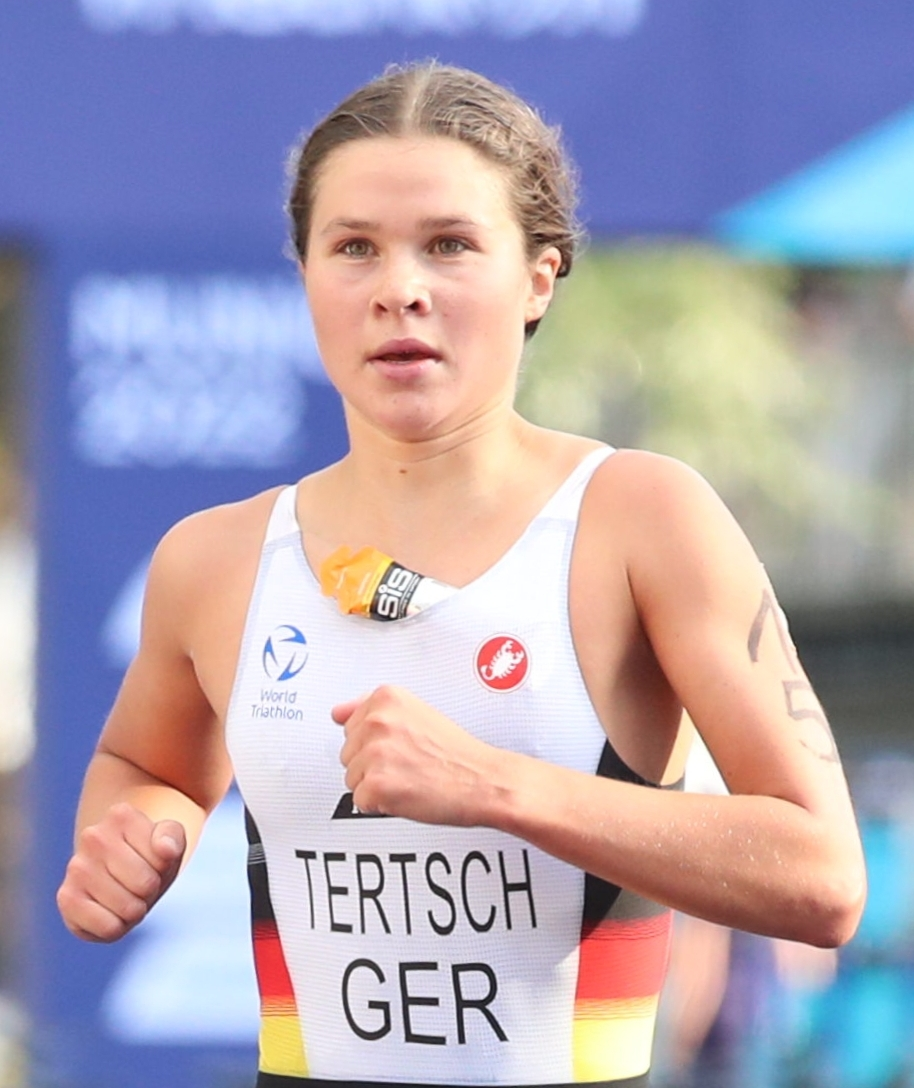
Lisa Tertsch

| Geboren       | Person |
| ------------- | --- |
| 3. Dez. 1655  | Johann Philipp, Graf von Isenburg-Offenbach, † 21. September 1718 auf Schloss Philippseich, Regent der Grafschaft Isenburg                                                                      |
| 26. Aug. 1710 | Jean-Jacques Meynier, † 9. Oktober 1783 in Erlangen, Hugenottennachfahre, Universitätslektor, Grammatiker und Romanist                                                                          |
| 1715          | Karl Abraham Wetzlar von Plankenstern, ✡ 3. September 1799 in Wien, „Millionenjude“ , Gründer der Dynastie Wetzlar von Plankenstern                                                             |
| 24. Jan. 1738 | Georg Oswald May, † 12. Juli 1816 in Frankfurt am Main, Porträtmaler |
| 28. März 1741 | Johann André, † 18. Juni 1799 in Offenbach, Musiker, Komponist und Musikverleger, Vater von Johann Anton André                                                                                  |
| Jan. 1745     | Pelta Moses Epstein, ✡ 22. April 1821 in Bruchsal, Landesrabbiner im Hochstift Speyer |
| 23. Juni 1758 | Lili Schönemann, † 6. Mai 1817 in Straßburg, ging als Goethes Verlobte „Lili“ in die Literaturgeschichte ein                                                                                    |
| 6. Jan. 1771  | Conrad Geiß, † 19. November 1846 in Berlin, Eisenkunstgießer und Eisengussfabrikant |
| 6. Okt. 1775  | Johann Anton André, † 6. April 1842 in Offenbach, Komponist und Musikverleger |
| 26. Okt. 1779 | Isaac Juda Eberst, ✡ 26. April 1850 in Köln, Kantor der Synagoge, Vater von Jakob „Jacques“ Offenbach (1819–1880)                                                                               |
| 20. Juli 1781 | Johann Heinrich Justus Vollmöller, † 19. November 1854 in Ilsfeld, Prinzenerzieher, Pfarrer und Mitglied des Seracher Dichterkreises                                                            |
| 9. März 1782  | Jean Vauchel, † 10. Januar 1856 in Damm, hauptsächlich in Deutschland tätiger Geigenbauer französischer Abstammung, königlicher Hofgeigenmacher                                                 |
| 10. Aug. 1783 | Peter Georg d’Orville, † 24. März 1858 in Offenbach, Bürgermeister von Offenbach, Mitinhaber der Schnupftabakfabrik Gebrüder Bernhard in Offenbach                                              |
| 25. Sep. 1786 | Johann Jakob Mönch, † 2. August 1874 in Offenbach, Lederwarenfabrikant, Begründer der deutschen Lederwarenindustrie                                                                             |
| 19. Mai 1789  | Frédéric Pfaltz, † 25. Juli 1841 in Offenbach, Fabrikant, Politiker, Abgeordneter der 2. Kammer der Landstände                                                                                  |
| 1. März 1790  | Heinrich XIX. Reuß, † 31. Oktober 1836 in Greiz, Graf und Herr zu Plauen, Herr zu Greiz, Kranichfeld, Gera, Schleiz und Lobenstein                                                              |
| 2. März 1794  | Victor von Lepel, † 7. Juli 1860 in Darmstadt, Diplomat und Politiker |
| 5. Apr. 1794  | Achilles d’Orville, † 1870, kurhessischer Oberst und Kriegsminister |
| 29. Juni 1794 | Heinrich XX. Reuß, † 8. November 1859 in Greiz, Fürst Reuß zu Greiz, Graf und Herr zu Plauen, Herr zu Greiz, Kranichfeld, Gera, Schleiz und Lobenstein                                          |
| 8. Juni 1796  | Andreas Stephan Mensing, † 15. Oktober 1864 in Frankfurt am Main, Kaufmann und Politiker der Freien Stadt Frankfurt                                                                             |
| 13. Nov. 1796 | Moritz Breidenbach, † 2. April 1857 in Darmstadt, Jurist, Beamter und Abgeordneter der 2. Kammer der Landstände                                                                                 |
| 25. Juli 1798 | Wolfgang Ernst III. zu Isenburg und Büdingen, † 29. Oktober 1866 in Birstein, Standesherr |
| März 1800     | Alfred Johannot, † 7. Dezember 1837 in Paris, französischer Kupferstecher und Maler |
| 9. Nov. 1803  | Tony Johannot, † 4. August 1852 in Paris, französischer Radierer, Holzschnittzeichner, Lithograf, Maler und Illustrator                                                                         |
| 22. Feb. 1804 | Paul Arnold, † 6. März 1887 in Darmstadt, hessischer Hofbaumeister und Abgeordneter der 2. Kammer der Landstände                                                                                |
| 6. Aug. 1804  | Friedrich Nies, † 16. Juni 1870 in Leipzig, Buchdruckereibesitzer und Schriftgießer |
| 24. Mai 1805  | Wilhelm Isaac Gillé, † 8. August 1873 in Frankfurt am Main, Bankier und Politiker der Freien Stadt Frankfurt                                                                                    |
| 26. Juli 1808 | Salomon Formstecher, ✡ 24. April 1889 in Offenbach, Rabbiner, Dichter und Religionsphilosoph |
| 13. Feb. 1810 | Friedrich August Schäfer, † 18. Oktober 1880 in Offenbach, Fabrikant und ehrenamtlicher Bürgermeister Offenbachs; die Schäferstraße ist nach ihm benannt                                        |
| 28. Feb. 1810 | Eduard Gölzenleuchter, † nach 1866, hessischer Kaufmann und Politiker, Abgeordneter der 2. Kammer der Landstände                                                                                |
| 18. Mai 1810  | Karl August von Stockhausen, † 9. Dezember 1866 in Darmstadt, großherzoglich-hessischer General                                                                                                 |
| 23. Feb. 1812 | Jacob Seib, † 23. August 1883 in Frankfurt am Main, Fotograf |
| 9. März 1812  | Ludwig Franz Alexander Winther, † 26. April 1871 in Gießen, Pathologe und Augenarzt an der Universität Gießen                                                                                   |
| 25. Aug. 1813 | Ludwig Ewald, † 22. Januar 1881 in Darmstadt, Beamter, Politiker und Abgeordneter der 2. Kammer der Landstände                                                                                  |
| 1818          | Hermann Spieß, † 16. Juli 1884 in Warrensburg (USA), Studentenführer und Auswanderer nach Texas                                                                                                 |
| 22. Jan. 1820 | Carl Becker, † 24. Juli 1897 in Frankfurt am Main, Bankier und Konsul |
| 7. Apr. 1820  | Julius Mönch, † 21. September 1875 in Rheinfelden/Schweiz, Lederwarenfabrikant und Mitglied der Landstände                                                                                      |
| 12. Feb. 1824 | August Kugler, † 12. Juni 1892 in Offenbach, Unternehmer und Politiker |
| 27. Jan. 1827 | Gustav Böhm, † 6. November 1900 in Offenbach, Seifenfabrikant und Politiker (NLP) |
| 17. Apr. 1829 | Johann Wilhelm Appell, † 8. Januar 1896 in London, Schriftsteller und Bibliothekar |
| 11. März 1831 | Leopold Bode, † 26. Juli 1906 in Frankfurt am Main, Maler und Grafiker |
| 3. Aug. 1832  | Emil Pirazzi, † 8. Januar 1898 in Offenbach, Unternehmer, Schriftsteller, Publizist und Dramatiker                                                                                              |
| 20. Aug. 1833 | Hermann Dalton, † 7. Mai 1913 in Berlin, reformierter Geistlicher |
| 20. Dez. 1834 | Julius Preller, † 17. Dezember 1914 in Varel/Friesland, Landschaftsmaler und Fabrikdirektor |
| 5. Okt. 1841  | Philipp Mainländer, geb. als Phillip Batz, † 1. April 1876 in Offenbach, Dichter und Philosoph                                                                                                  |
| 8. Aug. 1842  | Fritz Stroh, † 14. Februar 1920 in Offenbach, Kaufmann, Unternehmer und Verbandsfunktionär sowie Politiker                                                                                      |
| 28. Apr. 1845 | Ludo Mayer, † 14. November 1917 in Bad Nauheim, Lederwarenfabrikant, Kommerzienrat und Mäzen |
| 24. Feb. 1849 | August Huck, † 14. Juli 1911 in Blankenberge (Belgien), Verleger |
| 3. März 1852  | Hans Drinneberg, † 2. August 1931 in Karlsruhe, Glasmaler und Kunstsammler |
| 2. Feb. 1854  | Karl Brockmann, † 1932, Maschinenbauingenieur und Gestalter |
| 3. Apr. 1855  | Georg Zilch, † 12. September 1930 in Heppenheim, hessischer Politiker (Zentrum) und Abgeordneter des Landtags                                                                                   |
| 14. Jan. 1858 | Johannes Lippmann, † 8. Februar 1935 in Darmstadt, Maler und Lithograph |
| 14. Aug. 1858 | Leo S. Kopp, † 15. September 1927 in La Esperanza (Kolumbien), Unternehmer und Gründer der Bavaria S.A.                                                                                         |
| 12. Feb. 1859 | Eugen Feistmann, † 20. September 1920 in Offenbach, hessischer Politiker (DDP) und Abgeordneter des Landtags                                                                                    |
| 12. Mai 1859  | August Pfaltz, † 16. Januar 1917 in Dachau, Maler |
| 20. Aug. 1860 | Robert Weintraud, † 27. Dezember 1927 in Offenbach, Unternehmer und Gründer der Rowenta-Werke                                                                                                   |
| 18. Mai 1863  | Ehrhard Schmidt, † 18. Juli 1946 in Aschau am Inn, Admiral im Ersten Weltkrieg |
| 13. Aug. 1863 | Bernardo Dessau, † 17. November 1949 in Perugia, deutsch-italienischer Physiker und Hochschullehrer                                                                                             |
| 16. Sep. 1863 | Robert Bruck, ✡ 29. Januar 1942 in Dresden, Kunsthistoriker und Hochschuldozent |
| 10. März 1864 | Jakob Erckrath de Bary, † 14. August 1938 in Seligenstadt, Fechter, Olympiasieger und Sportfunktionär                                                                                           |
| 30. März 1865 | Georg Scherer, † 2. Mai 1920 in Offenbach, hessischer Landtagsabgeordneter (Zentrum) |
| 9. Mai 1865   | Adalbert Rinck von Starck, 21. Februar 1916 in Wiesbaden, Jurist und Kreisrat im Kreis Erbach                                                                                                   |
| 3. Juni 1865  | Carl Fuchs, † 9. Juni 1951 in Manchester, deutsch-englischer Cellist |
| 10. März 1866 | Leopold zu Isenburg-Birstein, † 30. Januar 1933 in München, Erbprinz und Mitglied der Landstände des Großherzogtums Hessen                                                                      |
| 7. Dez. 1867  | Alfred Engelhard, † 13. Januar 1941 in Offenbach, Architekt in Frankfurt am Main |
| 5. Feb. 1868  | Carlo Philips, † 13. Februar 1936 in Verscio, Dichter, Schriftsteller und Übersetzer |
| 25. März 1868 | Robert Friese, † 21. Juli 1925 in Berlin-Charlottenburg, Professor für Elektrotechnik, Entwickler des Delta-Glockenisolators                                                                    |
| 18. Juli 1868 | Otto Bäppler, † 5. Juli 1922 in Oberursel-Hohemark, Architekt |
| 19. Sep. 1868 | Heinrich Reinhardt, † 19. Juli 1947 in Berlin, studierte Architektur an den Technischen Lehranstalten in Offenbach                                                                              |
| 23. Nov. 1868 | Ernst Merck, † 23. Mai 1936 in Frankfurt am Main, Verwaltungsjurist, Kreisdirektor im Großherzogtum Hessen                                                                                      |
| 22. Okt. 1869 | Otto Rippert, † 18. Januar 1940 in Berlin, Theaterschauspieler und Filmregisseur |
| 19. Aug. 1871 | Carl Busch, † 31. Oktober 1948 in Berlin-Südende, Glasmaler und Heraldiker |
| 14. Apr. 1872 | Paul Otto Engelhard, † 18. März 1924 in München, Künstler, Graphiker und Illustrator |
| 25. Juni 1872 | Franz Olshausen, † 8. Februar 1962 in Lugano, Diplomat |
| 25. Feb. 1873 | Luise Willig, † Juli 1917, Theaterschauspielerin |
| 12. Feb. 1874 | Arthur Rudolph, † 6. Februar 1950 in Frankfurt am Main, Politiker (DNVP) und Abgeordneter |
| 3. März 1875  | Heinrich Schütz, † 21. März 1946 in Kaufbeuren, Zeichner, Tier- und Landschaftsmaler |
| 4. Juli 1875  | Wilhelm Schlink, † 25. März 1968 in Darmstadt, Physiker und Hochschullehrer |
| 19. Juli 1876 | Victor Fredenhagen, † 11. Oktober 1934 in München, Unternehmer der Maschinenbau-Branche |
| 25. Aug. 1877 | Wilhelm Strecker, † 2. Juli 1947 in Marburg, Chemiker (Anorganik) |
| 28. Okt. 1879 | Fritz Remy, † 28. Januar 1961 in Offenbach, Stadtältester, Erster Stadtverordnetenvorsteher von Offenbach                                                                                       |
| 6. Juni 1880  | Heinrich Kochendörffer, † 16. Oktober 1936 in Aurich, Historiker und Archivar |
| 8. Jan. 1881  | Fritz Jaeger, † 26. November 1966 in Zürich, Geograph und Forschungsreisender |
| 24. Mai 1881  | Georg Leonhard Fischer, † 22. Februar 1933 in Frankfurt am Main, Lehrer und Heimatdichter |
| 19. Aug. 1882 | Otto Steinwachs, † 13. Oktober 1977 in Neckargemünd, Weihbischof der Altkatholischen Kirche in Deutschland                                                                                      |
| 27. Sep. 1882 | Richard Heyne, † 18. März 1961 in Offenbach, Landtagsabgeordneter und Fabrikant |
| 29. Sep. 1882 | Hermann Weber, † 20. August 1955 in Frankfurt am Main, Industrieller und Homophilenaktivist |
| 19. März 1883 | Hermann Dersch, † 14. Mai 1961 in Berlin, Jurist und Hochschullehrer |
| 2. Juni 1883  | Ludwig Ermold, † 15. Dezember 1949 in Offenbach, Kammersänger |
| 27. Okt. 1883 | Karl Friedrich Lippmann, † 30. März 1957 in Offenbach, Maler |
| 25. Mai 1884  | Gustav Schmaltz, † 13. Juli 1959 in Frankfurt am Main, Ingenieur, Unternehmer, Materialwissenschaftler, Physiologe, Psychotherapeut und Hochschullehrer                                         |
| 17. Aug. 1884 | Georg Becker, † nach 1960, Chemiker |
| 31. Jan. 1885 | Heinrich Gärtner, † 2. August 1952 in Mailand, Offizier und Nachrichtenmann |
| 21. Mai 1885  | Georg Stöhr, † 29. März 1977 in Offenbach, Fechter |
| 10. Juni 1885 | Hans Halberstadt, † 22. September 1966 in San Francisco, Fechter, Olympiateilnehmer und Fechttrainer                                                                                            |
| 24. Juli 1885 | Philipp Schaefer, † 16. August 1952 in Essen, Architekt |
| 27. Aug. 1886 | Otto Eskeles, ✡ 7. August 1960 in Haifa, deutsch-israelischer Bankier |
| 21. Jan. 1887 | Max Andreae, † 7. Juli 1973 in Hamburg, Manager und Wehrwirtschaftsführer |
| 11. Dez. 1887 | Hermann Wäscher, † 24. Mai 1961 in Halle (Saale), Architekt, Kunsthistoriker und Denkmalpfleger                                                                                                 |
| 10. Feb. 1888 | Adolf Müller, † 1976 in Frankfurt am Main, Arachnologe und Entomologe |
| 20. Mai 1888  | Theodor Ankermann, † 8. Januar 1967, Gewerkschafter und Politiker |
| 14. Juni 1888 | Hans Thomson, † 23. Mai 1963 in Offenbach, Fechter, mehrmaliger deutscher Meister und Olympiateilnehmer                                                                                         |
| 14. Juni 1888 | Julius Thomson, † 16. Juli 1960 in Offenbach, Fechter, zweimaliger deutscher Meister und Olympiateilnehmer                                                                                      |
| 17. Feb. 1889 | Ernst Unger, † 30. August 1954 in Offenbach, Bildhauer |
| 14. März 1889 | Ludwig Enders, † 1956 in Offenbach, Gebrauchsgraphiker und Illustrator |
| 26. März 1889 | Heinrich Junker, † 3. April 1970 in Berlin, Sprachwissenschaftler, Iranist, Indogermanist und Koreanist                                                                                         |
| 30. Apr. 1889 | Heinrich Schneider, † 3. Juni 1972 in Kalifornien, deutsch-US-amerikanischer Bibliothekar und Germanist                                                                                         |
| 3. Mai 1889   | Friedrich von Scotti, † 16. Juli 1969 in Karlsruhe, Generalleutnant im Zweiten Weltkrieg |
| 13. Sep. 1889 | Wolfgang Huck, † 22. Januar 1967 in München, Verleger (Münchner Zeitung, Münchner Merkur) |
| 16. Sep. 1889 | Georg Baus, † 6. November 1971 in Leipzig, Maler, Grafiker, Buchkünstler und Bildhauer |
| 26. Sep. 1889 | Wilhelm Fähler, † 26. März 1953 in Solingen, Leverkusener Architekt |
| 20. Okt. 1889 | Gertrude Würzburger, ✡ 3. Mai 1942 im Vernichtungslager Kulmhof, Pianistin und Musikpädagogin                                                                                                   |
| 30. Dez. 1889 | Julius Schulz, † 23. November 1975 in St. Quirin, Offizier, General der Flieger der Luftwaffe im Zweiten Weltkrieg                                                                              |
| 1890          | Karl Weingärtner, † 1971, Fußballschiedsrichter |
| 21. März 1890 | Hermann Hartmann, † 9. Oktober 1953 in Oberstdorf, Unternehmer |
| 9. Nov. 1890  | Eugen Tannenbaum, ✡ 22. August 1936 in Berlin, Zeitungsredakteur und Kulturkritiker |
| 17. Okt. 1891 | Peter Anton von Brentano, † 9. Juni 1956 in Nürnberg, Verwaltungsjurist und Bezirksamtmann in Berchtesgaden                                                                                     |
| 14. Sep. 1892 | Max Friedland, † Dezember 1980 in New York City, Manager in der Filmwirtschaft |
| 24. Feb. 1893 | Christian Dell, † 18. Juli 1974 in Wiesbaden, Silberschmied, Lehrer für Industriedesign und Meister am Weimarer Bauhaus                                                                         |
| 10. Apr. 1893 | Heinrich Ritzel, † 19. Juni 1971 in Basel, Politiker (SPD), MdR, MdB, Mitglied des Hessischen Landtags                                                                                          |
| 24. Aug. 1895 | Fritz Büchner, † 8. August 1940 in Kremsier (Mähren), Journalist |
| 15. Okt. 1895 | Konrad Jochheim, † 26. Mai 1983 in Offenbach, Künstler sowie Architekt, Grafiker und „Fachmann für Reklamebauten“                                                                               |
| 7. Dez. 1896  | Heinrich Krumm, † 3. März 1957 in Eisenach, Lederwarenfabrikant (Goldpfeil) |
| 17. Mai 1897  | Wilhelm Köhler, † 17. Januar 1962 in Rom, Unternehmer |
| 1898          | Carl Müller, † nach 1971 in Offenbach, Architekt |
| 4. Okt. 1898  | Erich Meyer, † 16. April 1983 in Waldshut, Grafiker und Typograf |
| 19. Feb. 1899 | Hans Bäppler, † unbekannt, Architekt |
| 2. Apr. 1899  | Philipp Hermann Brück, † 9. Mai 1969 in Koblenz, Volkswirt, Leiter des Arbeitsamts Neuwied und Politiker (SPD)                                                                                  |
| 2. Juli 1899  | Heinrich Pauser, † 6. Oktober 1989 in Bad Soden am Taunus, Typograf und Grafiker |
| 10. Juli 1899 | Heinrich Jöckel, † 26. Oktober 1946 in Litoměřice (Tschechoslowakei), SS-Hauptsturmführer und Kommandant des Gestapo-Gefängnisses Kleine Festung Theresienstadt                                 |
| 8. Nov. 1899  | Wilhelm Knöchel, † 24. Juli 1944 in Brandenburg, KPD-Funktionär und Widerstandskämpfer gegen das NS-Regime                                                                                      |
| 28. Juli 1900 | Hans Hohenester, † 1962, Druckereibesitzer und Verleger |
| 18. Okt. 1900 | Jean Wilhelm Pfendt, † 8. Januar 1974 in Bad Homburg vor der Höhe, Opernsänger (Bass) |
| 25. Okt. 1900 | Hans Klotz, † 11. Mai 1987 in Köln, Kirchenmusiker und Organologe |
| 6. Dez. 1900  | Franz Schütz, † 22. März 1955, Fußballspieler |
| 15. Okt. 1901 | Bernard von Brentano, † 29. Dezember 1964 in Wiesbaden, Schriftsteller, Essayist und Journalist                                                                                                 |
| 11. Dez. 1901 | Heinrich Vogt, † 13. August 1943 bei Stalingrad, Politiker |
| 12. Dez. 1901 | Otto Schmidt, † 30. April 1945 in Hanshagen, Politiker (NSDAP) und Jurist |
| 21. Jan. 1903 | Richard Martin Werner, † 2. Oktober 1949 in Oberursel, Bildhauer |
| 23. Apr. 1903 | Thomas Sigl, † unbekannt, Künstler |
| 1904          | Otto Prott, † 1970, Architekt, in Grünstadt ansässig und Vertreter der Stilrichtung Bauhaus |
| 4. Jan. 1904  | Adolf Bode, † 3. Juni 1970 in Offenbach, Maler |
| 26. Feb. 1904 | Gottfried Richter, † 13. Mai 1968 in Berlin, Maler und Grafiker |
| 13. März 1904 | August Heim, † 8. Mai 1976 in Offenbach, Fechter, deutscher Meister und Olympiamedaillengewinner                                                                                                |
| 12. Apr. 1904 | Hans Hofmeyer, † 28. April 1992 in Bad Vilbel, Jurist, Vorsitzender Richter im Frankfurter Auschwitz-Prozess 1963–1965                                                                          |
| 20. Juni 1904 | Heinrich von Brentano, † 14. November 1964 in Darmstadt, Politiker (CDU), MdB, Bundesaußenminister 1955–61, Vorsitzender der CDU/CSU-Fraktion im Bundestag                                      |
| 28. Dez. 1904 | Joseph Offenbach, bürgerl. Joseph Ziegler, † 15. Oktober 1971 in Darmstadt, Bühnen-, Film- und Fernsehschauspieler (Die Unverbesserlichen, Salto Mortale)                                       |
| 9. Apr. 1905  | Richard Kieffer, † 14. März 1983 in Santiago de Chile, Pulvermetallurge, Hartmetallfachmann und Hochschullehrer                                                                                 |
| 20. Apr. 1905 | Hans Wehrl, † 5. Oktober 1995 in Echzell, Schauspieler |
| 29. Okt. 1905 | Berthold Wolpe, † 5. Juli 1989 in London, Typograf und Lehrer |
| 10. Nov. 1906 | Robert Huber, ab 18. August 1942 in der Sowjetunion vermisst, Ruderer, Studienrat und Offizier der Wehrmacht                                                                                    |
| 7. Sep. 1907  | Karin Vielmetter, † unbekannt, Schauspielerin, Schauspiellehrerin, Sprechtechnikerin und Dialogbuchautorin                                                                                      |
| 8. Okt. 1907  | Werner Vogel, † 26. November 1992 in Mettmann, Ministerialbeamter und Politiker (Die Grünen) |
| 4. Dez. 1907  | Fritz Gazzera, † 5. Januar 1996 in Bad Godesberg, Fechter und Fechttrainer |
| 24. Dez. 1907 | Hans Kallenbach, † 5. September 1981 in Frankfurt am Main, Pädagoge, Philologe und Akademiedirektor                                                                                             |
| 6. Juni 1908  | Rudolf Gramlich, † 14. März 1988 in Frankfurt am Main, Fußballspieler und Sportfunktionär |
| 19. Jan. 1909 | Hans Hotter, † 6. Dezember 2003 in München, Opernsänger (Bassbariton) |
| 28. Feb. 1909 | Fritz Schultheiß, † 30. Dezember 1998 in Dresden, Elektrotechniker und Hochschullehrer |
| 1. Sep. 1909  | Otto Schäfer, † 8. Dezember 2000 in Aachen, Physiker, Regelungstechniker und Hochschullehrer |
| 10. Okt. 1909 | Werner Middelmann, † 24. August 1985 in Tettnang, Politiker |
| 30. März 1910 | Artur Egon Bratu, ✡ 9. Dezember 1993 in Darmstadt, Erziehungswissenschaftler, Politiker und Leiter der Landeszentrale für Politische Bildung in Hessen                                          |
| 19. Mai 1910  | Werner Rings, ✡ 16. April 1998 in Ascona, Historiker, Journalist und Autor |
| 20. Dez. 1910 | Helene Mayer, † 15. Oktober 1953 in Heidelberg, deutsch-amerikanische Fechterin und Olympiasiegerin                                                                                             |
| 4. März 1911  | Adolf Zilch, † 1. Januar 2006, Malakologe |
| 31. Mai 1911  | Adolf Grebe, † 14. Januar 1981 in Offenbach, Fußballspieler |
| 13. Aug. 1911 | Erich Franke, † 5. August 2008 in Bielefeld, Maler und Bühnenbildner |
| 16. März 1912 | Mila Lippmann-Pawlowski, † 10. Mai 1999 in Innsbruck, Blumen- und Tiermalerin |
| 23. Feb. 1913 | Helma Seitz, † 11. Juli 1995 in Köln, Schauspielerin |
| 17. Juni 1913 | Helmut Schlierbach, † 21. März 2005 in Offenbach, Jurist, Regierungsrat und SS-Sturmbannführer                                                                                                  |
| 12. Juni 1914 | Wilhelm Mader, † 25. August 1983 in Oldenburg, Politiker (SPD), niedersächsischer Landtagsabgeordneter                                                                                          |
| 9. Aug. 1914  | Ludwig Aulbach, † 25. Juni 1989, Journalist und Chefredakteur der DDR-Zeitung Freie Presse |
| 28. Aug. 1914 | Gerda Johanna Werner, † 14. August 2004 in Oberursel, Vorbild für die Baumpflanzerin der ehemaligen deutschen 50-Pfennig-Münzen                                                                 |
| 24. Jan. 1915 | Karl Appelmann, † 9. Mai 2015, Politiker (SPD), hessischer Landtagsabgeordneter |
| 25. Apr. 1915 | Max Bach, † 17. Januar 2006 in Darmstadt, Verleger des Darmstädter Echo |
| 31. Juli 1915 | Paul Doll, † 26. August 2003 in Bad Wimpfen, Politiker (SPD), baden-württembergischer Landtagsabgeordneter                                                                                      |
| 6. Okt. 1915  | Lilo Allgayer, † 23. Dezember 2009 in Bad Orb, Florettfechterin, mehrmalige deutsche Meisterin und Olympiateilnehmerin                                                                          |
| 14. Okt. 1915 | Heinz Eulau, ✡ 18. Januar 2004 in Stanford (Kalifornien), deutsch-amerikanischer Politikwissenschaftler                                                                                         |
| 26. Okt. 1916 | Robert Becker, † 10. März 2014 in Bad Vilbel, Publizist |
| 23. Jan. 1920 | Gottfried Böhm, † 9. Juni 2021 in Köln, Architekt und Hochschullehrer, bisher einziger deutscher Träger des Pritzker-Preises, der bedeutendsten Auszeichnung in der Architektur                 |
| 31. Jan. 1920 | Ernst Rebentisch, † 3. Dezember 2013 in Kronberg im Taunus, Major und Regimentskommandeur der Wehrmacht, Sanitätsoffizier der Bundeswehr, Inspekteur des Sanitäts- und Gesundheitswesens der Bw |
| 21. Mai 1921  | Horst Heitzenröther, † 3. Juni 2023 in Berlin, Publizist und Dramaturg |
| 1. Mai 1922   | Peter Gabrian, † 24. Dezember 2015 in Bad Bodendorf, Künstler |
| 22. Apr. 1923 | Werner Klippert, † 19. November 2024, Autor und Dramaturg |
| 27. Juli 1923 | Ernst Türk, † 9. Juli 1986, Pädagoge, Oberregierungsschulrat, Politiker, Landrat des Kreises Gießen und des Lahn-Dill-Kreises                                                                   |
| 3. Jan. 1924  | Günter Fuchs, † 17. Februar 1964 bei Braunschweig, Klassischer Archäologe |
| 22. Mai 1924  | Walter Buckpesch, † 25. Januar 2018, Politiker (SPD); von 1974 bis 1980 Oberbürgermeister von Offenbach am Main und von 1983 bis 1987 Mitglied des Deutschen Bundestages                        |
| 13. Okt. 1924 | Helmi Höhle, † 30. Januar 2012 in Mühlheim am Main, Florettfechterin und deutsche Meisterin |
| 21. Feb. 1925 | Hans Peter Doll, † 27. Dezember 1999 in Stuttgart, Dramaturg und Theaterintendant |
| 11. Mai 1925  | Georg Lindner, † 24. März 2014, Jurist und Politiker (CDU), Abgeordneter des Hessischen Landtags                                                                                                |
| 11. Sep. 1925 | Wilhelm Weber, † 30. Dezember 2009, Fußballspieler bei den Offenbacher Kickers |
| 15. Jan. 1926 | Karl Ruppert, † 29. März 2017, Geograph |
| 3. Apr. 1926  | Helmut Schönfelder, † 19. August 2018, Ingenieur |
| 13. Apr. 1926 | Wolfgang Heß, † 3. Juli 1999, Landeshistoriker und Numismatiker |
| 7. Juli 1927  | Dieter Schäfer, † 31. Mai 2021, Historiker |
| 31. Juli 1927 | Willi Keim, † 15. Juli 2015 in Hainburg, Fußballspieler |
| 18. Nov. 1927 | Ilse Bechthold, † 17. Mai 2021 in Frankfurt am Main, Leichtathletin und Leichtathletikfunktionärin                                                                                              |
| 9. März 1928  | Willibald Heilmann, † 30. April 2006, Altphilologe und Hochschullehrer |
| 10. Apr. 1928 | Günter Heil, † 25. August 1990 in Offenbach, Altphilologe |
| 6. Juli 1928  | Klaus Kippert, † 24. März 1979, Soziologe |
| 23. Feb. 1929 | Heinz Kaster, Fußballspieler |
| 6. Apr. 1929  | Wolfgang Wilhelm Mickel, † 9. Dezember 2005 in Bad Homburg vor der Höhe, Politikwissenschaftler                                                                                                 |
| 13. Jan. 1930 | Ottomar Gassenmeyer, † 3. Februar 2012 in Offenbach, Steinmetz und Bildhauer |
| 18. Apr. 1930 | Wolfgang Throll, † 19. Oktober 2016 in Oberursel, Politiker (CDU) und MdL |
| 25. Apr. 1930 | Hans-Joachim Hallier, † 12. Juni 2020 in Rheinbreitbach, Diplomat |
| 17. Mai 1930  | Meinhard Schuster, † 4. März 2021 in Basel, deutsch-schweizerischer Ethnologe |
| 24. Sep. 1930 | Gottfried Uwe Richter, † 8. August 1977 in Berlin, Zeichner und Grafiker |
| 3. Okt. 1930  | Notker Hammerstein, † 13. März 2024 in Bad Homburg, Historiker |
| 11. Aug. 1931 | Helmut Kuhn, † 8. Februar 2025, Politiker, Oberbürgermeister von Hanau |
| 30. Aug. 1931 | Conny Jackel, † 28. April 2008 in Bad Nauheim, Jazzmusiker (Trompete, Flügelhorn), u. a. in der hr-Bigband                                                                                      |
| 11. Sep. 1931 | Bernd Rosenheim, Bildhauer, Maler, Autor und Dokumentarfilmer |
| 15. Nov. 1931 | Gerd Potyka, † 10. März 2022, Regisseur, Schauspieler und Drehbuchautor |
| 14. Dez. 1931 | Werner Baer, ✡ 31. März 2016 in Urbana (Illinois), US-amerikanischer Ökonom |
| 27. Dez. 1931 | Martin Huthmann, † 8. Februar 2019 in Jaciara (Brasilien), katholischer Theologe |
| 13. Juli 1933 | Joachim Bergmann, † 18. Dezember 2019 in Frankfurt am Main, Industriesoziologe |
| 3. Nov. 1933  | Norbert Altmann, † 8. März 2015 in München, Industriesoziologe |
| 30. Juli 1934 | Engelbert „Berti“ Kraus, † 14. Mai 2016 in Heusenstamm, Fußball-Nationalspieler |
| 1935          | Wolfgang Reuter, Kommunalpolitiker (SPD), OB von Offenbach (1986–94) |
| 12. Jan. 1935 | Dietrich Berg, Gynäkologe und Geburtshelfer, Hochschullehrer |
| 8. Feb. 1935  | Herbert Fenn, † 30. September 2001 in Barcelona, Rechtswissenschaftler, Tänzer und Sportfunktionär                                                                                              |
| 17. Mai 1935  | Klaus Vack, † 18. Mai 2019, Aktivist der Friedens- und Bürgerrechtsbewegungen nach dem Zweiten Weltkrieg                                                                                        |
| 10. Okt. 1935 | Hermann Nuber, † 12. Dezember 2022 in Offenbach, Fußballspieler mit dem Spitznamen „Der eiserne Hermann“; war ausschließlich für Kickers Offenbach aktiv                                        |
| 7. Mai 1936   | Klauspeter Seibel, † 8. Januar 2011 in Hamburg, Dirigent |
| 28. Aug. 1936 | Robert Gasch, habilitierter Ingenieur und Hochschullehrer der TU Berlin |
| 1937          | Inge Frohburg, Psychologin, Hochschullehrerin an der Humboldt-Universität zu Berlin |
| 11. Feb. 1937 | Norbert Werner, † 17. August 2019 in Gießen, Kunsthistoriker |
| 4. Apr. 1937  | Hermann Schoppe, Politiker (CDU) und Wirtschaftspädagoge |
| 28. Jan. 1938 | William Voltz, † 24. März 1984 in Frankfurt am Main, Schriftsteller, Chefautor der Science-Fiction-Serie Perry Rhodan                                                                           |
| 28. Apr. 1938 | Carlo Storck, Fußballspieler |
| 6. Mai 1938   | Michel Weber, † 18. August 2011 in Offenbach, Unternehmer und Rennfahrer |
| 5. Juli 1938  | Hans Vollhardt, Kommunalpolitiker |
| 1939          | Erhard Altenbrandt, † 15. Mai 2020, Aikido-Pionier |
| 16. Jan. 1939 | Horst „Morsch“ Schwarz, Jazzmusiker (Trompete, auch Gesang, Posaune, Perkussion, Komposition, Arrangement)                                                                                      |
| 27. Aug. 1939 | Helmut Knolle, Mathematiker, Biomathematiker und Sachbuchautor |
| 1940          | Hans Diehl, † 4. November 2024 in Berlin, Film- und Theaterschauspieler |
| 1940          | Willi Konrad, † 17. Januar 2005 bei Offenbach, Fußballfunktionär |
| 4. Apr. 1940  | Lothar Lies, † 29. Mai 2008 in Innsbruck, Ordensgeistlicher und katholischer Theologe |
| 28. Apr. 1940 | Manfred Liebel, Sozialwissenschaftler und Hochschullehrer |
| 3. Mai 1940   | Dieter Schmitt, Fechter, WM-Vize, Bronzemedaillen-Gewinner bei Olympia |
| 15. Mai 1940  | Hanne Vack, Aktivistin der Friedens- und Bürgerrechtsbewegungen nach dem Zweiten Weltkrieg |
| 4. Feb. 1941  | Volker Huber, † 1. Dezember 2022, Galerist, Verleger, Autor und Historiker |
| 19. Feb. 1941 | Gerd Imbsweiler, † 12. Januar 2013 in Basel, Schauspieler, Theaterregisseur und Autor |
| 23. März 1941 | Friedel Wahren, Herausgeberin von Science-Fiction und Fantasy |
| 11. Mai 1941  | Hans Jürgen Kärcher, Systemingenieur und Teleskopdesigner |
| 3. Jan. 1942  | Helga Koch, verheiratete Helga Würtz, Fechterin und Olympiateilnehmerin |
| 1943          | Dietmar Lüdke, Kunsthistoriker |
| 6. Apr. 1943  | Rainer Fell, Generalmajor der Bundeswehr |
| 13. Apr. 1943 | Rainer Mang, † 8. Juli 2007 in Berlin, Bildhauer |
| 18. Aug. 1943 | Gerd R. Ueberschär, Militärhistoriker |
| 6. Okt. 1944  | Gerd Reuter, † 19. Dezember 2017 in Berlin, Journalist und dpa-Korrespondent |
| 20. Juli 1945 | Erwin Haas, Ruderer |
| 19. Sep. 1945 | Ulrich Greiner, Journalist und Literaturkritiker |
| 1947          | Jürgen Rauen, Vorsitzender der Geschäftsführung des Gesamtunternehmens Veolia Umweltservice |
| 5. Feb. 1947  | Michael Müller, Politiker (FDP), Abgeordneter des Hessischen Landtags |
| 17. Feb. 1947 | Werner Moritz, † 21. September 2015 in Heidelberg, Archivar |
| 25. Apr. 1947 | Volker Rebell, Moderator, Musikprogrammgestalter und Autor |
| 20. Juni 1947 | Werner Dreibus, Politiker (Die Linke) |
| 13. Nov. 1947 | Thomas Heberer, Politik- und Ostasienwissenschaftler |
| 1948          | Roland Ullmann, Industriedesigner |
| 1. Juni 1948  | Ingrid Sehrbrock, Sozialpolitikerin und Gewerkschaftsfunktionärin (DGB) |
| 5. Sep. 1948  | Daniela Ziegler, Schauspielerin, Musicaldarstellerin und Sängerin (Die lieben Verwandten, Gegen den Wind, Unser Lehrer Doktor Specht)                                                           |
| 17. Sep. 1948 | Gabriele Wurzel, Juristin, Verwaltungsbeamtin und Politikerin (CDU) |
| 23. Okt. 1948 | Hans-Jürgen Koch, † 3. Oktober 2008 in Tsumeb/Namibia, Finanzmakler |
| 18. Juni 1949 | Stefan Weckbach, Diplomat |
| 7. Nov. 1949  | Kurt Graulich, Verwaltungsjurist |
| 12. Feb. 1950 | Winfried Baßmann, Pädagoge, Germanist, Politologe, Amnesty-International-Koordinator und Sachbuchautor                                                                                          |
| 26. März 1950 | Maria Marx, Politikerin (Die Grünen), ehemalige hessische Landtagsabgeordnete |
| 28. Juli 1950 | Karl Rathgeber, Kirchenmusiker, Chorleiter und Hochschullehrer |
| nach 1950     | Jörg Bombach, Programmchef von hr3, ist nach häufigem eigenem Bekunden gebürtiger Offenbacher, vermeidet aber Preisgabe seines Geburtsdatums                                                    |
| 1951          | Alois Joh. Buch, römisch-katholischer Theologe, vormaliger leitender Mitarbeiter im Kirchendienst sowie Stiftungsmanager                                                                        |
| 16. Juni 1951 | Edwin Czerwick, Politikwissenschaftler |
| 20. Okt. 1951 | Gerd Simons, Fußballspieler |
| 13. Feb. 1952 | Horst Schneider, Lehrer, Schulamtsdirektor und Oberbürgermeister Offenbachs (2006–18) |
| 11. März 1952 | Gisela Haehnel, † 2009 in Köln, Pädagogin, Autorin, Übersetzerin und Verlegerin |
| 15. Aug. 1952 | Barbara Imhof, Politikerin (SPD), MdB 1994–2002 und 2005 |
| 24. Sep. 1952 | Dieter Hochheimer, Fußballspieler und -trainer |
| 20. Dez. 1952 | Ray Bumatai, † 6. Oktober 2005 auf Hawaii, Schauspieler, Komiker und Musiker auf Hawaii |
| 18. Jan. 1953 | Klaus Dieter Wolf, Politikwissenschaftler |
| 24. März 1953 | Mathias Richling, Kabarettist |
| 16. Juli 1953 | Rudolf May, † 7. Januar 2015 in Ludwigsburg, Fußballtrainer und -funktionär |
| 25. Nov. 1953 | Michael Ebertz, Religionssoziologe und Theologe |
| 23. Jan. 1954 | Reinhart Poprawe, Laser-Physiker |
| 30. Jan. 1954 | Udo Kistner, Jazz- und Blues-Bassist |
| 1. Apr. 1954  | Dieter Müller, Fußballnationalspieler und Präsident von Kickers Offenbach |
| 3. Apr. 1954  | Michael Klügl, Intendant und Musikwissenschaftler |
| 11. Juni 1954 | Gerhard Grandke, Kommunalpolitiker (SPD), OB von Offenbach (1994–2006) |
| 27. Juni 1954 | Michael Frenkel, Ökonom |
| 6. Juli 1954  | Peter W. Schmitt, Musiker und Filmkomponist |
| 18. Juli 1954 | Barbara Mahlmann-Bauer, Germanistin und Literaturwissenschaftlerin |
| 12. Aug. 1954 | Jessie George Schatz, † 9. August 1996 in Escambia County (USA), deutsch-amerikanischer Staff Sergeant                                                                                          |
| 5. Okt. 1954  | Jimmy Hartwig, Fußballnationalspieler und Theaterschauspieler; spielte 1972–74 für Kickers Offenbach                                                                                            |
| 16. Nov. 1954 | Egon Bihn, Profi-Fußballspieler der 1970er und 80er Jahre |
| 17. Jan. 1955 | Thomas Karlauf, Autor |
| 31. März 1955 | Marion Kemmerzell, Schriftstellerin |
| 29. Mai 1955  | Heike Habermann, Politikerin (SPD) und Diplom-Pädagogin |
| 3. Nov. 1955  | Heinz Hänel, Biologe, Zoologe und Parasitologe |
| 25. Nov. 1955 | Chris Arend, Schauspieler |
| 1956          | Armin Alker, Kameramann |
| 15. Feb. 1956 | Wolfgang Kessler, Wirtschaftswissenschaftler und Hochschullehrer |
| 24. Mai 1956  | Markus Becker, Jazz- und Improvisationsmusiker (unter anderen im hr-Jazzensemble und im Heinz Sauer Quartett)                                                                                   |
| 25. Aug. 1956 | Harald Wolf, Politiker (Die Linke) |
| 11. Okt. 1956 | Arno Stocker, Klavierstimmer |
| 21. Okt. 1956 | Christoph Oeser, Boogie-Woogie-Pianist, Blues- und Jazzmusiker |
| 20. Nov. 1956 | Olli Dittrich, Schauspieler, Komiker, Komponist und Musiker |
| 1957          | Walter Hettche, Germanist |
| 10. Juli 1957 | Dagmar Rechenbach, Juristin |
| 25. Juli 1957 | Reinhard Gregor Kratz, evangelischer Theologe, Alttestamentler in Göttingen |
| 1958          | Richard Beyer, Musiktheoretiker, Musikwissenschaftler und Hochschullehrer |
| 1958          | Johannes Kunkel, Posaunist und Landesposaunenwart der Evangelischen Kirche in Hessen und Nassau                                                                                                 |
| 13. Juli 1958 | Winfried März, Mediziner und Hochschullehrer |
| 29. Aug. 1958 | Michael „Mike“ Grünewald, † 17. Juli 2022, Fußballspieler |
| 26. Sep. 1958 | Christian Schopen, Fußballspieler |
| 1959          | Brigitte Döbert, Künstlerin, Autorin und Übersetzerin von Sachbüchern, literarischen Werken und Comics                                                                                          |
| 1959          | Michael Schlander, Arzt und Wirtschaftswissenschaftler |
| 5. Jan. 1959  | Ute Schwens, Bibliothekarin |
| 13. Jan. 1959 | Stephan Sahm, Medizinethiker, Musiker und Komponist |
| 20. Juni 1959 | Martin Kintzinger, Historiker |
| 10. Aug. 1959 | Johannes Reich, Bankier |
| 1960          | Christine Li, Ärztin für traditionelle chinesische Medizin und Schriftstellerin |
| 1960          | Gabriele Rothemann, Künstlerin und Hochschullehrerin |
| 15. Nov. 1960 | Michael Bußer, Staatssekretär (CDU) |
| 17. Feb. 1961 | Oliver Primavesi, Altphilologe |
| 19. Feb. 1961 | Dieter Hermsdorf, † 9. Februar 2021 in Frankfurt am Main, Komponist und Musikwissenschaftler |
| 26. Feb. 1961 | Irene Maria Plank, Diplomatin |
| 5. März 1961  | Sonja Toepfer, Videokünstlerin und Autorin |
| 20. März 1961 | Ulrich Seidenberger, Diplomat |
| 1. Apr. 1961  | Achim Winter, Moderator, Reporter, Redakteur und Regisseur im Fernsehen (ZDF und HR) |
| 23. Juli 1961 | Georg Krausch, Physiker und Hochschullehrer |
| 3. Sep. 1961  | Christoph Schäfer, Professor für Alte Geschichte an der Universität Trier |
| 1962          | Uwe Oberg, Pianist und Komponist |
| 26. Mai 1962  | Sabine Freitag, Historikerin und Hochschullehrerin |
| 24. Okt. 1962 | Franziska Steiof, † 23. Januar 2014 in Kiel, Theaterregisseurin und -autorin |
| 22. Nov. 1962 | Judith Könemann, römisch-katholische Theologin |
| 12. Dez. 1962 | Michael Deuerling, Fußballspieler und -trainer |
| 13. Dez. 1962 | Oliver Kraft, Wirtschaftsinformatiker |
| 12. Jan. 1963 | Steffen Krämer, Kunsthistoriker und Hochschullehrer |
| 26. Jan. 1963 | Felix Körner, römisch-katholischer Theologe, Jesuit, Islamwissenschaftler und Hochschullehrer                                                                                                   |
| 23. Juli 1963 | Elke Blumauer, Handballspielerin |
| 23. Okt. 1963 | Ulrich Ritter, Modellbauer und Maskenbildner (u. a. für den Film Hindenburg) |
| 1964          | Martin Schulz, Jurist und Hochschullehrer |
| 1964          | Dirk Steuernagel, Klassischer Archäologe |
| 7. Jan. 1964  | Lorenz Schwachhöfer, Mathematiker |
| 8. Aug. 1964  | Arnd Beise, Germanist und Hochschullehrer |
| 26. Okt. 1964 | Sven Väth, DJ, Musiker und Labelbetreiber |
| 13. Nov. 1964 | Anne Weber, Autorin und Übersetzerin |
| 1965          | Sven Beckert, Historiker |
| 1965          | Sebastian Heilmann, Politikwissenschaftler, Sinologe und Hochschullehrer |
| 3. Jan. 1965  | Stefan Zackenfels, Politiker (SPD) |
| 3. Feb. 1965  | Michael J. Fallgatter, Betriebswirt |
| 26. Feb. 1965 | Oliver Quilling, Politiker (CDU) und seit 2010 Landrat des Landkreises Offenbach |
| 5. Apr. 1965  | Asiem El Difraoui, ägyptisch-deutscher Politologe, Volkswirt, Dokumentarfilm- und Buchautor |
| 6. Apr. 1965  | Werner Bräuninger, Publizist und Essayist |
| 9. Mai 1965   | Andi Mengler, Künstlername Rocco Ernstfall, Texter und Sänger der Punkband „Strassenjungs“ |
| 28. Juni 1965 | Eric Steiner, Gynäkologe und Geburtshelfer |
| 2. Juli 1965  | Peter Jung, Rechtswissenschaftler und Hochschullehrer |
| 1966          | Heiko Heinisch, Historiker und Autor |
| 1966          | Thorsten Jantschek, Philosoph und Journalist |
| 1966          | Karin Kuschik, Autorin, Rednerin, Business- und Selbstführungscoach |
| 3. Feb. 1966  | Thilo von Debschitz, Designer und Autor |
| 30. Aug. 1966 | Kai Frederic Schrickel, Schauspieler, Regisseur und Theaterleiter |
| 9. Sep. 1966  | Andreas Weiland, Automobilrennfahrer |
| 3. Dez. 1966  | Andreas Wolter, Pianist, Organist, Musikproduzent, Pädagoge und Komponist |
| 8. Dez. 1966  | Änne Troester, Dialogbuchautorin |
| 19. Dez. 1966 | Chris van Uffelen, deutsch-niederländischer Architekturhistoriker |
| 1967          | Andreas Behr, Wirtschaftswissenschaftler und Statistiker |
| 3. Mai 1967   | Michel Schäfer, Schauspieler und Lyriker |
| 8. Juli 1967  | Sabine Wehr-Hasler, Snowboarderin in der Disziplin Halfpipe |
| 15. Okt. 1967 | Götz Otto, Schauspieler, international bekannt durch James Bond Der Morgen stirbt nie |
| 2. Nov. 1967  | Heike Marklein, Kunstradfahrerin in der Disziplin Einer-Kunstradfahren |
| 29. Nov. 1967 | René Rock, Politiker und Fraktionsvorsitzender der FDP im hessischen Landtag seit 2017 |
| 28. Dez. 1967 | Michael Reinhard Heß, Turkologe |
| 1968          | Björn Ludwig, Autor, lebt in Berlin, verfasste u. a. Prosatexte der Social-Beat-Literatur |
| 6. März 1968  | Smudo, bürgerl. Michael Bernd Schmidt, Texter und Rapper der Hip-Hop-Gruppe „Die Fantastischen Vier“                                                                                            |
| 31. März 1968 | Christian Liebig, † 7. April 2003 in Bagdad, Journalist |
| 31. Mai 1968  | Anja Luithle, Künstlerin |
| 17. Sep. 1968 | Jens Joneleit, Komponist; erhielt 2006 den Komponisten-Förderpreis der „Ernst von Siemens Musikstiftung“                                                                                        |
| 18. Okt. 1968 | Uwe Lenhart, Rechtsanwalt und Strafverteidiger |
| 1969          | Barbara Engel, Hochschullehrerin und Studiendekanin am KIT |
| 1969          | Götz van Ooyen, Schauspieler und Regisseur |
| 5. Jan. 1969  | Petra Behle, geb. Schaaf, Biathletin, Mitglied des NOK und im Gutachterausschuss der Deutschen Sporthilfe                                                                                       |
| 10. Jan. 1969 | Christian Lammert, Politologe |
| 4. März 1969  | Henrik Rödl, Basketball-Trainer und ehemaliger Basketballnationalspieler, gewann sieben Mal die deutsche Meisterschaft                                                                          |
| 4. Juni 1969  | Ralph Voltz, Zeichner und Illustrator |
| 24. Juni 1969 | Helma Wennemers, Organische Chemikerin |
| 10. Dez. 1969 | Christian Sievers, Journalist und Fernsehmoderator |
| 13. Juni 1970 | Karsten Reuter, Physiker und Chemiker |
| 28. Juni 1970 | Stephan Winter, römisch-katholischer Theologe, Professor in Münster |
| 23. Juli 1970 | Thea Dorn, eigentlich Christiane Scherer, Schriftstellerin und Fernsehmoderatorin, auch Dramaturgin                                                                                             |
| 23. Nov. 1970 | Katja Kraus, Fußballspielerin und Fußballfunktionärin |
| 1971          | Henriette Crüwell, Juristin, katholische, später altkatholische, jetzt evangelische Theologin                                                                                                   |
| 1971          | Thomas Wehling, Schauspieler |
| 3. Jan. 1971  | Tarek Al-Wazir, Politiker (B’90/Grüne), MdL, 2014–24 stv. Ministerpräsident von Hessen |
| 21. Dez. 1971 | Carsten Strauch, Regisseur, Drehbuchautor, Filmproduzent und Schauspieler |
| 1972          | Sascha Lapp, Radiojournalist, Sachbuchautor und Filmschaffender |
| 6. Feb. 1972  | Silke Seif, Politikerin (CDU) |
| 21. Juni 1972 | Dorkas Kiefer, Schauspielerin (Klinikum Berlin Mitte), Schlagersängerin und Mitglied der Popgruppe „Mekado“                                                                                     |
| 1973          | Sandra Bittner, Toningenieurin |
| 1. Aug. 1973  | Dirk Rassloff, Basketballspieler |
| 13. Aug. 1973 | Tobias Tenenbaum, Kinderarzt |
| 21. Aug. 1973 | Thomas Hickersberger, österreichischer Fußballspieler und -trainer |
| 1. Dez. 1973  | Ellen Kositza, Journalistin und Autorin der Neuen Rechten |
| 1974          | Eike Hosenfeld, Komponist |
| 1974          | Felicitas Korn, Filmregisseurin |
| 1974          | Nasan Tur, deutsch-türkischer Künstler |
| 11. Feb. 1974 | Helena Fürst, Betriebswirtschafterin |
| 16. Juni 1974 | Gregor Praml, Jazzmusiker, Hörfunkjournalist und Kulturmanager |
| 12. Okt. 1974 | Dorothea Rohde, Althistorikerin |
| 1975          | Alexander Fidora, deutsch-katalanischer Professor |
| 1975          | Daniel F. Kamen, Schauspieler |
| 17. Sep. 1975 | Alexa von Schwichow, Judoka |
| 30. Juni 1976 | Lilli Messina, italienisch- und deutschsprachige Autorin, Illustratorin, Grafikerin und Malerin                                                                                                 |
| 1977          | Christian David Ott, Astrophysiker |
| 1977          | Sascha Ziemann, Rechtswissenschaftler und Professor für Strafrecht und Strafprozessrecht |
| 30. Jan. 1977 | Daniel Beskos, Verleger, Literaturveranstalter und Übersetzer |
| 10. Feb. 1977 | Jan Werner, Wirtschaftswissenschaftler und Politiker (CDU) |
| 17. Mai 1977  | Nina Plotzki, Jazzsängerin, Hörbuchsprecherin |
| 13. Juni 1977 | Daniel Tybussek, Kommunalpolitiker (SPD) |
| 24. Aug. 1977 | Safiye Can, Lyrikerin, Bestsellerautorin, Dichterin der konkreten und visuellen Poesie sowie literarische Übersetzerin                                                                          |
| 20. Feb. 1978 | Judith Hahn, katholische Theologin |
| 1978          | Freya Hattenberger, Medien- und Performance-Künstlerin |
| 17. Jan. 1978 | Necip Incesu, türkischer Fußballspieler |
| 20. Feb. 1978 | Judith Hahn, katholische Theologin |
| 28. Feb. 1979 | Marijke, bürgerl. Marijke Schibel, Schlagersängerin |
| 30. Okt. 1979 | Caroline Ruiner, Soziologin und Wirtschaftswissenschaftlerin |
| 1980          | Jan Kress, Schauspieler, Tänzer und Performer |
| 12. März 1980 | Christoph Degen, Politiker (SPD) |
| 14. Juni 1980 | Joanna-Maria Praml, Schauspielerin und Regisseurin |
| Nov. 1980     | Frederic Hecker, Mediziner, Chirurg und Schriftsteller |
| 18. Mai 1981  | Björn Simon, Politikwissenschaftler und Politiker (CDU) |
| 21. Mai 1981  | Dario Fossi, italienisch-deutscher Fußballtrainer |
| 1982          | David Sarno, Sach- und Drehbuchautor, Journalist, Regisseur und Produzent |
| 9. Aug. 1982  | Johannes Schmidt, Ruderer |
| 13. Apr. 1983 | Christina Plaka, Manga-Comiczeichnerin |
| 3. Mai 1983   | Max Schad, Politiker (CDU) |
| 3. Aug. 1983  | Christian Müller, Fußballspieler |
| 31. Dez. 1983 | Astrid Eichhorn, Physikerin und Hochschullehrerin |
| 22. Jan. 1984 | Baldo Di Gregorio, deutsch-italienischer Fußballspieler und Trainer |
| 5. März 1984  | Dennis Tinat, Hörfunkmoderator |
| 25. Mai 1984  | Christian Demirtas, Verteidiger, ehem. deutscher Junioren-Nationalspieler |
| 29. Juni 1984 | Daniele Fiorentino, Fußballspieler |
| 29. Dez. 1984 | Lisa Brüggemann, Kunstturnerin |
| 1985          | Peter Christof, Jazzmusiker |
| 1985          | Emilia Neumann, Bildhauerin |
| 19. Jan. 1985 | Pascal Behrenbruch, Leichtathlet (Zehnkampf) |
| 31. Jan. 1985 | Sebastian Barth, Basketballspieler |
| 19. Apr. 1985 | Jan Zimmermann, Fußballtorwart bei Eintracht Frankfurt und SV Darmstadt 98 |
| 14. Mai 1985  | Christian Pospischil, Fußballspieler |
| 16. Mai 1985  | Daniel Endres, Fußballspieler |
| 19. Mai 1985  | Christopher Reinhard, Fußballspieler; spielte in der Jugend bei Rot-Weiß Offenbach |
| 20. Juli 1985 | Laura Schmitt, Handballspielerin |
| 16. Dez. 1985 | Haftbefehl, bürgerl. Aykut Anhan, Rap-Musiker |
| 23. Dez. 1985 | Christian Hildebrand, Handballspieler |
| 4. Mai 1986   | Juan Daniél, bürgerl. Daniel Sánchez González, deutschsprachiger spanischer Popsänger |
| 14. Juni 1986 | Marco Neppe, Fußballspieler |
| 1987          | Stefanie Mühlsteph, Schriftstellerin |
| 7. Jan. 1987  | Tom Belz, einbeiniger Bergsteiger, Musiker und Explorer |
| 28. Apr. 1987 | Josip Landeka, kroatischer Fußballspieler |
| 19. Mai 1987  | Cristobal, bürgerl. Cristóbal Gálvez Moreno, deutsch-spanischer Sänger und Songschreiber |
| 17. Dez. 1987 | Markus Weicker, Regisseur, Beatproduzent und Unternehmer |
| 1988          | Philipp Quiring, Moderator, Regisseur und Drehbuchautor im Bereich Musikjournalismus |
| 1. Jan. 1988  | Simon Pospischil, Fußballspieler |
| 2. Feb. 1988  | Christian Brucia, Fußballspieler |
| 20. Mai 1988  | Deniz Gencler, Radio- und Fernsehmoderator |
| 6. Jan. 1989  | Marco Völler, Basketballspieler |
| 5. Apr. 1989  | Emre Güral, deutsch-türkischer Fußballspieler |
| 30. Apr. 1989 | Marvin Flatten, Politiker (CDU) |
| 11. Juli 1989 | Jan-Steffen Minerva, Handballspieler |
| 21. Aug. 1989 | Vanessa Gattung, Kommunalpolitikerin (SPD) |
| 30. Aug. 1989 | Jay Jiggy, bürgerl. Janis Daniel Restle, Rapper und Webvideoproduzent |
| 13. Sep. 1989 | Marvin Bakalorz, Fußballspieler |
| 25. Sep. 1989 | Ilias Essaoudi, Profiboxer im Halbmittelgewicht |
| 7. Nov. 1989  | Pierre Kleinheider, Fußballtorwart |
| 8. Dez. 1989  | Nico Büdel, Handballspieler |
| 22. Mai 1990  | Capo, bürgerl. Cem Anhan, Rap-Musiker |
| 31. Mai 1990  | Jochen K. Roos, Politiker (AfD) |
| 27. Sep. 1990 | Natalie Pröse, Tennisspielerin |
| 4. Dez. 1992  | Stefano Maier, Fußballspieler |
| 1993          | Ramo, bürgerl. Omar Fachat, Rap-Musiker |
| 22. Jan. 1993 | Shira Willner, Eiskunstläuferin |
| 13. März 1993 | Florijon Belegu, Fußballspieler |
| 29. Mai 1993  | Florian Hartherz, Fußballspieler |
| 18. Juni 1993 | Sascha Korb, Fußballspieler |
| 2. Aug. 1993  | Kim-Sarah Speer, Politikerin (CDU) |
| 27. März 1994 | Dren Hodja, deutsch-albanischer Fußballspieler |
| 1995          | Brenda Lien, Filmemacherin, Drehbuchautorin und Komponistin |
| 16. Feb. 1995 | Robin Scheu, Fußballspieler |
| 1996          | Philipp Türmer, Politiker (SPD) |
| 31. Juli 1996 | Soufian, bürgerl. Soufian Amakran, Rap-Musiker |
| 28. Sep. 1996 | Taynara Wolf, Schauspielerin, Tänzerin und Model |
| 6. Juni 1997  | Saskia Matheis, Fußballspielerin |
| 17. Okt. 1997 | Enis Bunjaki, deutsch-kosovarischer Fußballspieler |
| 23. Jan. 1998 | Viviana Grisafi, Popsängerin |
| 18. Okt. 1998 | Fabian Schelsky, Politiker der Tierschutzpartei |
| 1. Dez. 1998  | Lisa Tertsch, Triathletin und Crossläuferin |
| 5. Mai 1999   | Sina Tkaltschewitsch, Rhythmische Sportgymnastin |
| 4. März 2000  | Enrique Peña Zauner, deutsch-venezolanischer Fußballspieler |
| 19. Feb. 2001 | Sava-Arangel Čestić, serbisch-deutscher Fußballspieler |
| 10. Apr. 2001 | Julien Jäger, Bahnradsportler |
| 22. Apr. 2001 | Chiara D’Amico, Sängerin |
| Juli 2001     | Vanessa Velemir Diaz, Schauspielerin |

## Ferner lebten oder leben in Offenbach

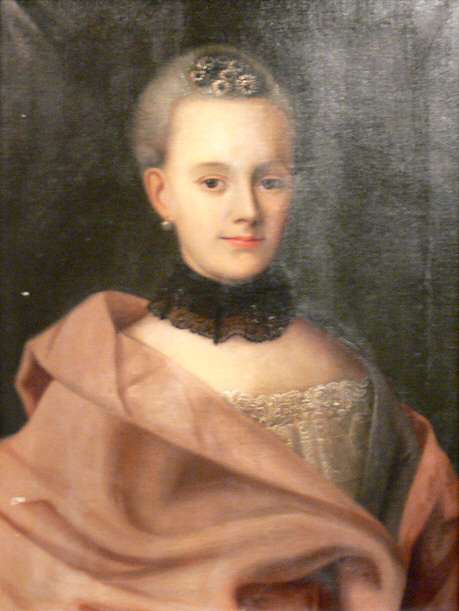
Sophie von La Roche

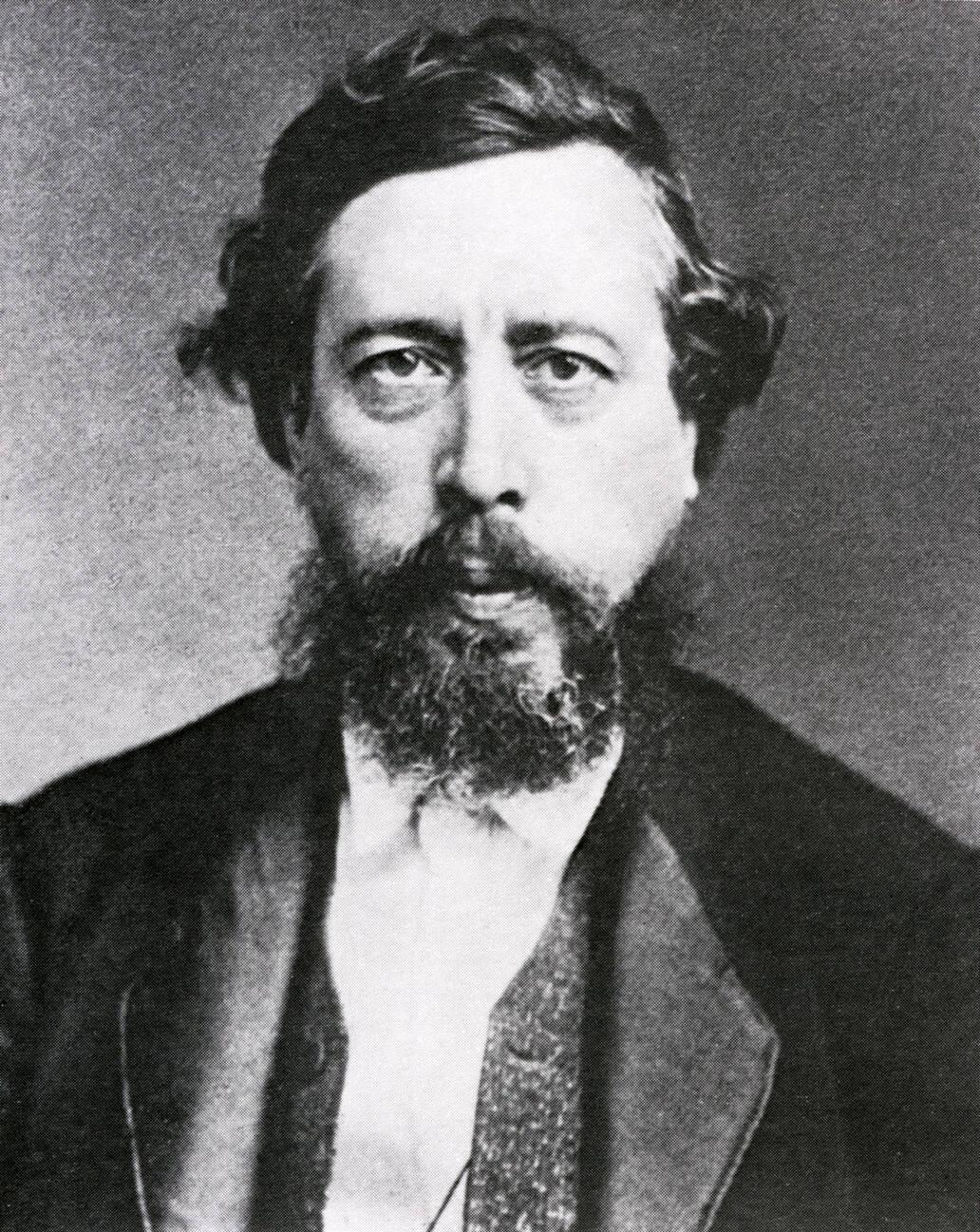
Wilhelm Liebknecht

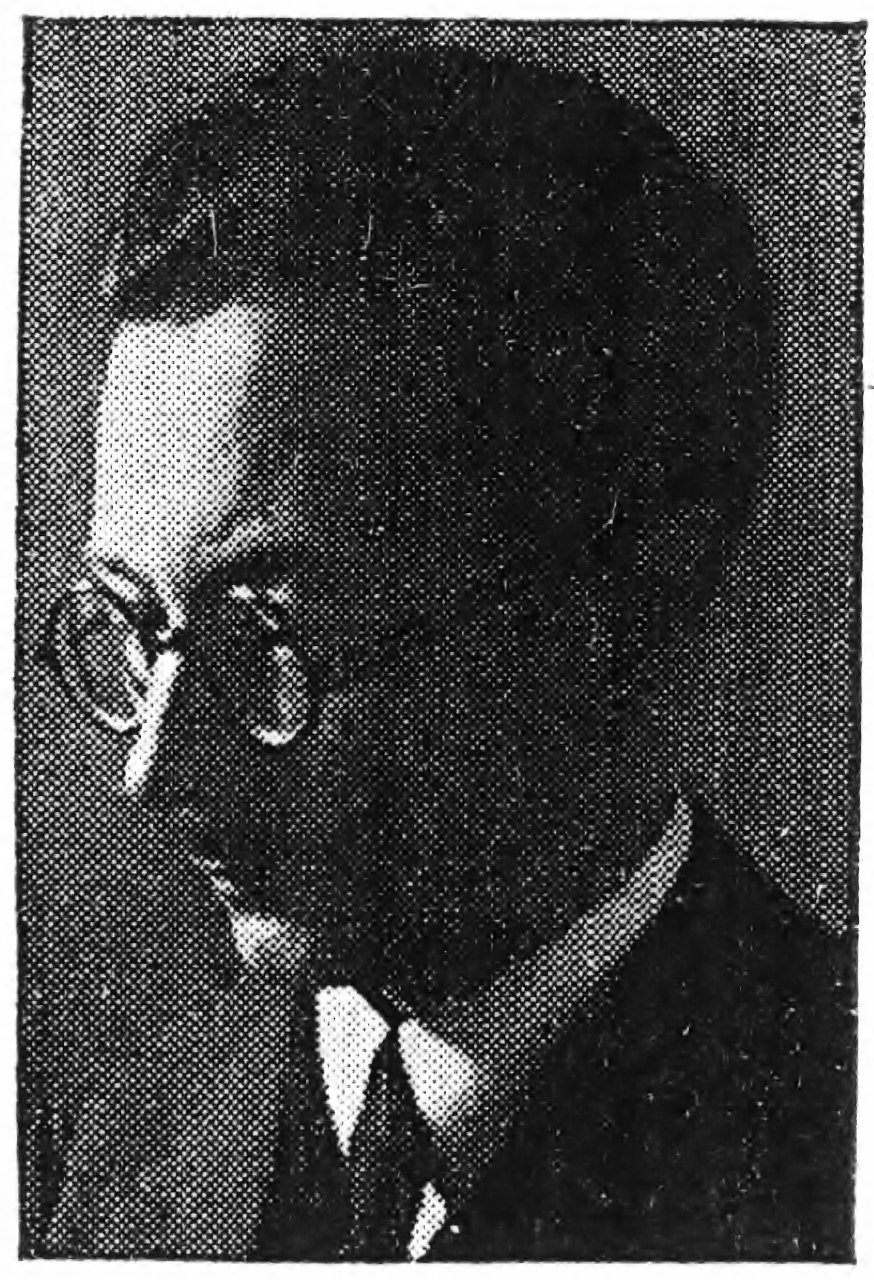
Ludwig Dexheimer

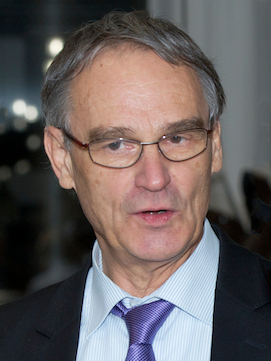
Gerd Binnig

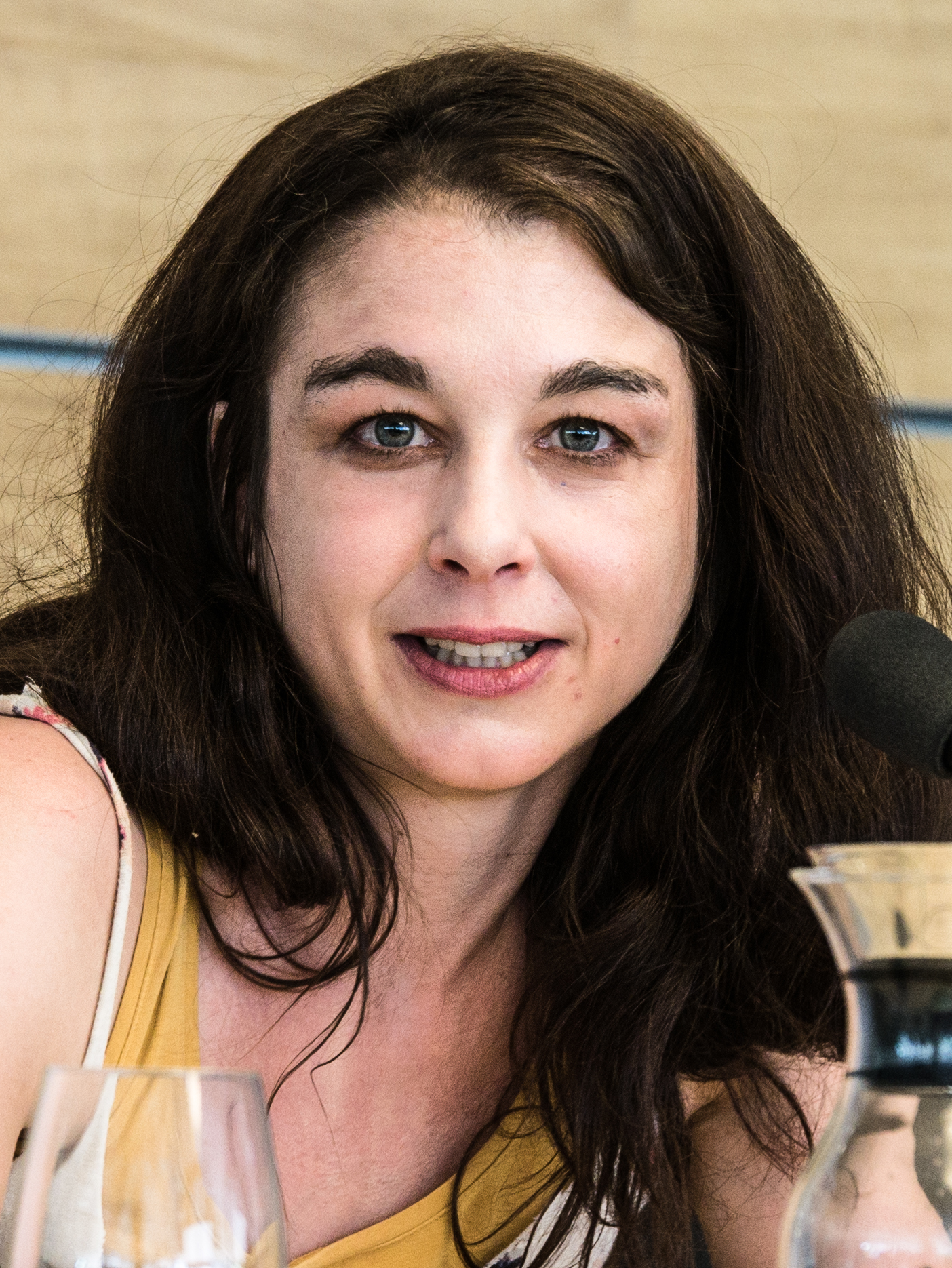
Silke Scheuermann

| Geboren                            | Person |
| ---------------------------------- | --- |
| 1726 in Korolówka                  | Jakob Joseph Frank, † 10. Dezember 1791 in Offenbach, Begründer des Frankismus; wirkte von 1787 bis zu seinem Tod in Offenbach                                                     |
| 6. Dez. 1730 in Kaufbeuren         | Sophie von La Roche, geborene Gutermann von Gutershofen, † 18. Februar 1807 in Offenbach, Schriftstellerin                                                                         |
| 17. Sep. 1749 in Bordeaux          | Friedrich Metzler, † 11. März 1825 in Offenbach, Bankier und Mäzen |
| 6. Nov. 1771 in Prag               | Alois Senefelder, † 26. Februar 1834 in München, Erfinder des Steindrucks bzw. der Lithografie; nach ihm ist die Senefelderstraße in Offenbach benannt                             |
| 28. Juni 1772 in Speyer            | Karl Wilhelm Becker, † 11. April 1830 in Bad Homburg vor der Höhe, Hofrat in Offenbach, Numismatiker und Münzfälscher                                                              |
| 21. Juni 1790 in Frankfurt am Main | Wilhelm Speyer, † 5. April 1878 in Frankfurt am Main; wirkte als Komponist in Offenbach                                                                                            |
| 14. Jan. 1799                      | Joseph Pirazzi, † 31. Dezember 1868 in Offenbach, Unternehmer und Gründer der freireligiösen Gemeinde Offenbach                                                                    |
| 29. März 1826 in Gießen            | Wilhelm Liebknecht, † 7. August 1900 in Charlottenburg, Mitbegründer der SPD; 1881 und 1884 Reichstagsmandat des Wahlkreises Offenbach                                             |
| 28. Jan. 1853 in Braunschweig      | Carl Ulrich, † 12. April 1933 in Darmstadt, erster Staatspräsident des Volksstaates Hessen (1919–1928)                                                                             |
| 14. Juli 1862 in Bayreuth          | Max Schröder, † 14. Juli 1922 in Offenbach, Architekt |
| 2. Mai 1874 in Furtwangen          | Hugo Eberhardt, † 8. April 1934, Architekt und Designer, Direktor der HfG Offenbach und Gründer des Deutschen Ledermuseums                                                         |
| 20. Nov. 1876 in Nürnberg          | Rudolf Koch, † 9. April 1934 in Offenbach, Typograph und Grafikdesigner; Erfinder der Offenbacher Schrift                                                                          |
| 13. Juli 1883 in Frankfurt         | Robert von Hirsch, † 1. November 1977 in Basel, Lederfabrikant und Kunstmäzen, Neffe von Ludo Mayer (J. Mayer & Sohn)                                                              |
| 19. Mai 1884                       | Julius Lichtenfels, † 29. Juni 1968, bekannter Fechtmeister, zweifacher Deutscher Meister und zweifacher Olympiateilnehmer                                                         |
| 6. Aug. 1891 in Nürnberg           | Ludwig Dexheimer, † 7. Oktober 1966 in Offenbach, Schriftsteller, Autor einer der faszinierendsten Utopien des 20. Jahrhunderts                                                    |
| 23. Okt. 1895 in Seligenstadt      | Heinrich Galm, † 30. Oktober 1984 in Offenbach, Politiker; während der Weimarer Zeit und in den Jahren nach 1945 eine prägende Gestalt der Offenbacher Kommunalpolitik             |
| 23. März 1898 in Groß-Steinheim    | Georg Volk, † 16. Juni 1986 in Offenbach, Homöopath und Internist |
| 1. Apr. 1899 in Schwarzenau        | Herbert Lewin, † 21. November 1982 in Wiesbaden, Präsident des Zentralrates der Juden in Deutschland; leitete von 1949 bis 1967 die Frauenklinik des Klinikum Offenbach            |
| 8. Feb. 1900 in Michelstadt        | Fritz Kredel, † 12. Juni 1973 in New York, deutsch-amerikanischer Grafikdesigner und Illustrator; studierte an der Hochschule für Gestaltung bei Rudolf Koch                       |
| 3. Aug. 1902 in Berlin             | Regina Jonas, † 12. Dezember 1944 in Auschwitz-Birkenau, erste Rabbinerin weltweit; wurde am 27. Dezember 1935 in Offenbach ordiniert, nach ihr ist ein Weg im Büsing-Park benannt |
| 7. März 1903 in Grünberg           | Erwin Stein, † 15. August 1992 in Fernwald-Annerod, Politiker (CDU) und Richter des Bundesverfassungsgerichts                                                                      |
| 14. Okt. 1905 in Büdingen          | Erich Martin, † 6. Mai 1977 in Frankfurt, Maler der abstrakten Kunst; hatte sein Atelier in der Kirchgasse                                                                         |
| 26. Juli 1906 in Frankfurt am Main | Friedrich Grünwald, † 16. Juli 1947 in Wasach, Verkehrsingenieur und Fotograf, Betriebsleiter und Betriebsdirektor der Offenbacher Straßenbahn in den 1940er Jahren                |
| 22. Nov. 1909 in Würzburg          | Adolf Bayer, † 9. Juni 1999 in Karlsruhe, Architekt der Moderne, Stadtbaudirektor in Offenbach und Architekt der Stadtverwaltung Mainz                                             |
| 6. Apr. 1912 in Frankfurt am Main  | Gerhard Salzer, † 15. Mai 1989, Ingenieur und Politiker; lebte und arbeitete in Offenbach                                                                                          |
| 6. Feb. 1914 in Schlesisch-Drehnow | Karlgeorg Hoefer, † 8. Oktober 2000 in Offenbach, Typograf und Grafiker; entwarf unter anderen die FE-Schrift, die seit 2000 die Schriftart der deutschen Kfz-Kennzeichen ist      |
| 9. Sep. 1919 in Breslau            | Paul Friedrich Posenenske, † 2004, Architekt der Moderne; entwarf zahlreiche öffentliche Gebäude, vor allem in Hessen                                                              |
| 25. Juni 1925 in Nechlin           | Georg-Volkmar Graf Zedtwitz von Arnim, † 24. Juni 1993 in Frankfurt am Main, Journalist und PR-Fachmann                                                                            |
| 30. Nov. 1942 in Wildeshausen      | Burghart Schmidt, † 13. Februar 2022, Philosoph, Schüler Ernst Blochs; lebte in Offenbach und Wien (Österreich)                                                                    |
| 1946 in Jena                       | Jürgen Blume, Kantor, Chorleiter, Komponist und Hochschullehrer; Träger der Offenbacher Bürgermedaille in Silber                                                                   |
| 20. Juli 1947 in Frankfurt am Main | Gerd Binnig, Physiker und Nobelpreisträger; machte an der Rudolf-Koch-Schule sein Abitur                                                                                           |
| 25. Dez. 1956 in Wiesbaden         | Stefan Grüttner, seit 2003 Chef der Hessischen Staatskanzlei; lebt im Offenbacher Stadtteil Bürgel                                                                                 |
| 1962 in Teheran                    | Parastou Forouhar, iranische Künstlerin; lebt seit 1992 in Offenbach |
| 24. Aug. 1964 in Heidelberg        | Ruben Talberg, Maler, Bildhauer, Fotograf, Gründer des Talberg-Museums; lebt und arbeitet in Offenbach und Südfrankreich                                                           |
| 15. Juni 1973 in Karlsruhe         | Silke Scheuermann, Schriftstellerin, studierte Theater- und Literaturwissenschaften; lebt seit 2008 in Offenbach                                                                   |
| 9. Juli 1978 in Frankfurt          | Mark Medlock, Sänger und Gewinner der 4. Staffel von Deutschland sucht den Superstar; lebte von 1986 bis 2007 in Offenbach                                                         |
| 1980 in Sebnitz                    | Feriel Bendjama, Künstlerin |

## Ehrenbürger der Stadt

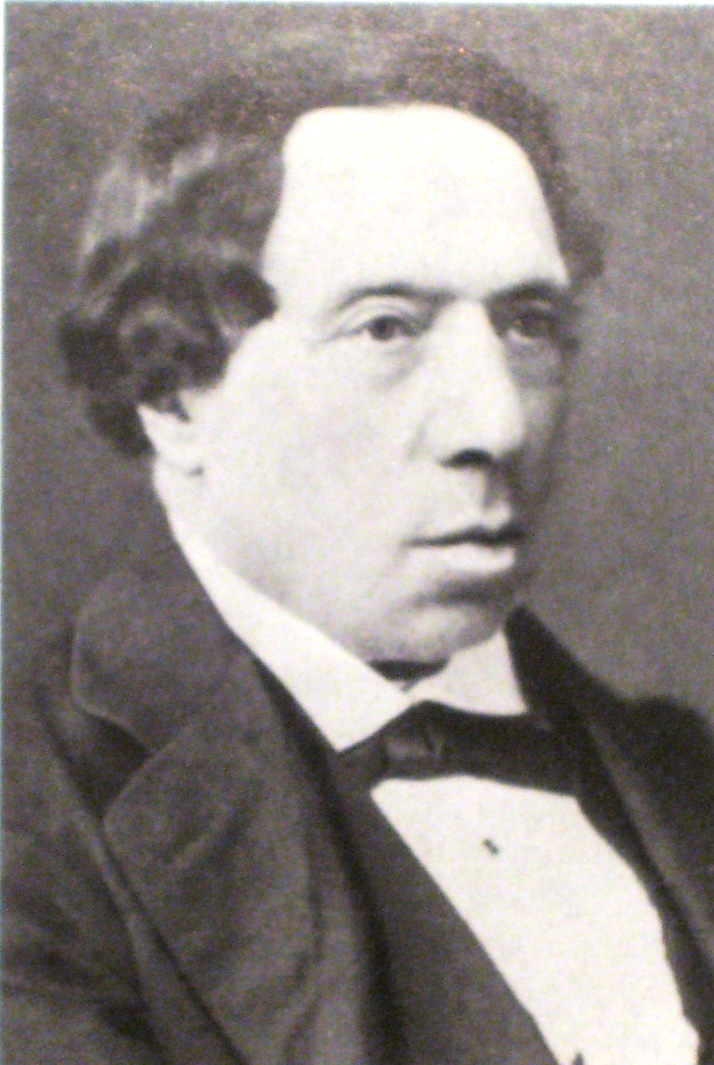
Salomon Formstecher

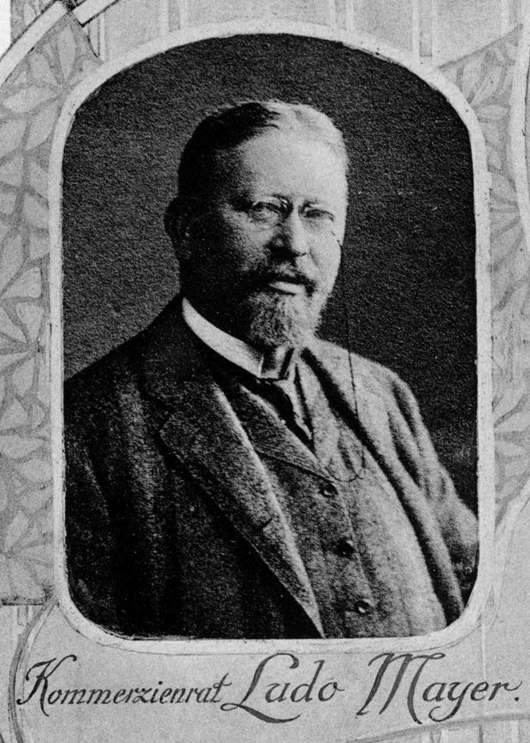
Ludo Mayer

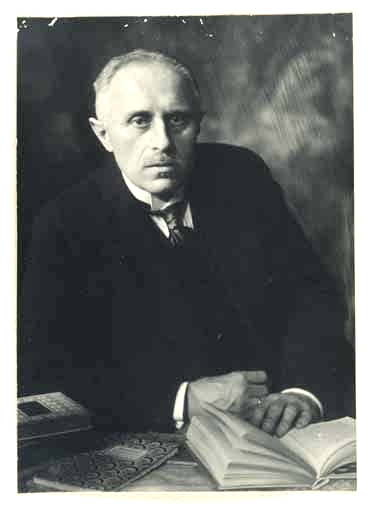
Karl Klingspor

| Ehrung | Person                   | Lebensdaten |                                                                    |
| ------ | ------------------------ | ----------- | ------------------------------------------------------------------ |
| 1837   | Ulrich Pultz von Carlsen | 1773–1863   | Kommandeur des Regiments „Groß- und Erbprinz“                      |
| 1842   | Valentin Otto            | 1795–1849   | Zollamtsinspektor, Förderer der Lokalbahn nach Frankfurt           |
| 1848   | Lorenz Diefenbach        | 1806–1883   | Freiheitskämpfer                                                   |
| 1852   | Ernst Schaumann          | 1802–1886   | Direktor der Latein-Schule                                         |
| 1863   | Christian Lemmé          | 1789–1863   | „Wohltäter“                                                        |
| 1875   | Otto von Bismarck        | 1815–1898   | Reichskanzler                                                      |
| 1882   | Salomon Formstecher      | 1808–1889   | Rabbiner                                                           |
| 1888   | Johann Martin Kappus     | 1820–1905   | Kommandant der Freiwilligen Feuerwehr                              |
| 1915   | Ludo Mayer               | 1845–1917   | Kommerzienrat, Gerber                                              |
| 1933   | Paul von Hindenburg      | 1847–1934   | Generalfeldmarschall, Reichspräsident                              |
| 1948   | Leonhard Eißnert         | 1866–1949   | Bürgermeister a. D.                                                |
| 1948   | Siegfried Guggenheim     | 1873–1961   | Rechtsanwalt und Notar                                             |
| 1948   | Karl Klingspor           | 1868–1950   | Schriftgießer, Buchausstatter                                      |
| 1949   | Hermann Steinhäuser      | 1859–1949   | Unternehmer                                                        |
| 1953   | Hugo Eberhardt           | 1874–1959   | Leiter der Technischen Lehranstalten (heute HfG)                   |
| 1974   | Georg Dietrich           | 1909–1998   | Oberbürgermeister 1957–1974                                        |
| 1977   | Walter Frank             | 1924–2011   | Stadtverordnetenvorsteher 1960–1977                                |
| 1993   | Bruno Knapp              | 1925–2010   | Fraktionsvorsitzender der CDU, Stadtverordnetenvorsteher 1977–1985 |
| 1993   | Alfred Seeger            | 1918–1999   | Unternehmer                                                        |
| 1993   | Max Willner              | 1906–1994   | Vorsitzender des Landesverbands der Jüdischen Gemeinden Hessens    |
| 1999   | Kurt Busch               | 1919–2010   | Stadtrat a. D.                                                     |
| 2000   | Karl Appelmann           | 1915–2015   | Bürgermeister 1956–1980                                            |
| 2006   | Manfred Wirsing          | 1936        | Stadtverordnetenvorsteher 1985–2006                                |
| 2006   | Hermann Schoppe          | 1937        | 1968–1993 Mitglied in der Stadtverordnetenversammlung, Stadtrat    |